# パスタ

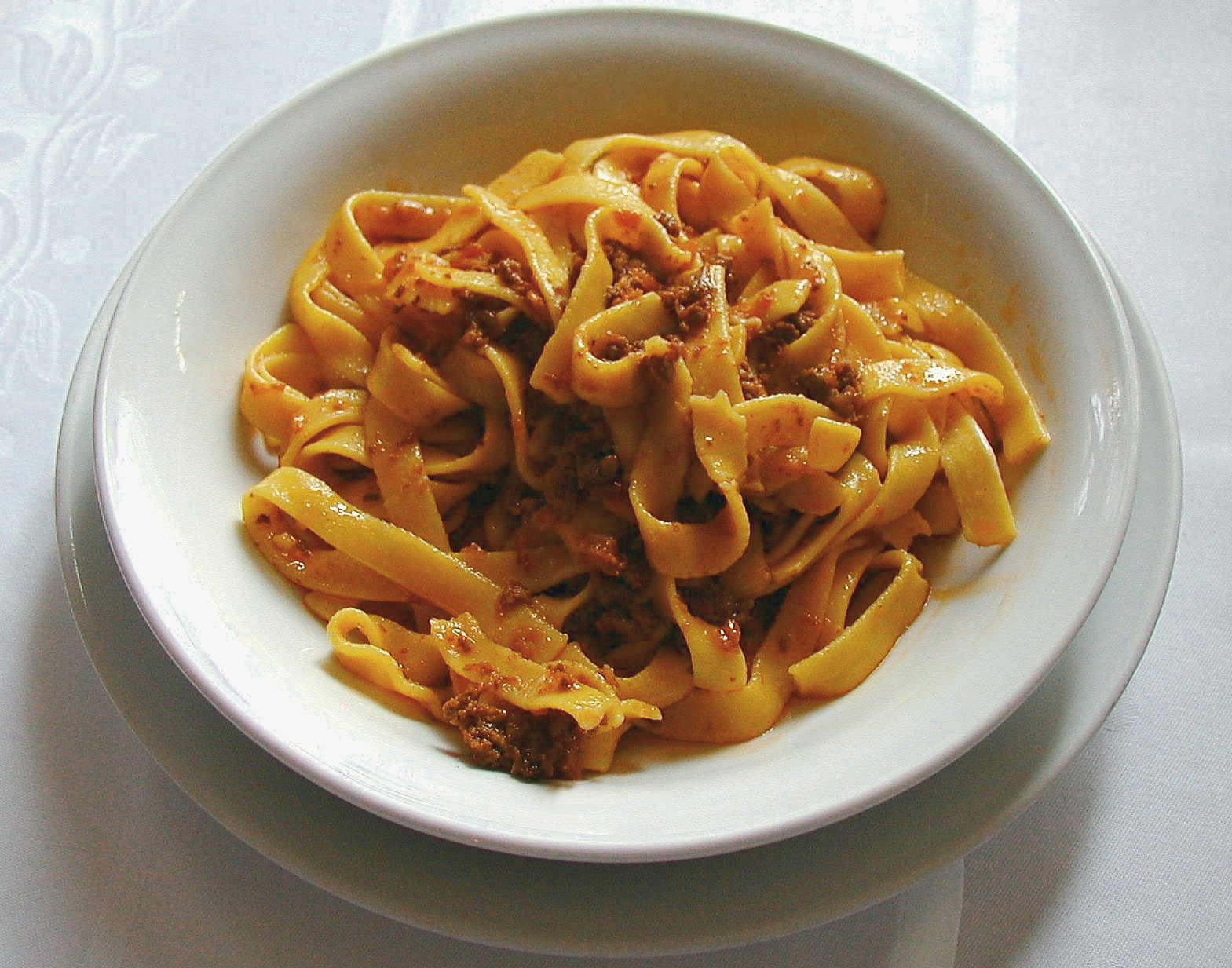
パスタの一種、ロングパスタに分類されるタリアテッレを使った伝統的なボロネーゼ

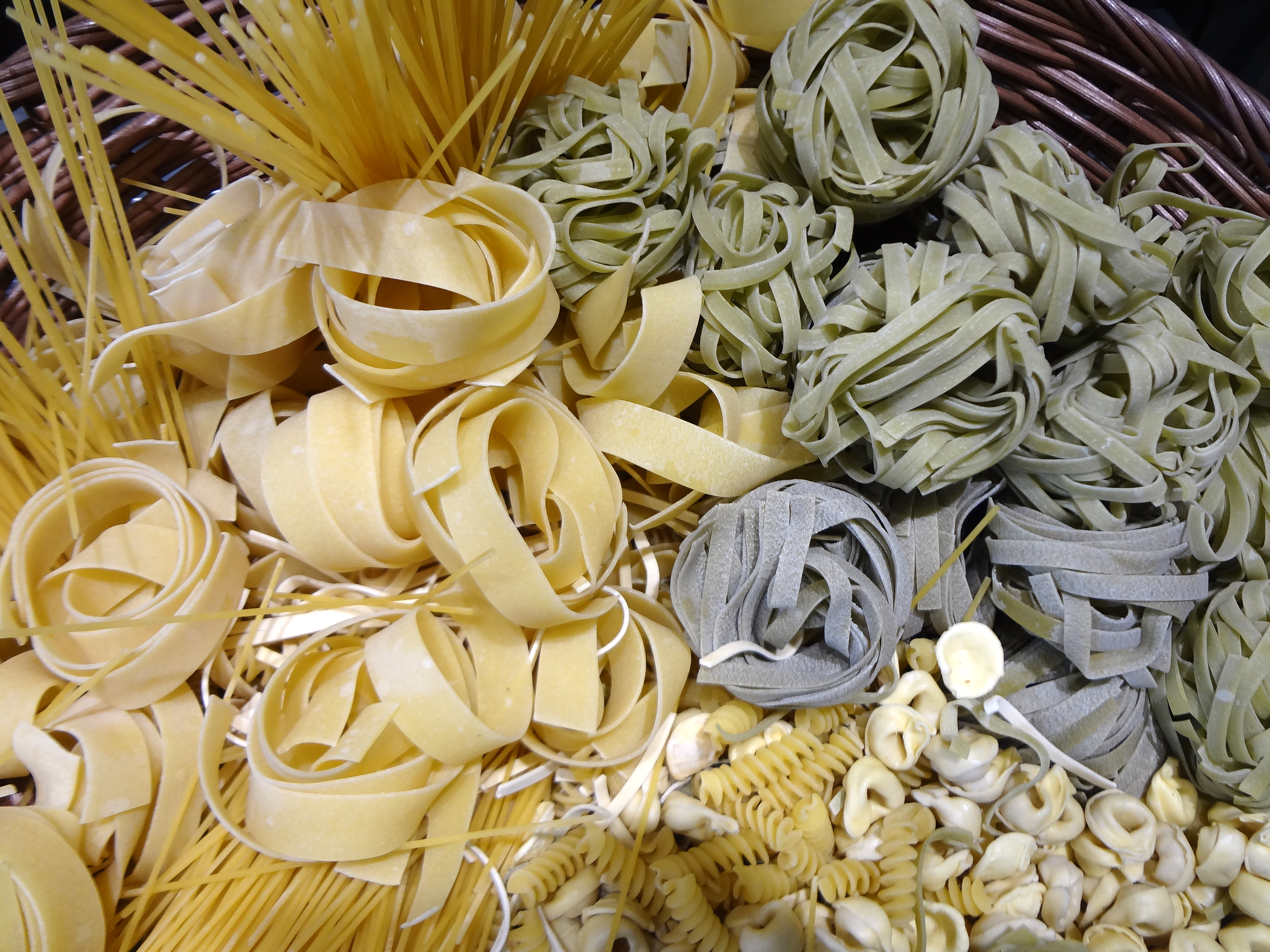
様々な種類のパスタ

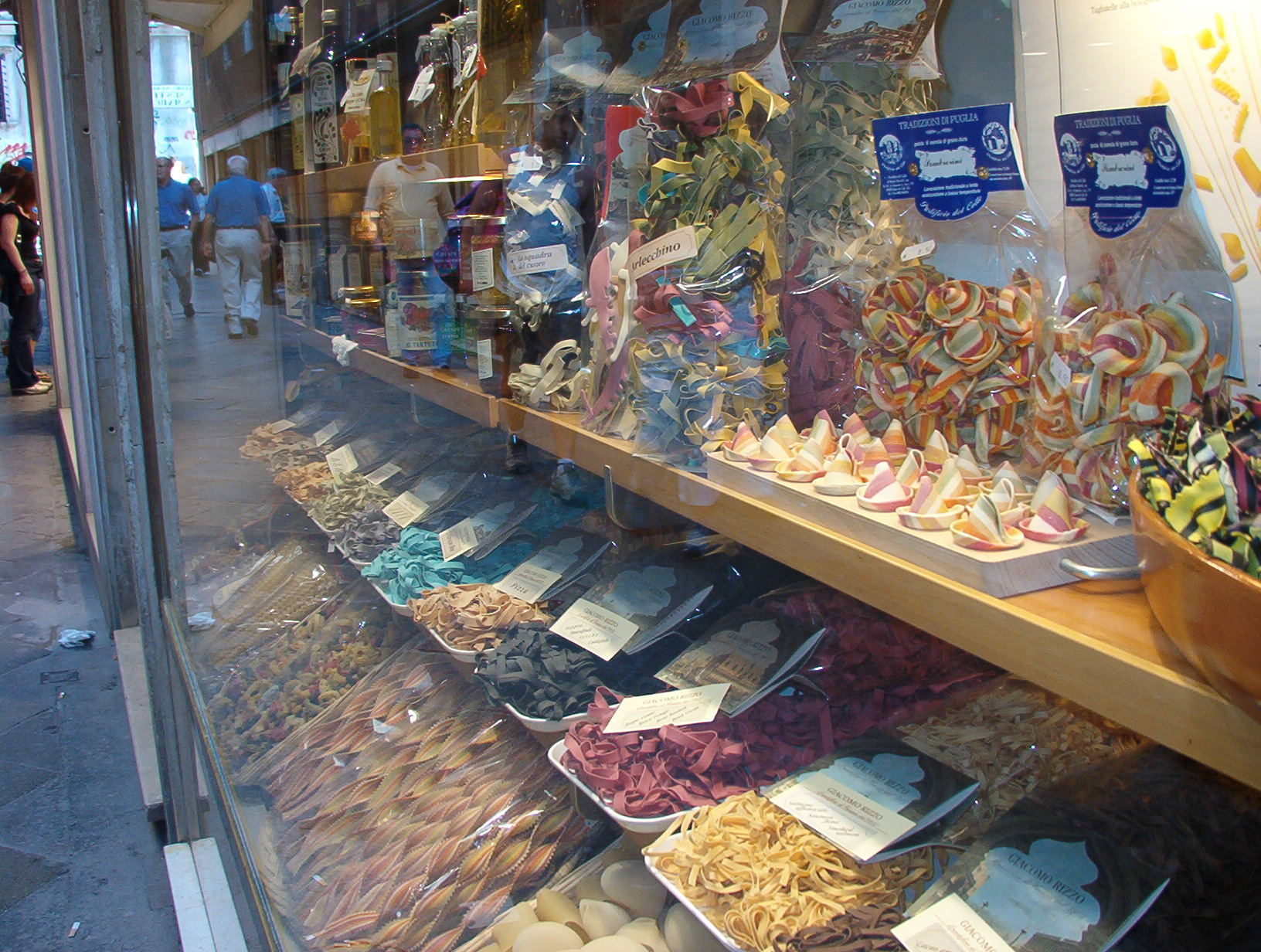
イタリア、ヴェネツィアの店頭にディスプレイされる様々な種類のパスタ

パスタ (伊: pasta) は、マカロニ、ペンネ、スパゲッティ、ラザニアなどの、イタリア語での麺食品の総称である。イタリア料理で用いる主要な食材のひとつ。主な原料は小麦粉（特にデュラム小麦） で、他に水、塩、鶏卵などが用いられる。乾燥パスタは長期保存が可能で安価に入手でき、茹でてパスタソースと和えるだけで調理できることから、世界的に普及した食材となった。本場イタリアの正式な食事スタイルでは、パスタは「第1の皿」（プリモ・ピアット）と呼ばれ、前菜の後、メインディッシュの前に軽く食される料理となっている。但し、日常の食事では簡略化してパスタのみとすることもある。
パスタは大きく分けると2種類に分類でき、マカロニに代表される小型のショートパスタとスパゲッティに代表される麺状のロングパスタがある。他に団子状や板状のものもある。
イタリアには地方独特のものも含め650種類ものパスタがあると言われており、毎年のように新しい種類が発表されている。乾燥パスタが多く市販されているが、家庭で生パスタを手打ちすることも出来る。

## 語釈
イタリア語 pasta はいくつかの異なる意味を持っている。いずれも英語: paste (ペースト)、フランス語: pâté (パテ) や、英語 pastry (ペイストリー)、フランス語 pâtisserie (パティスリー)、イタリア語 pasticceria (パスティッチェリーア) などと同じ語源をもち、俗ラテン語の pasta (パスタ。生地、練りもの) に由来するものである。
1. イタリア料理の主食の一つである、小麦粉などを主体とした練り物 (生パスタ)、およびそれを乾燥した製品 (乾燥パスタ) を指す。より厳密には、パスタ・アリメンターレ (伊: pasta alimentare, 「食用の pasta」の意) と呼ぶこともある。日本語の「麺」に近い用法だが、細長い形状にこだわらない点が異なる[注 1]。うどんや蕎麦に餅や団子も、イタリア語話者から見れば「日本の pasta」ということになる。
2. やや広義の用法として、菓子類も含め、小麦粉を使ったいわゆる粉物の生地全般を指す。各種のパン、ピザ、フォカッチャ、各種ケーキ類やマルチパンなど、さまざまな生地を含む。俗ラテン語の原義に最も近い用法。なお中国語における「麺」も広義ではこの意味の用例がある。
3. とくに菓子類において、生地を焼いて出来上がった製品の種類を指す場合がある。
4. 派生義として、食品以外のものも含め、ペースト状の製品や物質全般を指す用法がある。日用品の例としてパスタ・ダッチューゲ (伊: pasta d'acciughe, アンチョビのペースト)、パスタ・デンティフリーチャ (伊: pasta dentifricia, 練り歯磨き) など。

日本語や英語などでの用法は上記 1. に近く、加えて 1. のパスタを使った「パスタ料理」を単にパスタと呼ぶことも多い。本項ではこれらの用法にもとづいて解説している。
なお、類語としてパスタシュッタ (伊: pastasciutta) があり、上記 1. とほぼ同じ意味で使われたり、乾燥パスタの別名などとされることがあるが、これは本来、「スープパスタ以外のパスタ料理」を指す言葉である。
スープパスタ (パスタ・イン・ブロード、伊: pasta in brodo) が最も一般的なパスタの献立であった時代に、パスタをスープに入れる代わりにソースをかけて食べる食べ方を明示的に「パスタ・アシュッタ」 (伊: pasta asciutta, 乾いたパスタ) と呼んで区別した名残りなのだという。

## 歴史

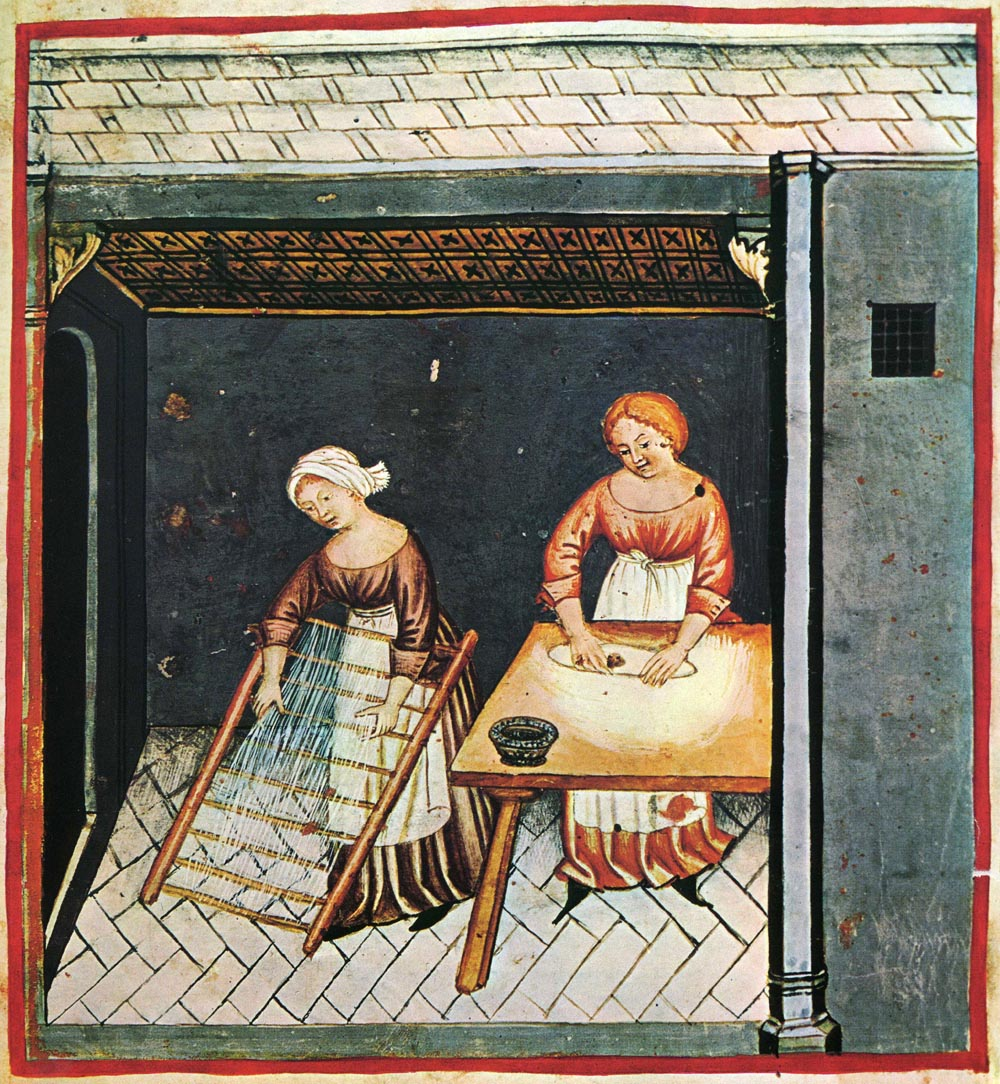
パスタづくり (14世紀)

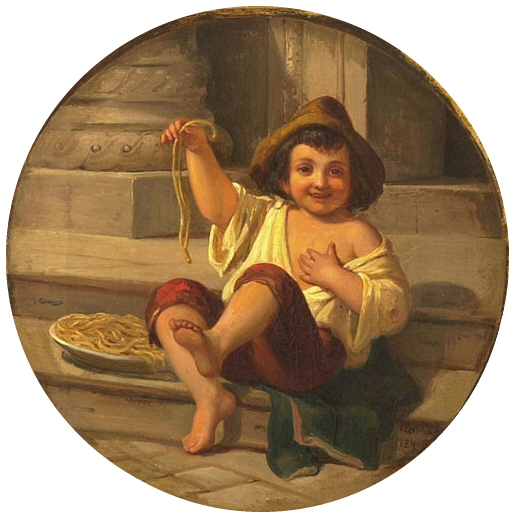
『少年とスパゲッティ』ユリウス・モーザー画、1808年頃

イタリア半島におけるパスタの歴史は大変古い。チェルヴェーテリにある紀元前4世紀のエトルリア人の遺跡からは現在のものとほぼ同じ形態のパスタを作る道具が出土している。古代ローマ時代にはラガーナ (lagana) というパスタがあったが、現在のように茹でて食べるものではなく、焼いたり揚げたりして食べた。
その後パスタは、肉、ミルクなどと共に茹でられて食べられていた。1000年頃からチーズと共に食べられ、13世紀の神聖ローマ皇帝フリードリヒ2世が砂糖をかけて食したのを始め、金持ちはシナモンなどの香辛料をかけていた。
現在と同じような食べ方をしている事を記録している最古の書物は、1224年8月2日付のジェノヴァの公正証書（ベルガモの医師ルッジェーノが患者の羊毛商人ボッソにあてた文章）である。
現在見られるような乾燥パスタが普及したのは、16世紀半ばにナポリで飢饉に備えるために保存食が必要になったことがきっかけであったとされ、ダイスを用いた押し出し製法が発明され低コストでの量産が可能となった。この普及は民衆にパスタを日常的に食べる機会を与えたともいい、それまで打ち立ての麺の旨さを味わえた富裕層以外にも、「ご馳走」としてではなく賞味できるようになった。ナポリ近郊のグラニャーノで生産されるパスタは世界的に著名でありIGPに指定されている。
18世紀初めまでは、スパゲッティは民衆の食べもので、チーズだけをかけて手でつかみ、頭上にかざして下から食べるものであった。1770年代、庶民の風俗を深く愛したナポリ国王フェルディナンド2世が宮廷で毎日スパゲッティを供することを命じ、この時にスパゲッティを品良く食べるため、からみやすいように先が4本のフォークが考案されたと言われる。
1554年、医者であるアンドレア・マッテイオーリがトマトを使ったソースを作る試みをした。17世紀末、料理人アントニオ・ラティーニのスペイン風トマトソースがきっかけとなり、パスタをトマトソースで食べる食べ方が普及した。
1995年10月25日に、イタリア・ローマで第1回世界パスタ会議が開催されたことを記念して、毎年10月25日が世界パスタデーに制定された。EUやイタリアパスタ製造業者連合会などが合同でパスタの販売促進キャンペーンを行っている。

## 各国では
イタリア料理の正餐 (antipasto「前菜」、primo piatto「第一の皿」、secondo piatto「第二の皿」、dolce「デザート」、コーヒーまたはグラッパを順番に食す) では、主菜である secondo piatto の肉料理や魚料理の前に「プリモ・ピアット」 (「第一の皿」、primo piatto) として供する。日本において「パスタは前菜なのでパスタだけを注文することはできない」と飲食店の店長や注文取りから言われることがあるが、イタリア人にとってもイタリアのフルコースは量が多すぎるため、正餐のうちの一部の料理、secondo piatto とパンで食事を済ませることは一般的である。したがって、よほど高級なレストランでない限りパスタだけを注文することも問題ではない。

### 英語圏
アメリカ合衆国とイギリスではマカロニ・アンド・チーズがよく食べられており、食堂やスーパーマーケットの惣菜コーナーで提供されているほか、様々なインスタント食品としても売られている。また、アメリカのスパゲッティ・ウィズ・ミートボールも世界的に有名である。アングロアメリカでは茹でたショートパスタと生野菜をサラダドレッシングで和えたパスタサラダも人気がある。パスタ料理を専門としたレストランチェーンもあり、ショッピングモールやレストエリアのフードコートでもよく見られる。

### 日本
日本では、幕末に外国人居留地で食べられ始め、1883年頃にフランス人のマルク・マリー・ド・ロ神父が長崎市で製造したのが始まりである。1928年に、日本で初めての国産スパゲッティをボルカノが製造販売、1955年、日本マカロニ (マ・マカローニ) の設立、オーマイブランド (ニップン) の発売が始まった。戦後日本のパスタ普及に貢献したのがスパゲッティ・ナポリタンの流行である。ミートソーススパゲティやナポリタンは、戦後のデパート食堂や喫茶店で定番メニューとなった。
1970年代にはファミリーレストランのメニューとしても登場し、1980年代にはイタリア人やイタリアで修業をしてきた日本人により本格的なイタリアンレストランが開業され、1990年代には「イタめし」の流行が起きた。
本来のイタリア料理としてだけでなく、イタリアンスパゲッティ、梅しそやたらこスパゲッティ、納豆や刻み海苔など、日本独自の味付けによるスパゲッティ料理も数多く存在し、スパゲッティ屋やパスタハウスと呼ばれるレストランもある。肉料理や弁当などにスパゲッティやマカロニサラダが付け合わせとして添えられることも珍しくない。

### タイ
タイでは、スパゲッティキーマオというバジルやニンニク、唐辛子、ナンプラーなどを使用したパッキーマオの味付けのパスタ料理が存在している。

### その他
各国ではレトルト食品や瓶詰・缶詰のソースが売られており、簡便に食事が取れることから、米やパンに替わる主食としてパスタが広く普及している。
イタリアでは、乾燥パスタに使用できるのは「デュラム小麦のセモリナ」が義務付けられている。

## 原料・製法

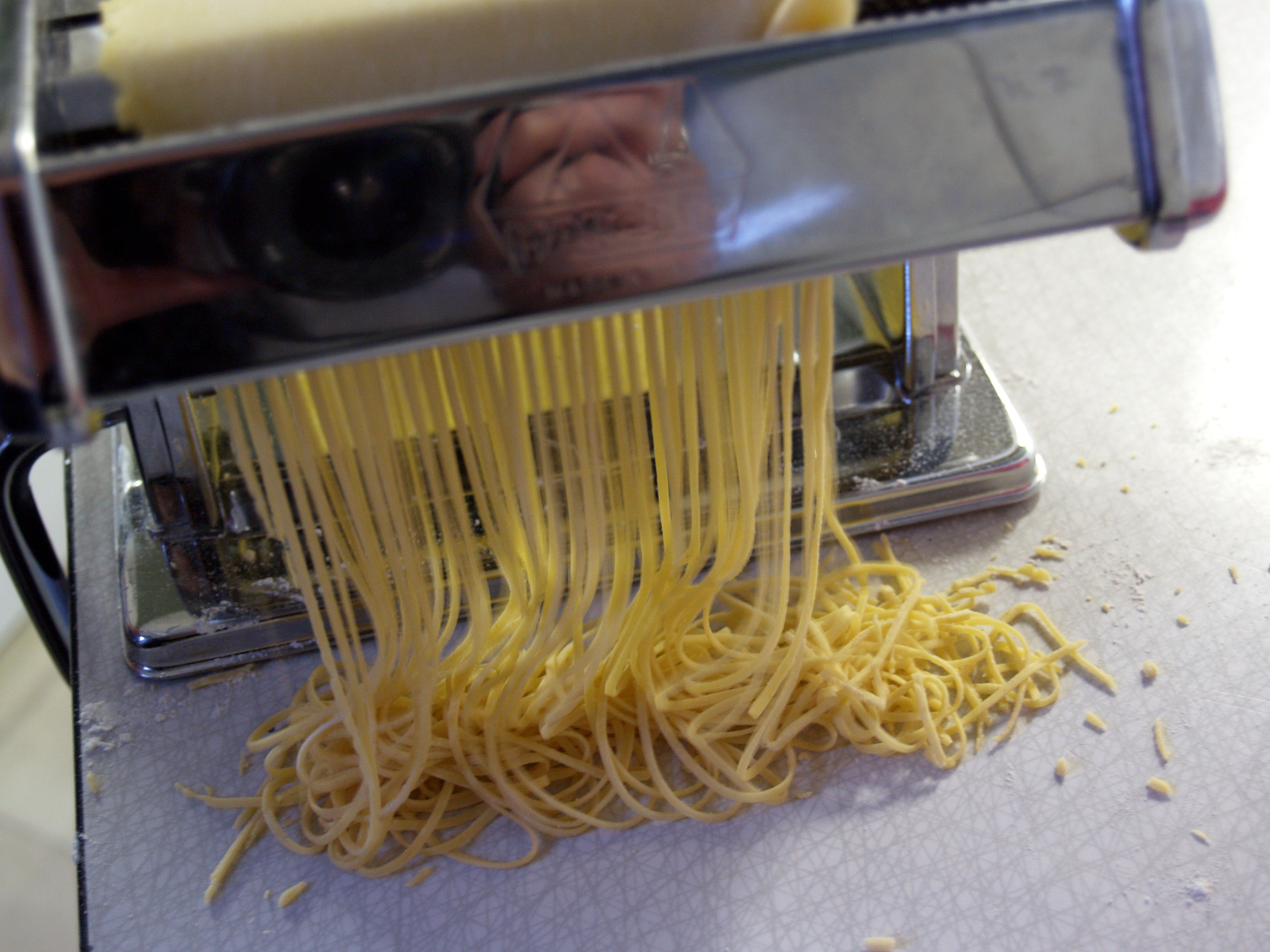
パスタメーカー

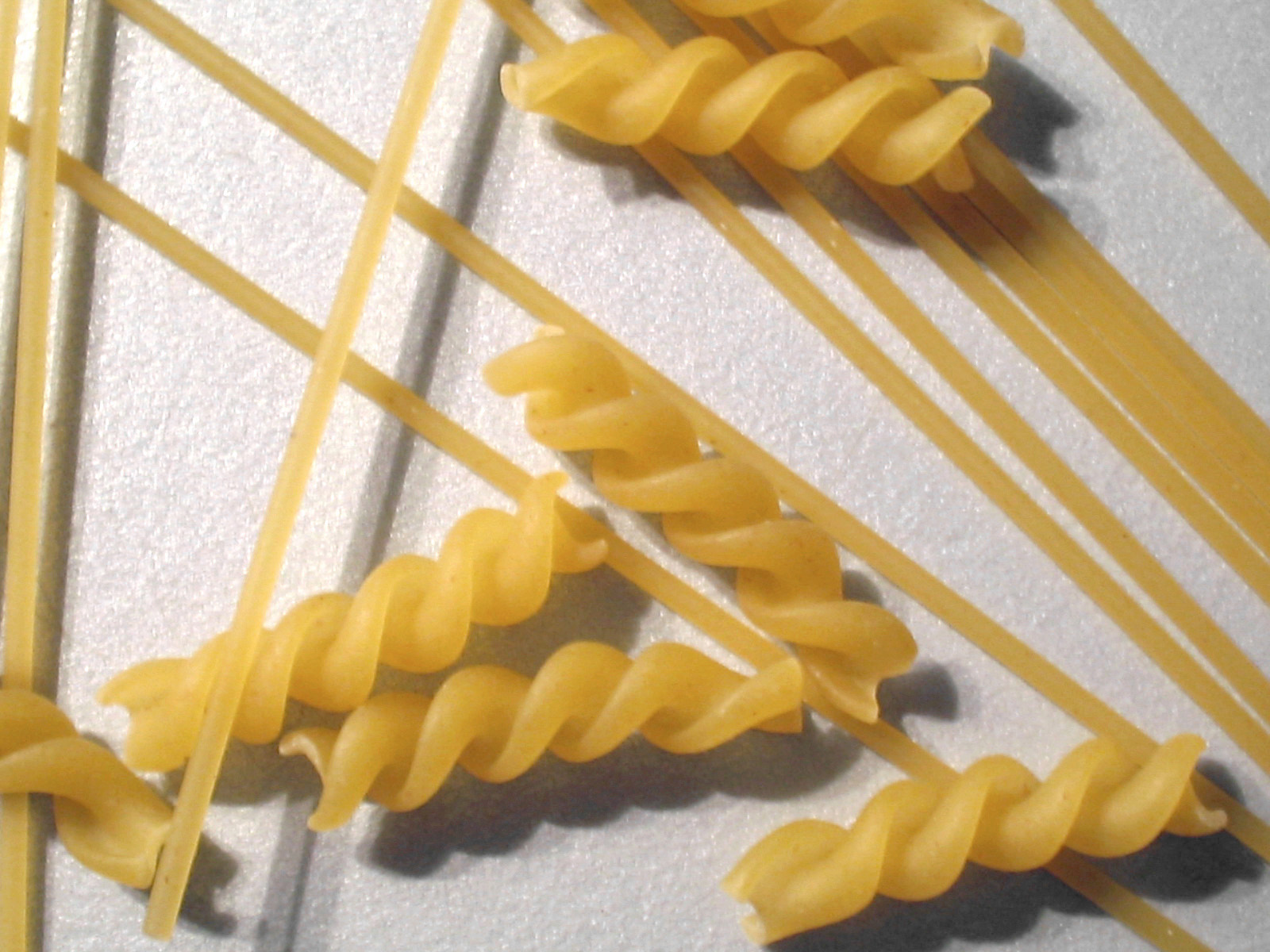
茹でる前のパスタ

主な原料は小麦粉であり、中でもデュラム小麦のセモリナ (粗挽き粉) を使ったものが最も良いとされる。デュラム小麦はガラス質と呼ばれる半透明の硬い胚乳が特徴で、パンやうどんなどに適した小麦とは性質が異なっている。
基本的にはこのデュラムセモリナ粉に水、塩などの材料を入れて混ぜ合わせ、空気を抜くように捏ね上げる。生パスタは日本の麺類と同じように仕上げるが (麺切りと押し出しの両方の方法がある。)、乾燥パスタの場合は成形する機械の中に捏ねた材料を入れ、できるだけ空気を抜きながら押し出すように成形し、そのまま乾燥させるのが通常である (この成形の際には、半固形の捏ねた材料をダイスを通して押し出すのだが (参考：押出成形)、そのダイスの形状及び表面の性質がパスタの形状及び麺表面の性質を決める事になる。近年はダイス形状の工夫により、スパゲッティーニの太さで3分程度の茹で時間のパスタも各社から出てきている。)。薄い黄色はデュラム小麦自体の色。
なお、イタリアにおいては法律によって、乾燥パスタはデュラムセモリナ粉と水で作ることをパスタ生産者に義務付けている。生パスタは普通コムギの小麦粉を使って作られることが多い。
風味もしくは彩りを持たせるために、生地にイカ墨、唐辛子、ホウレンソウ、トマトなどを練り込む場合もある。生パスタには鶏卵が入ることが多い。
ロンバルディア州ヴァルテッリーナには、そば粉を使用したピッツォッケリと呼ばれるパスタが存在する。
その他、米粉を原料としたパスタも作られている。小麦が入ったパスタを食べることができないセリアック病の人が食べられる数少ないパスタである。

## 栄養と健康
パスタの主な栄養素は炭水化物 (糖質) であるため、糖質制限ダイエットなどにおいて目の敵にされがちであった。だが2018年、カナダ・トロントのセント・マイケルズ病院の研究チームにより、実際にはGI値の低い食品であり、たとえ精白小麦を原料に使用している場合でも、パスタはほかの精白小麦食品と比べて平均的にビタミンやミネラルなどの微量栄養素の含有量が多いことや全粒粉を使用したものでもGI値には通常のものと大きな違いがないことが明らかとなった。

これにより「同じ炭水化物でも白米やパンとは違う」特徴があることが解明されることとなり、研究チームは論文で、
と記している。
また、研究論文の筆頭筆者で、同病院の臨床栄養・リスク緩和センターに所属する臨床科学者のジョン・シーベンパイパーは、「太ると敬遠されるパスタは、実際は低GI食として、健康的な食事のメニューに加えて良さそうだ」とコメントしており、研究の結果においては、「パスタを食べても太ることはないと、ある程度の確証を持って言うことができる」と述べている。
同研究結果は学術誌「BMJオープン」に掲載された。

## パスタの種類

### ロングパスタ

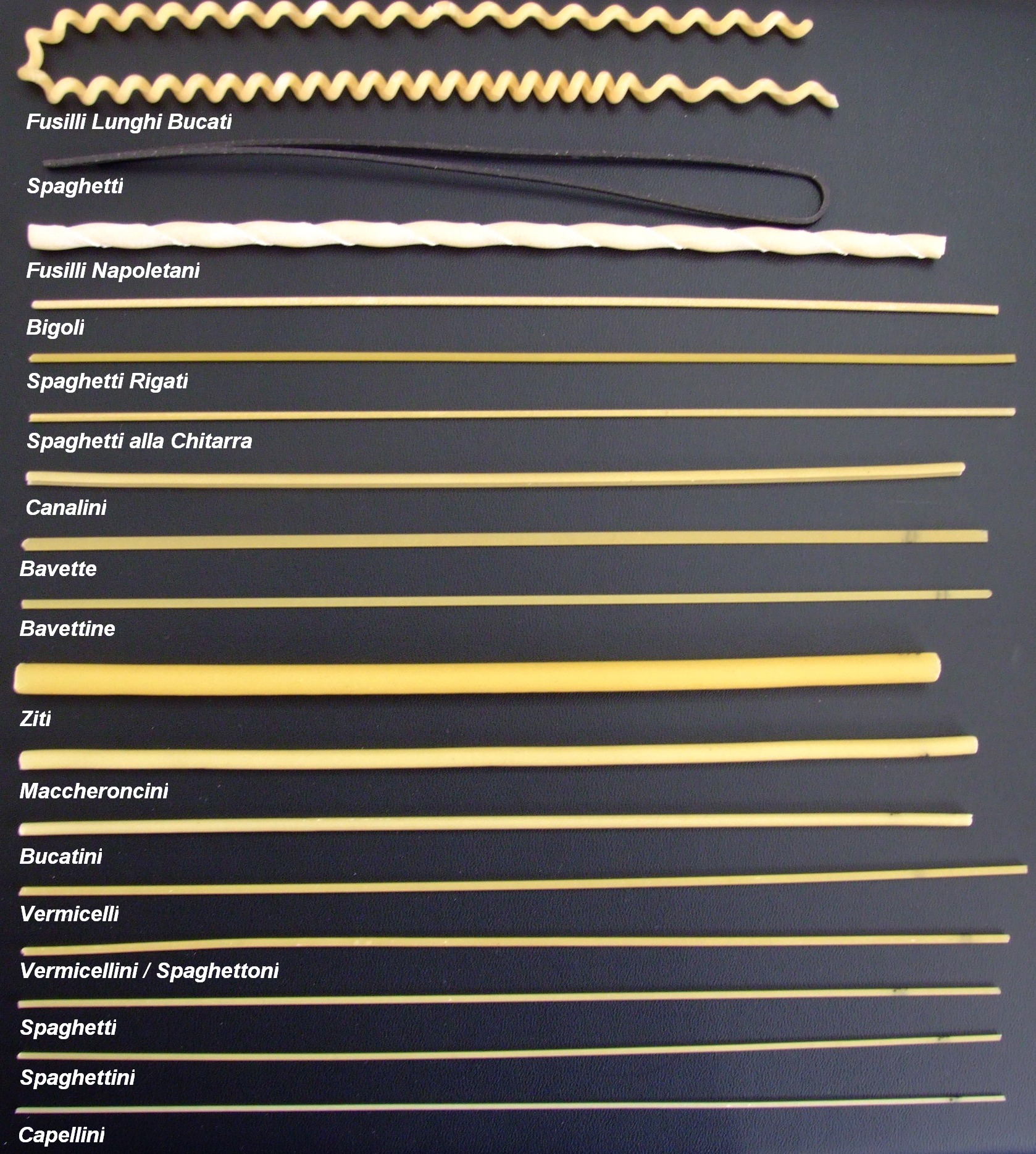
様々なロングパスタ

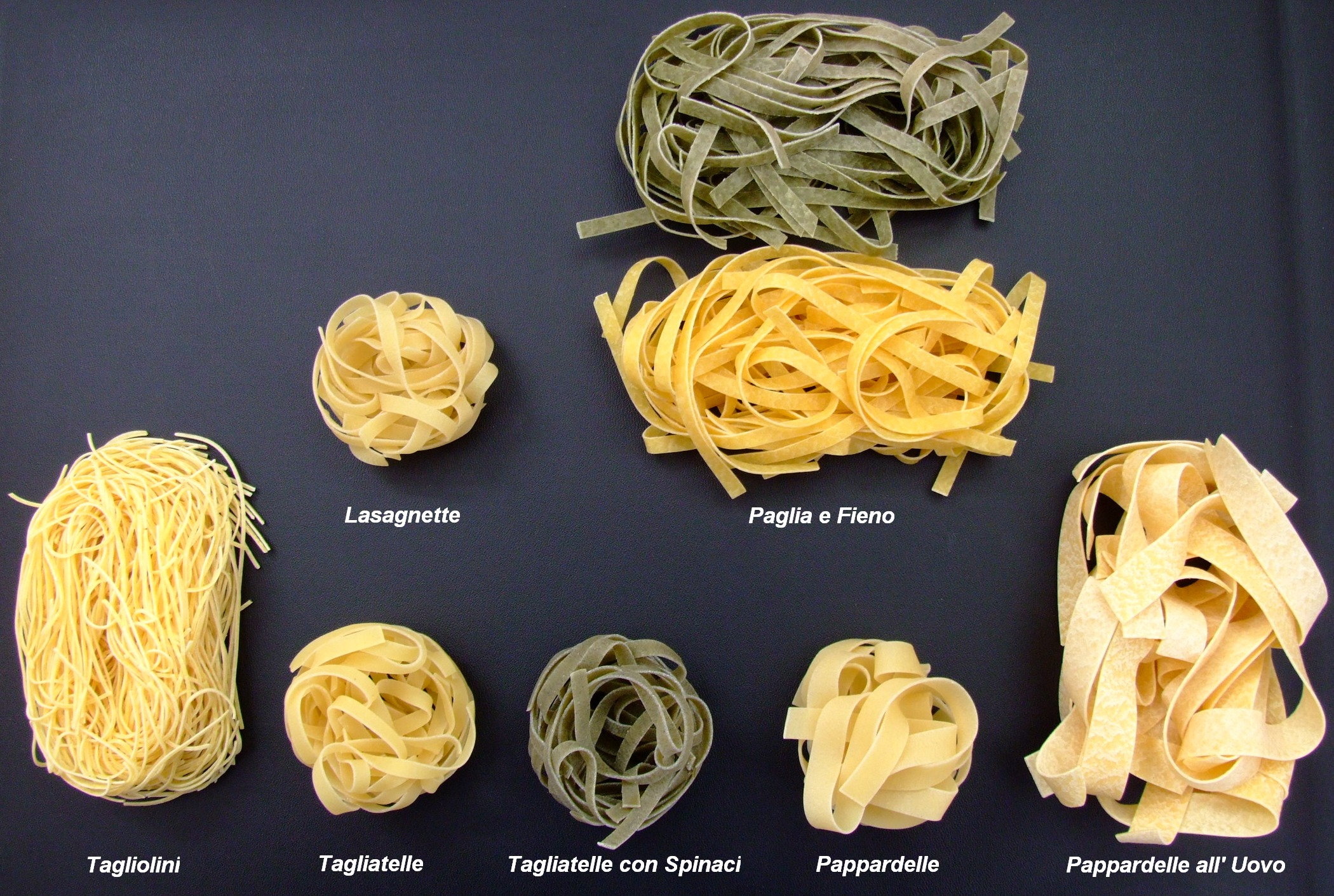
様々な平打ちパスタ

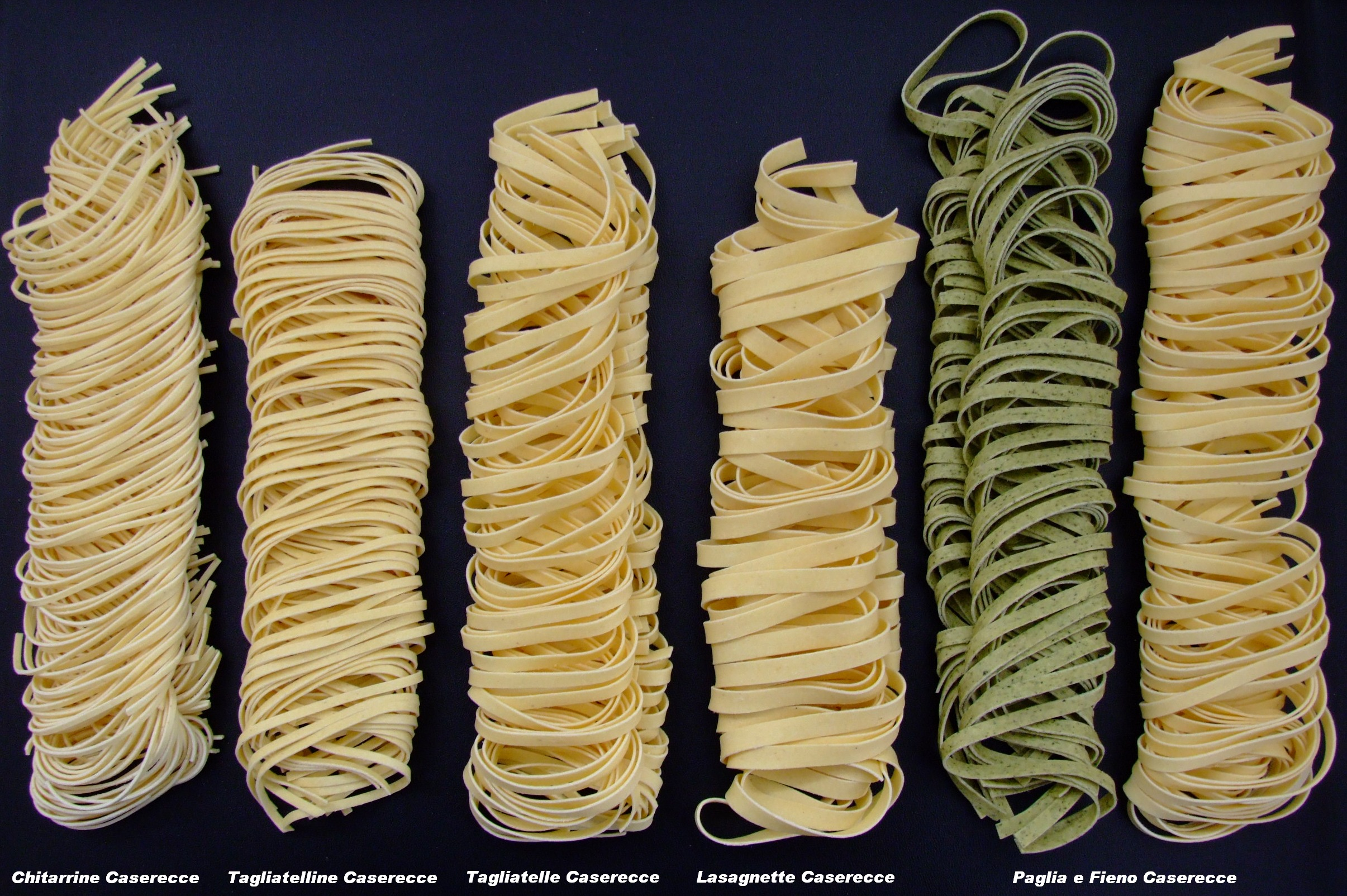
様々なパスタ

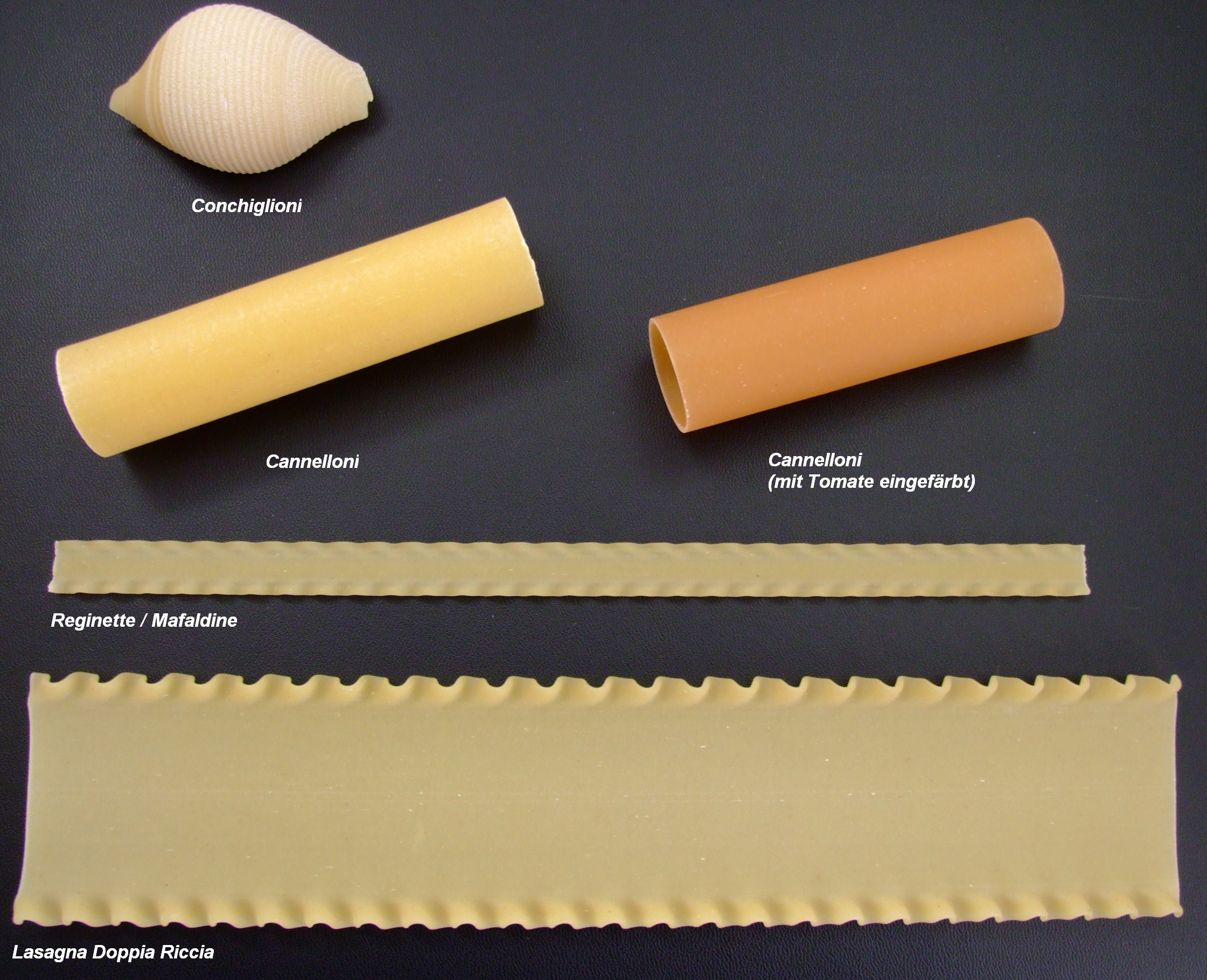
様々なパスタ。上よりコンキリエ、カネロニ (2種)、レジネッテ、ラザーニェ

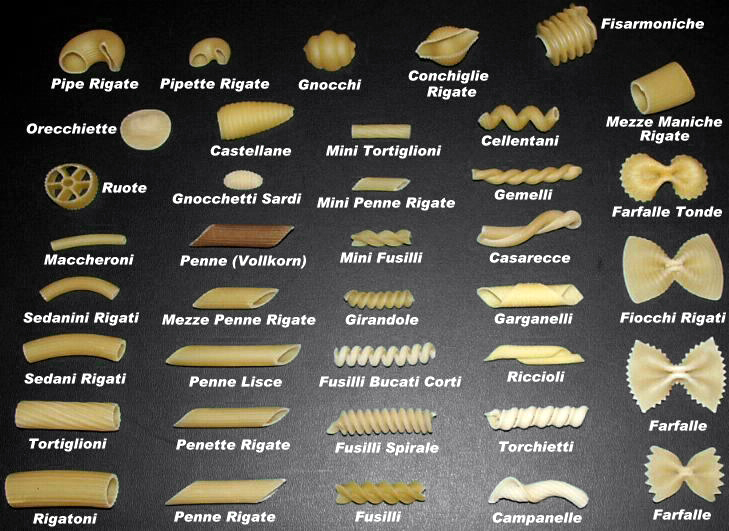
様々なパスタ

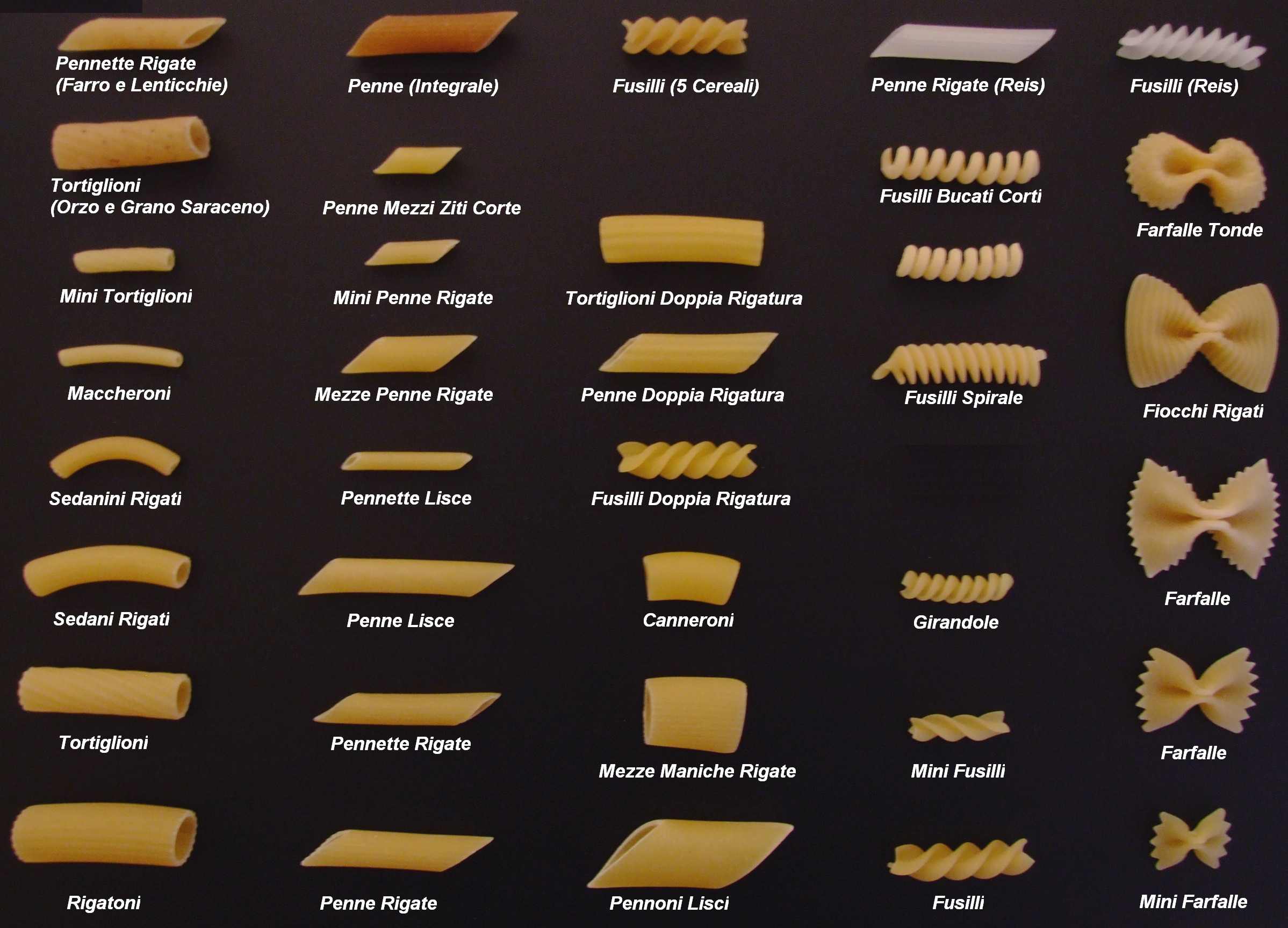
様々なパスタ

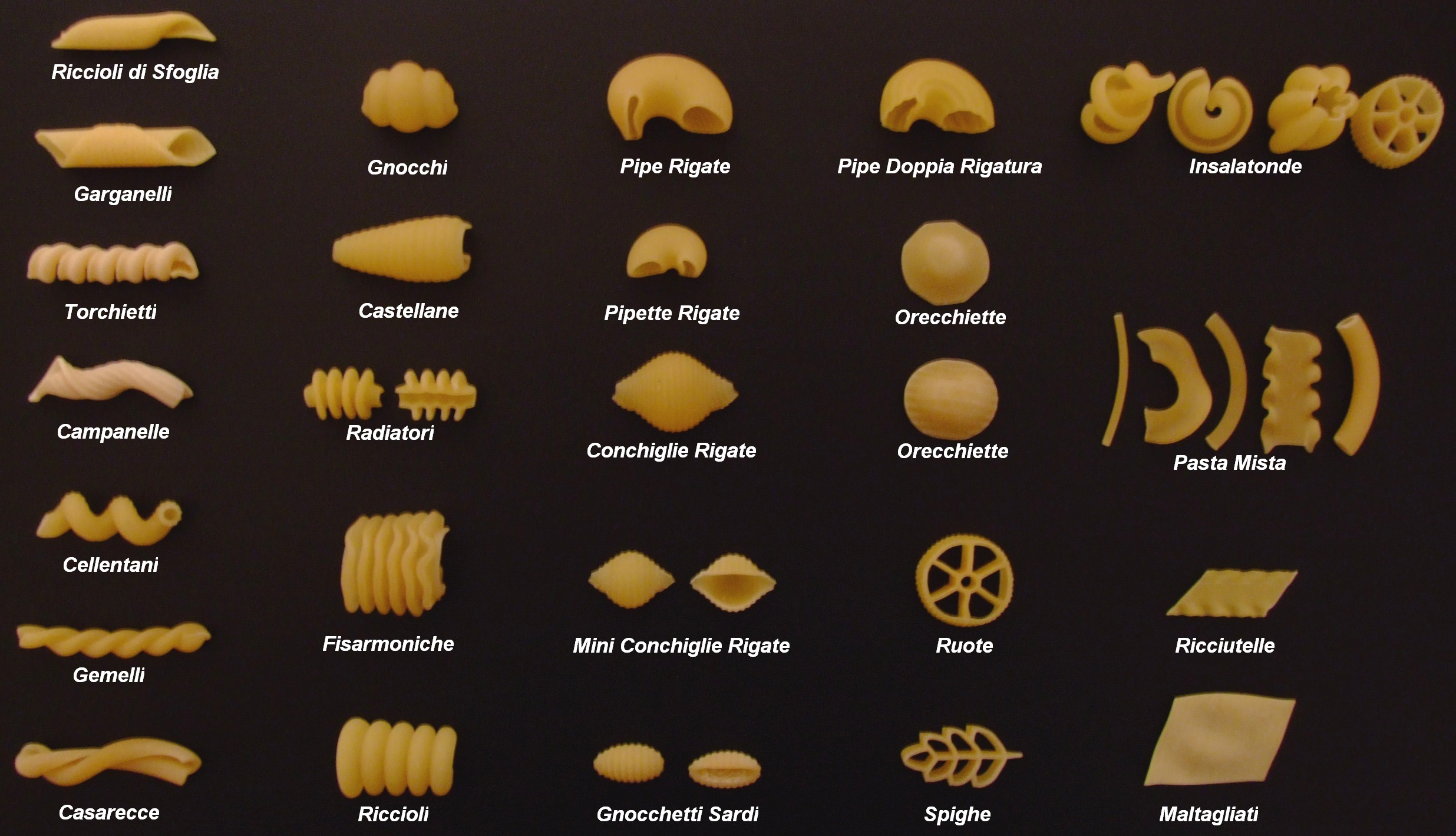
様々なパスタ

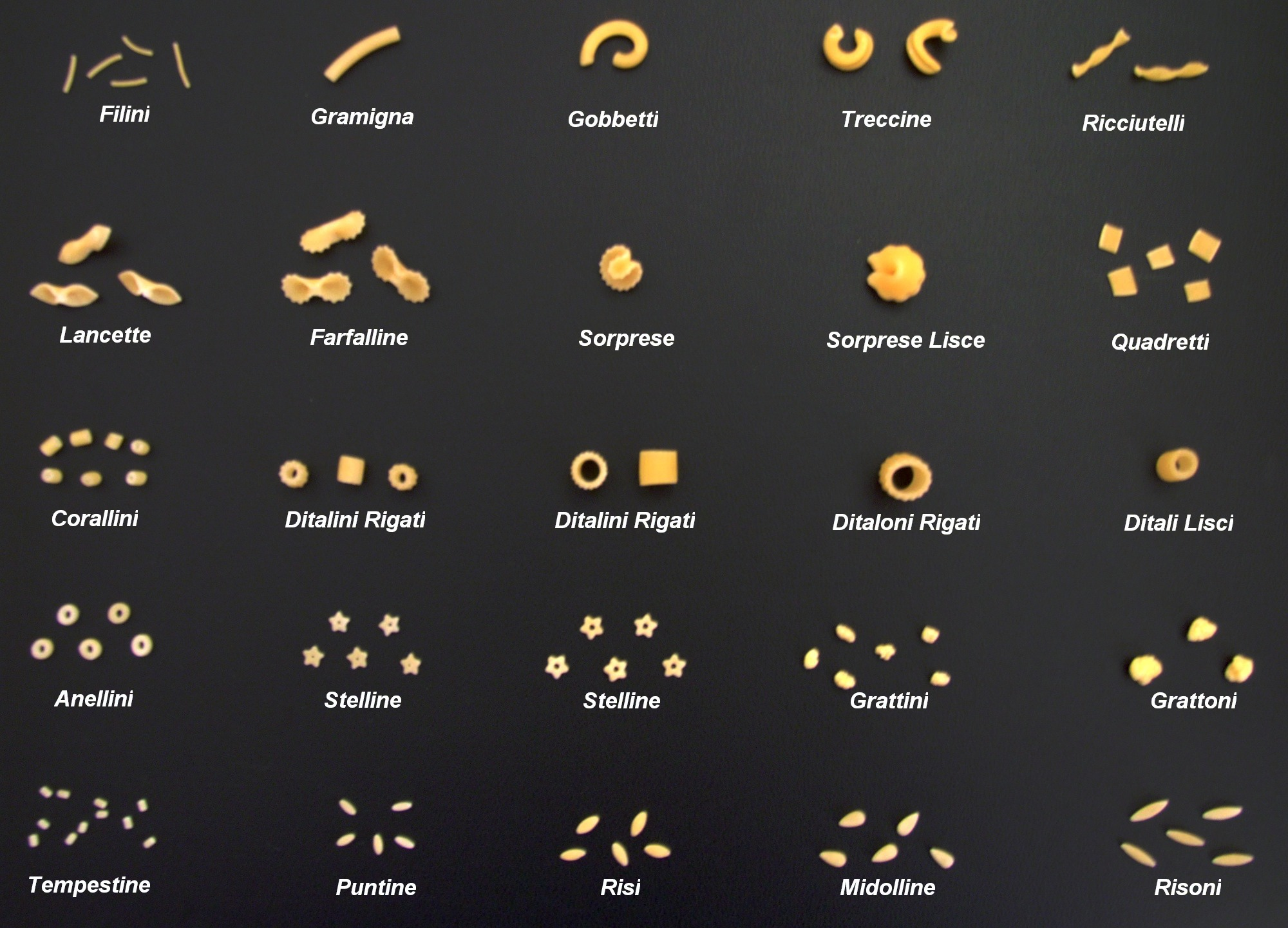
様々なパスタ

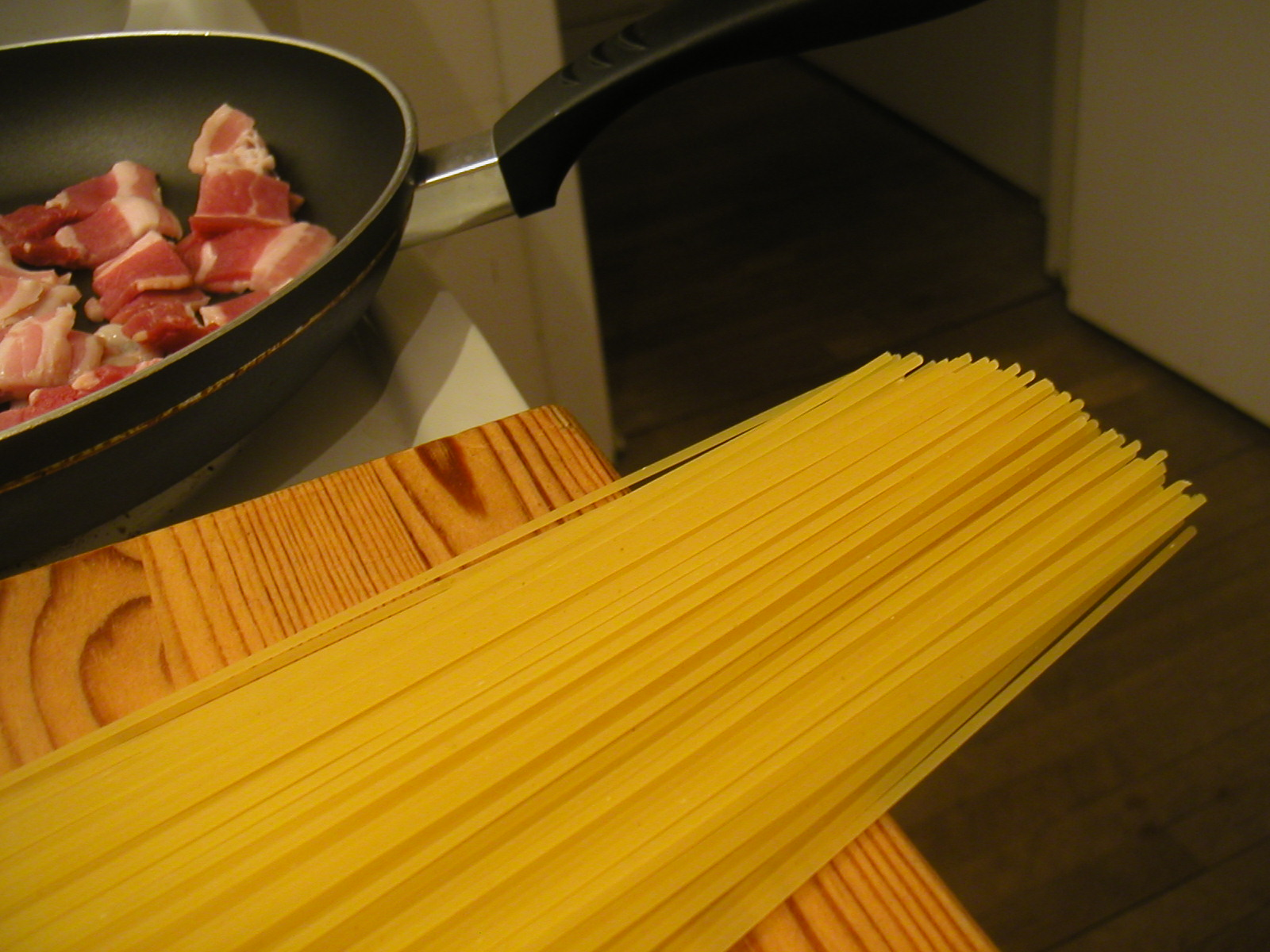
スパゲッティ
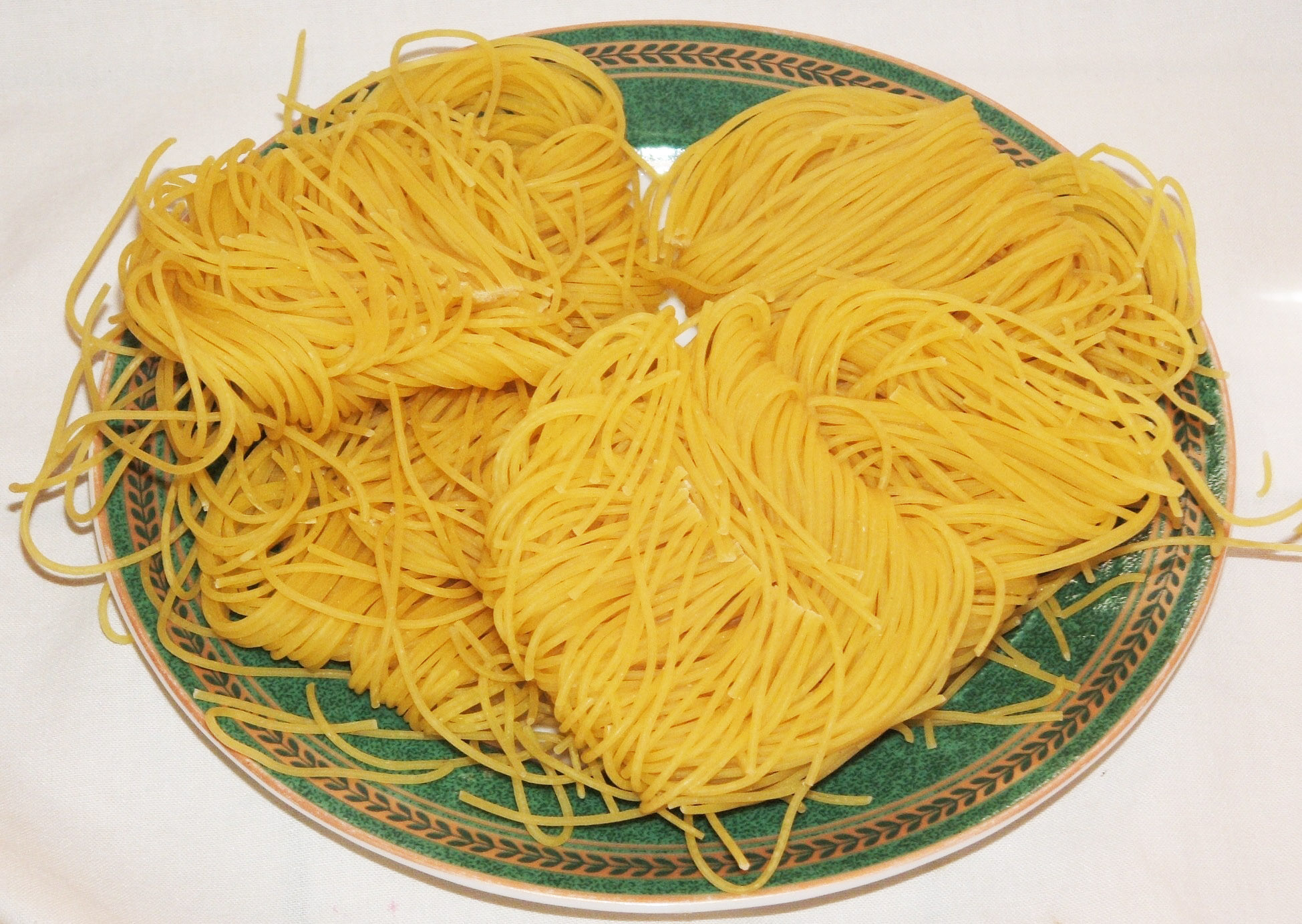
ヴェルミチェッリ
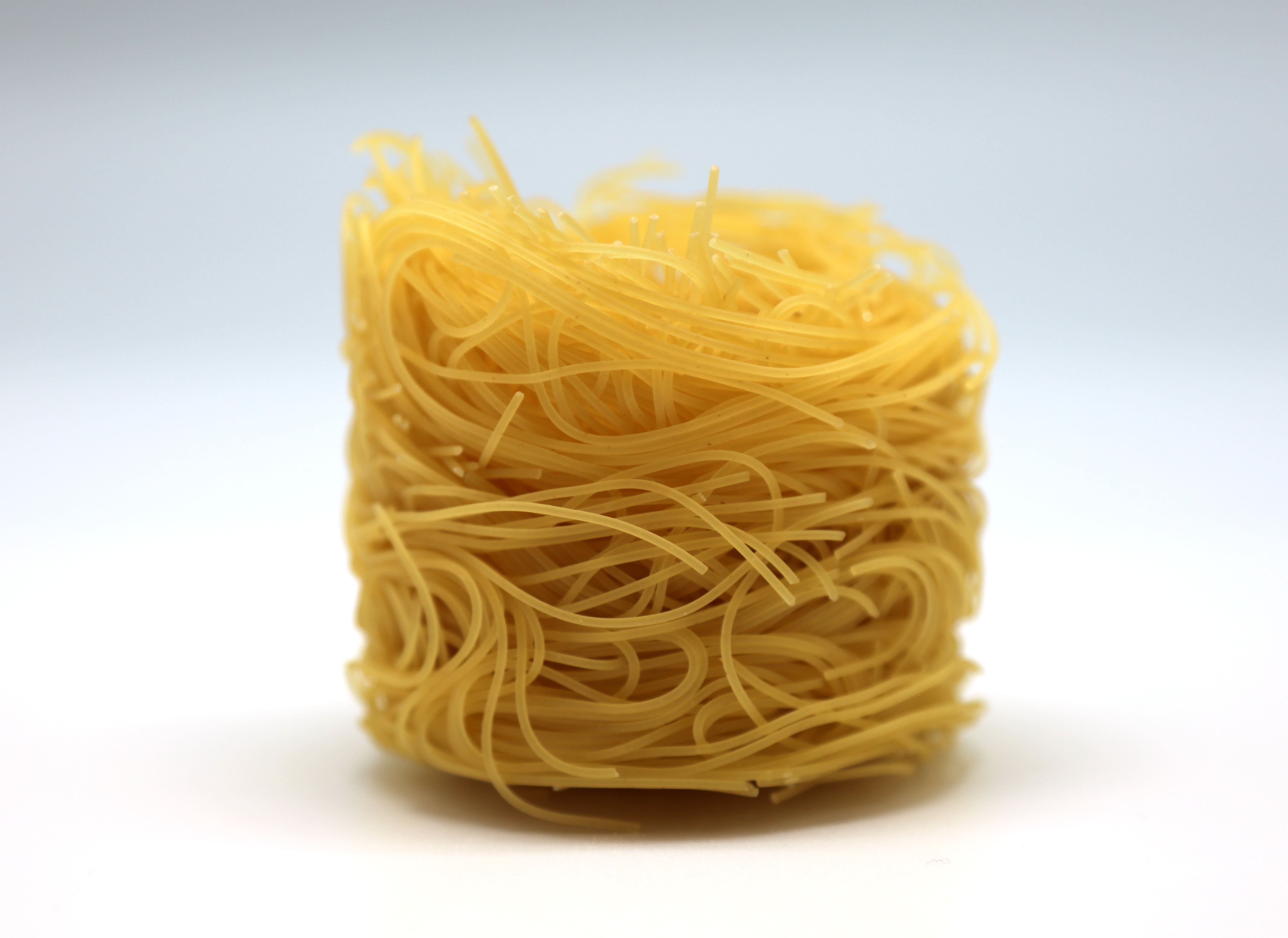
カペッリーニ
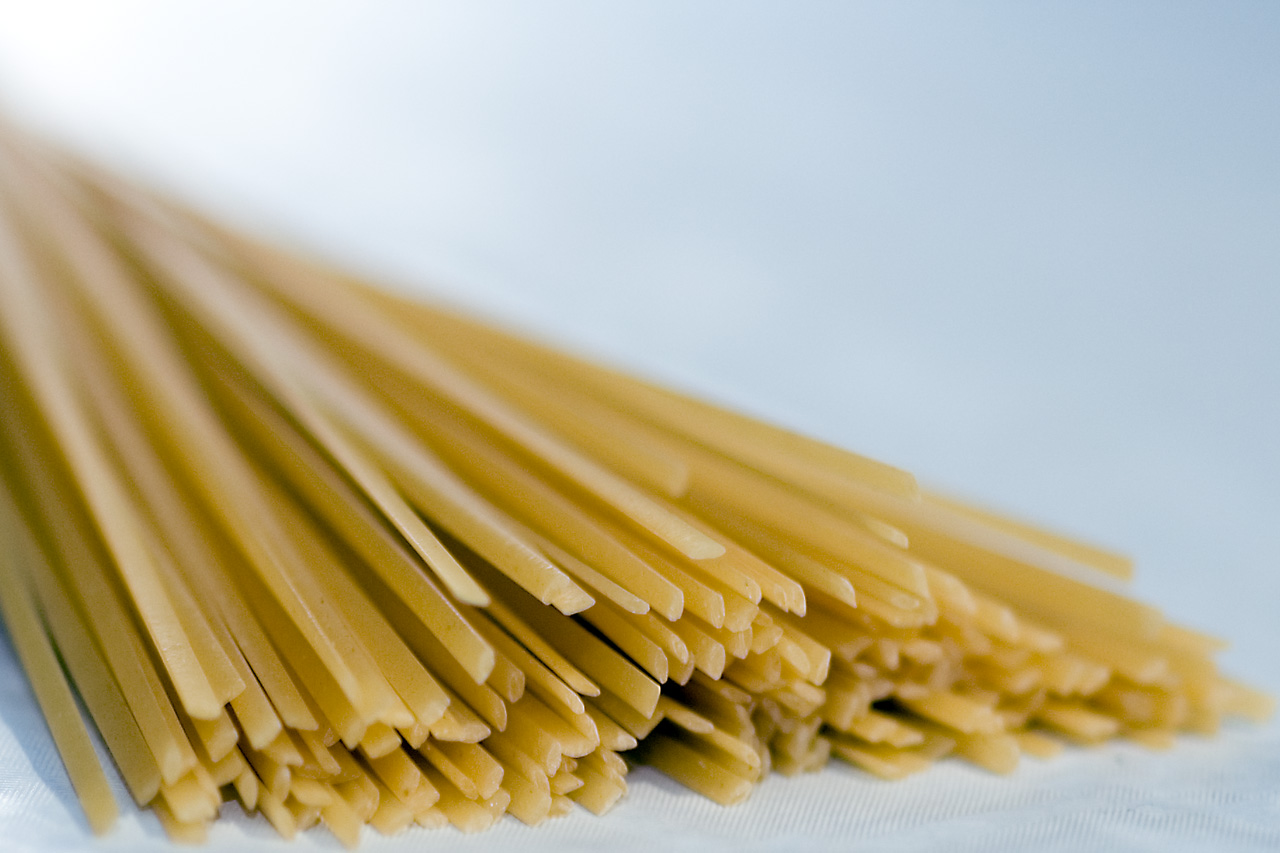
リングイネ
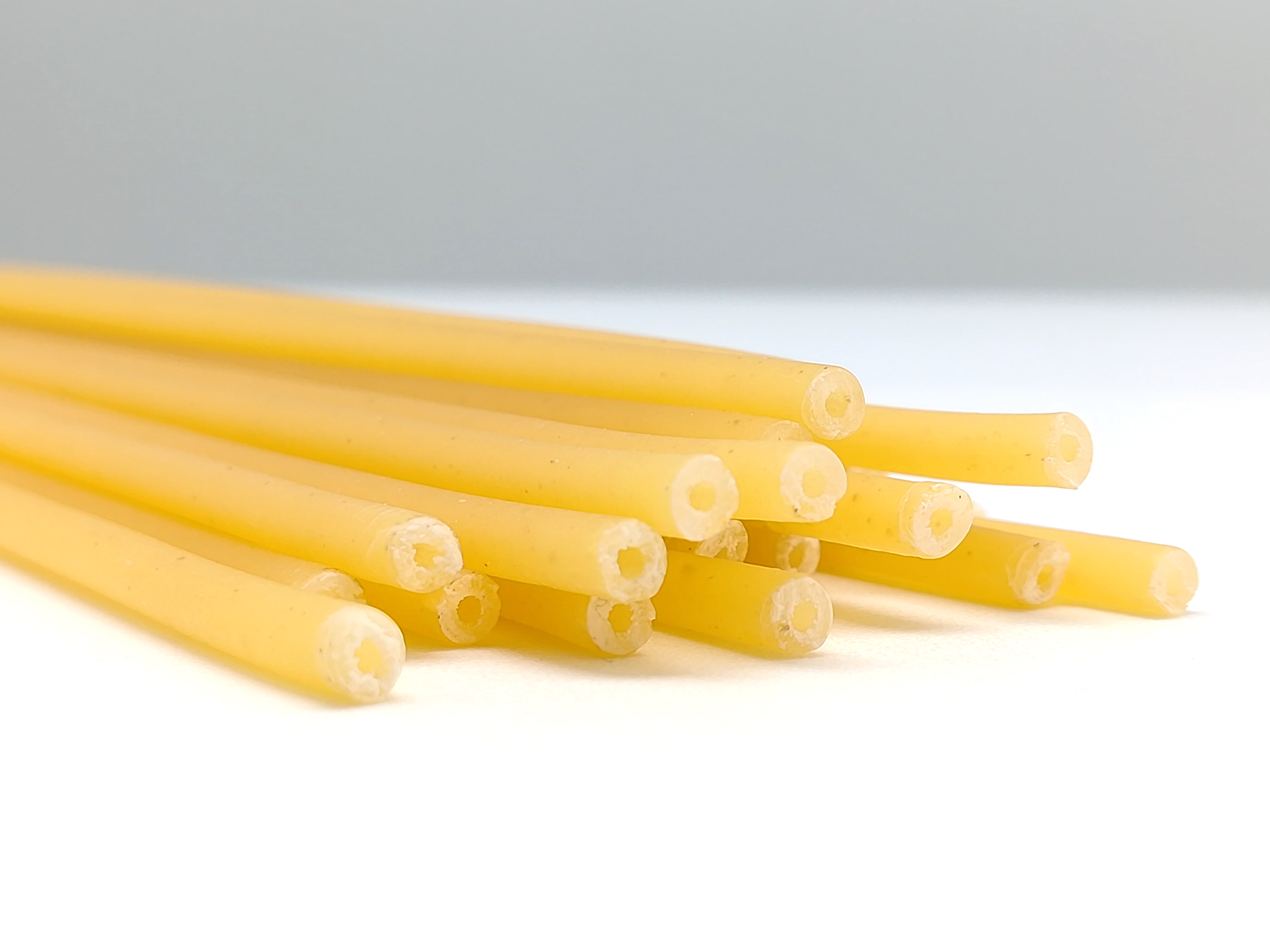
ブカティーニ
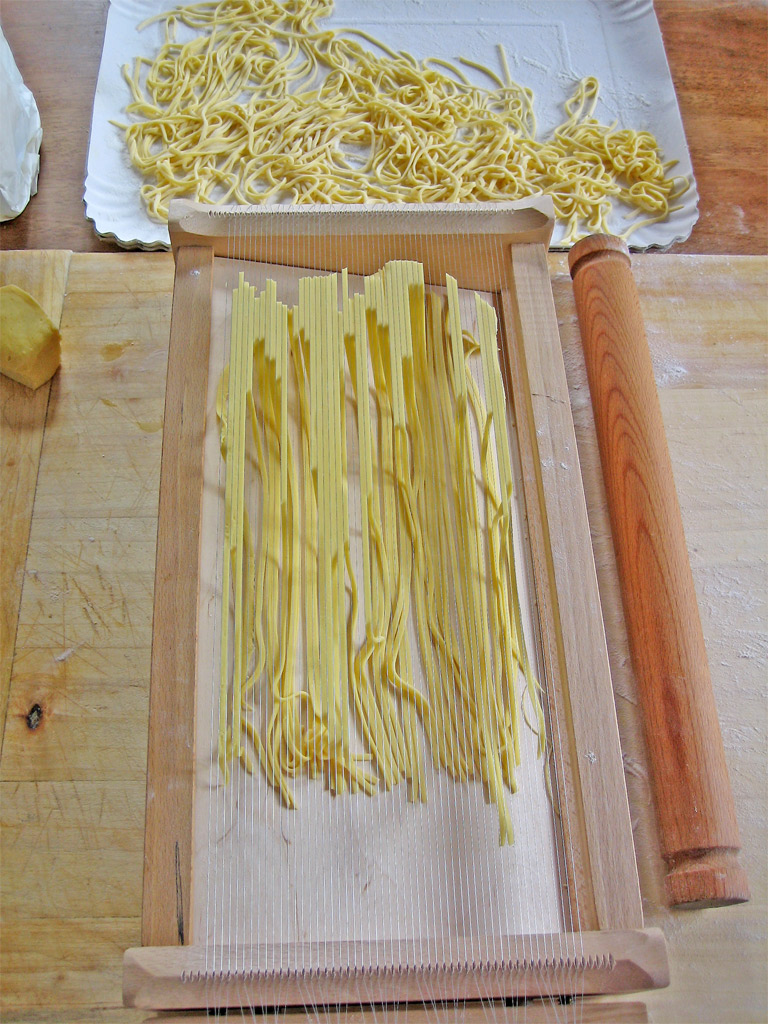
キタッラ
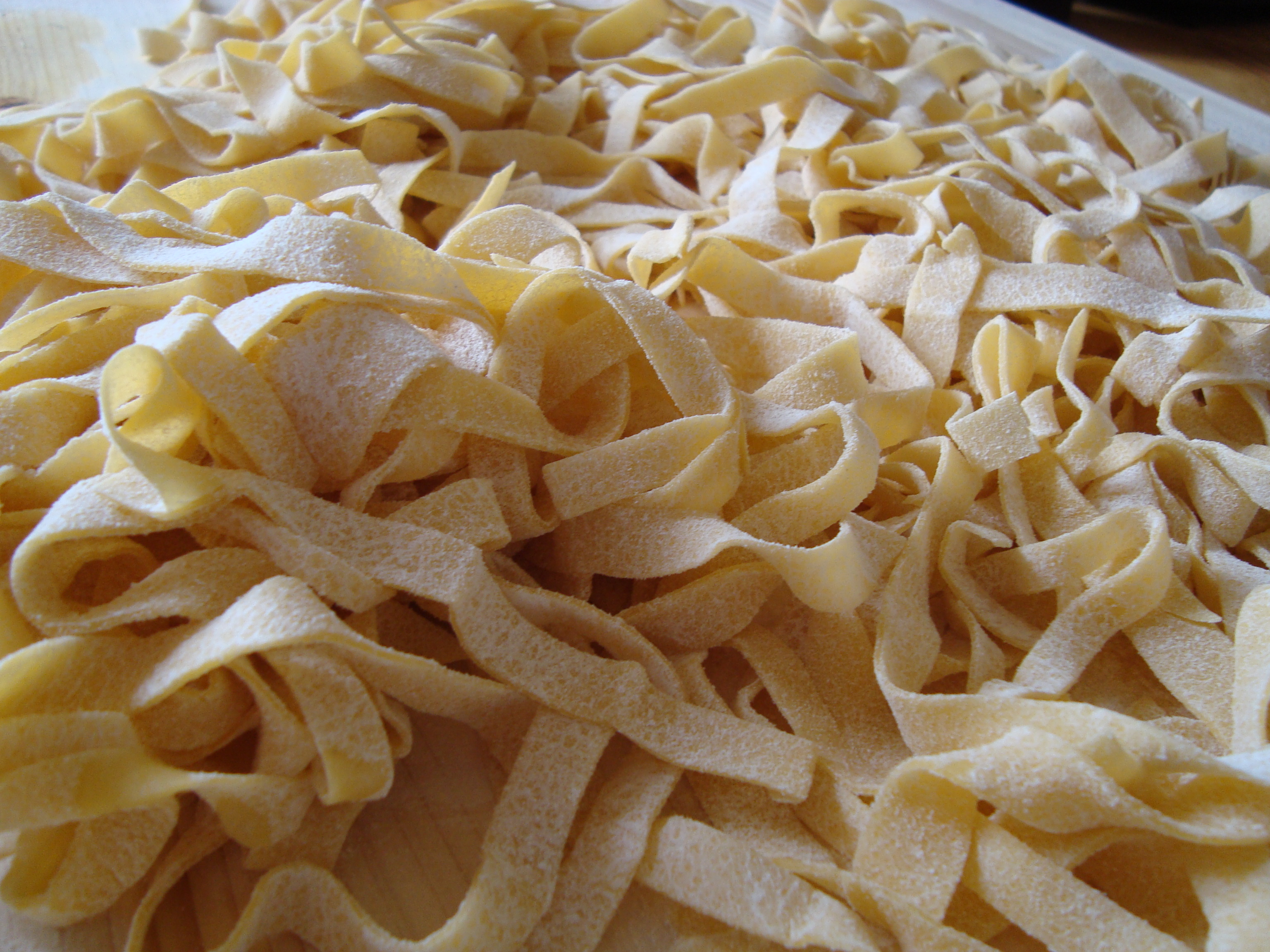
フェットゥチーネ
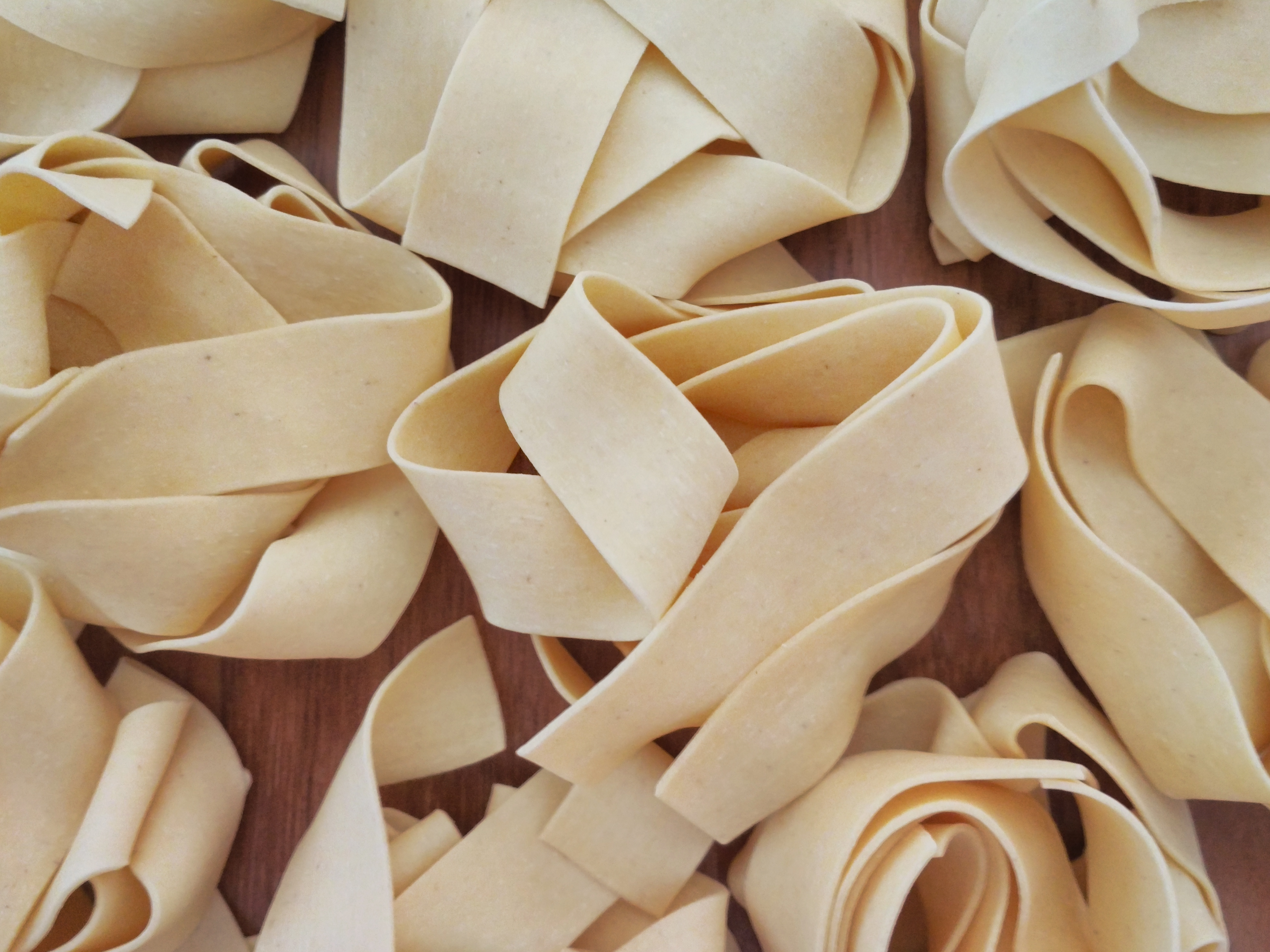
パッパルデッレ
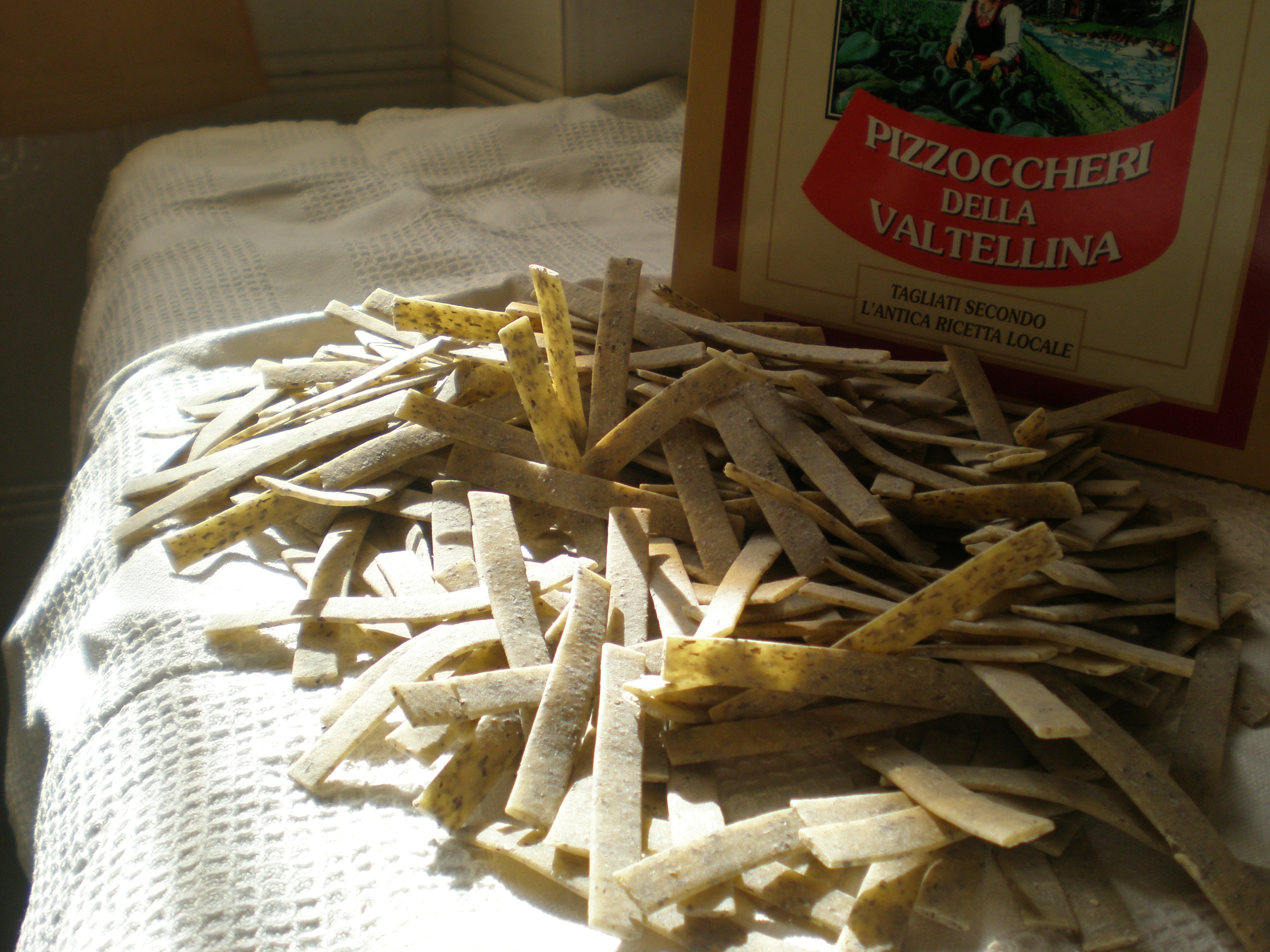
ピッツォッケリ
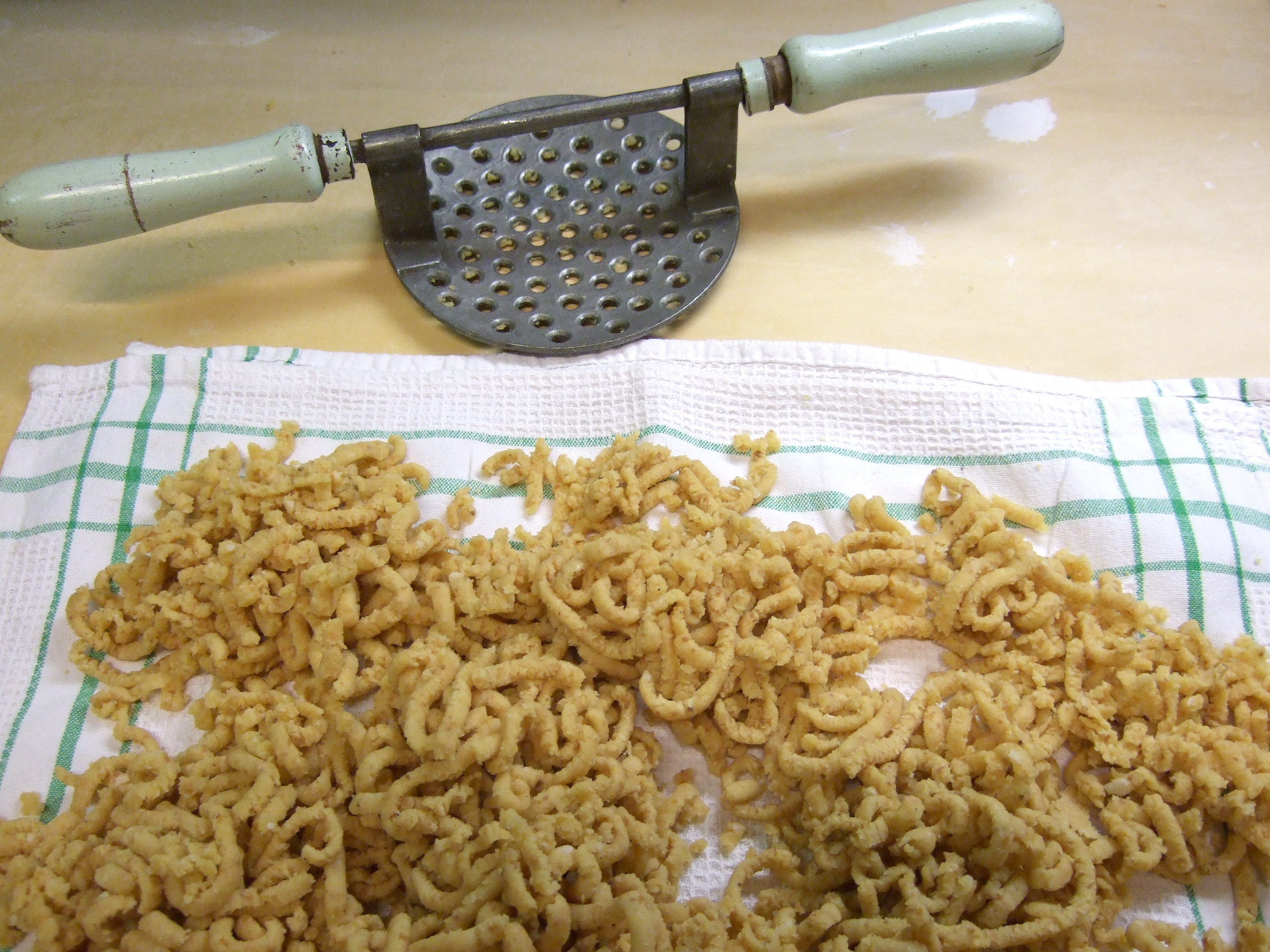
パッサテッリ
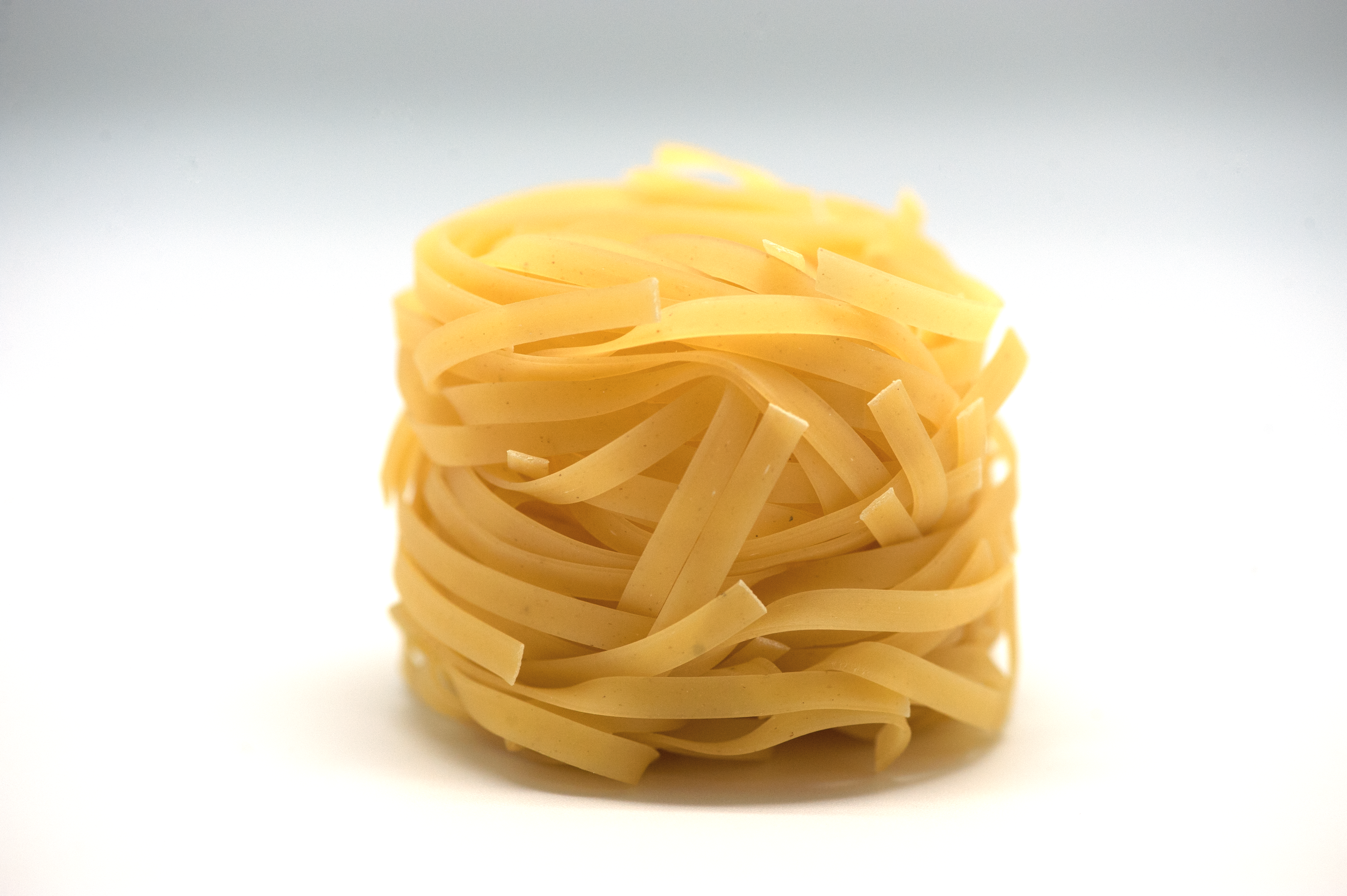
タリオリーニ
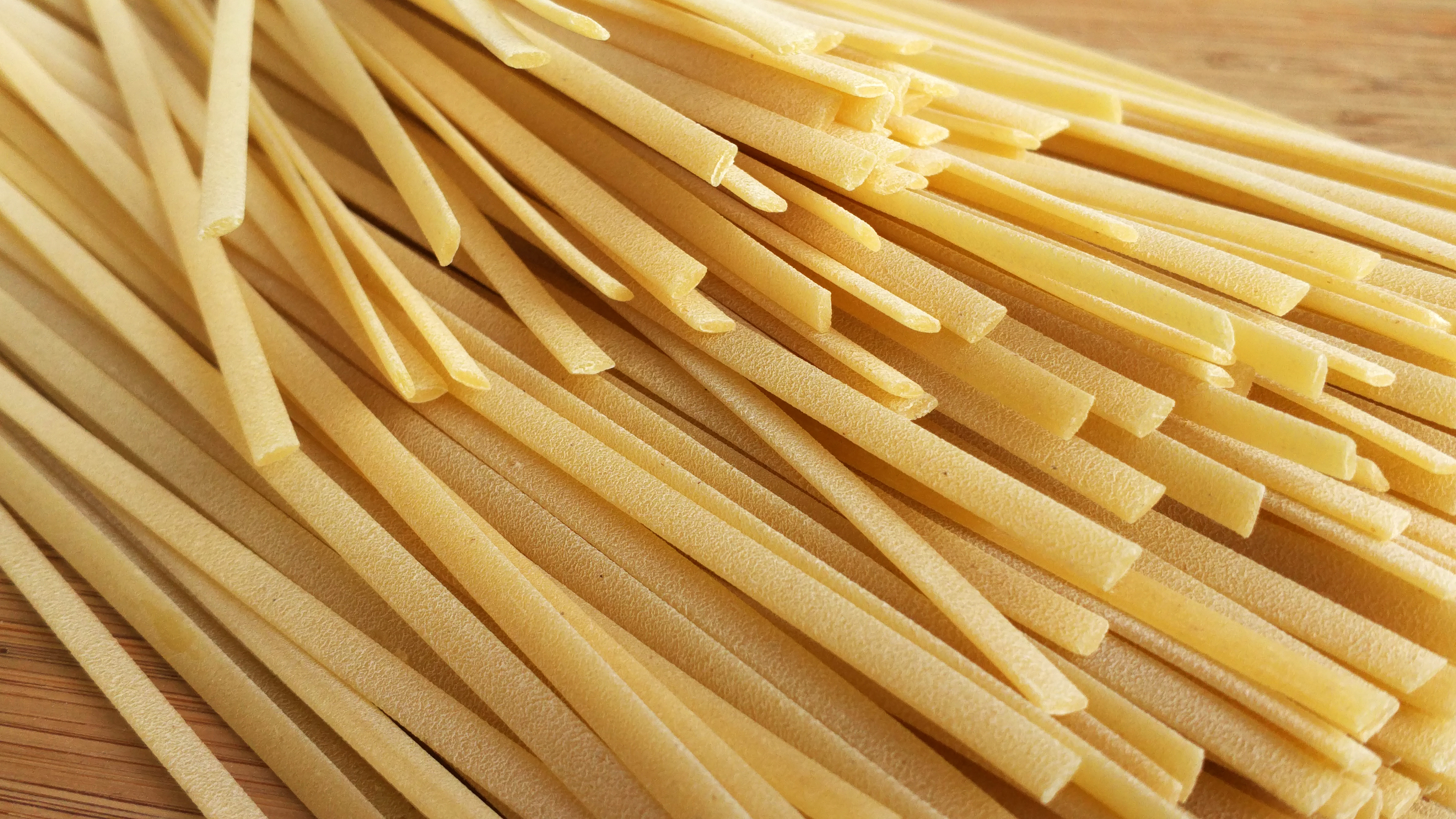
トレネッテ
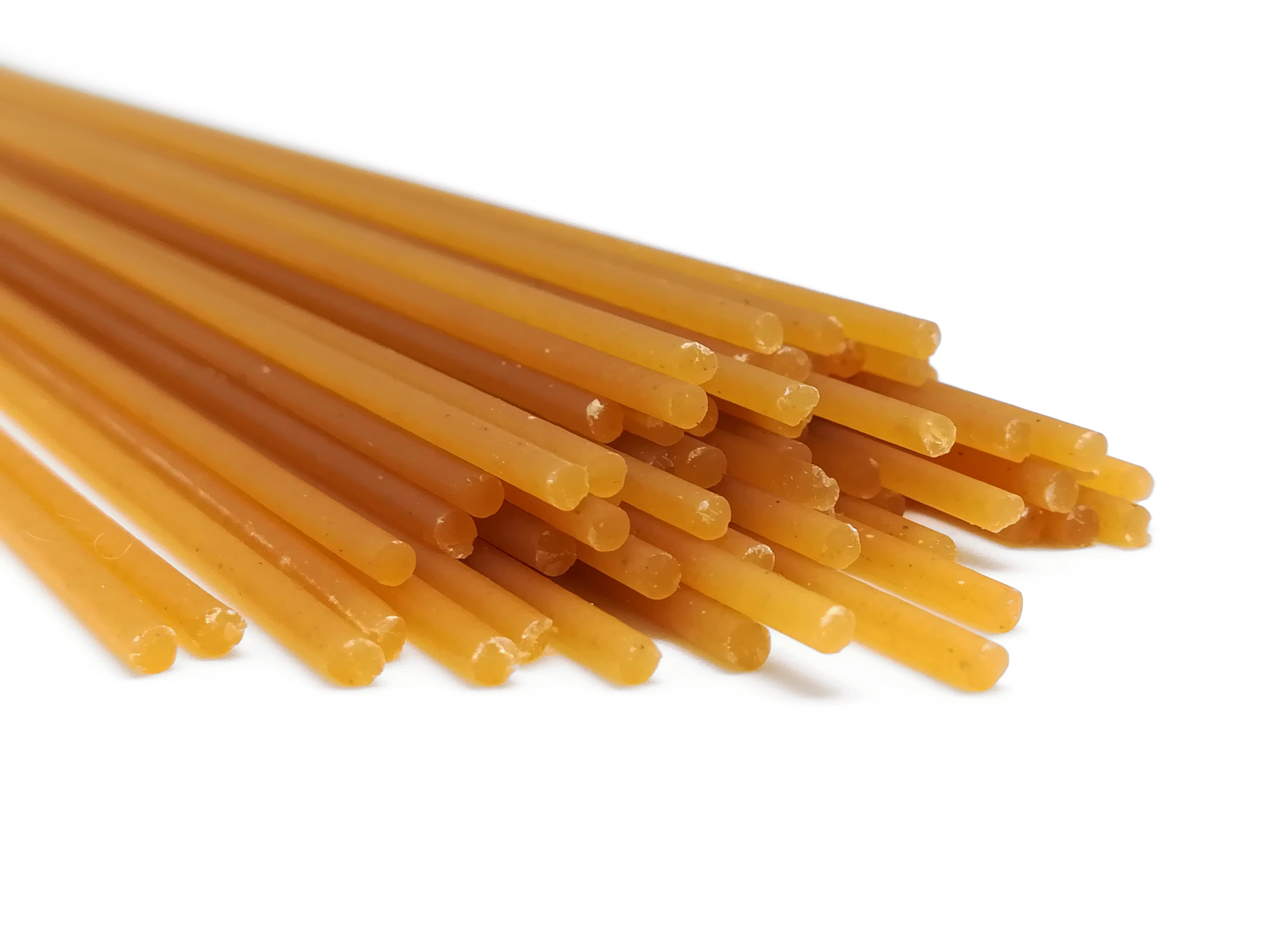
ビゴリ
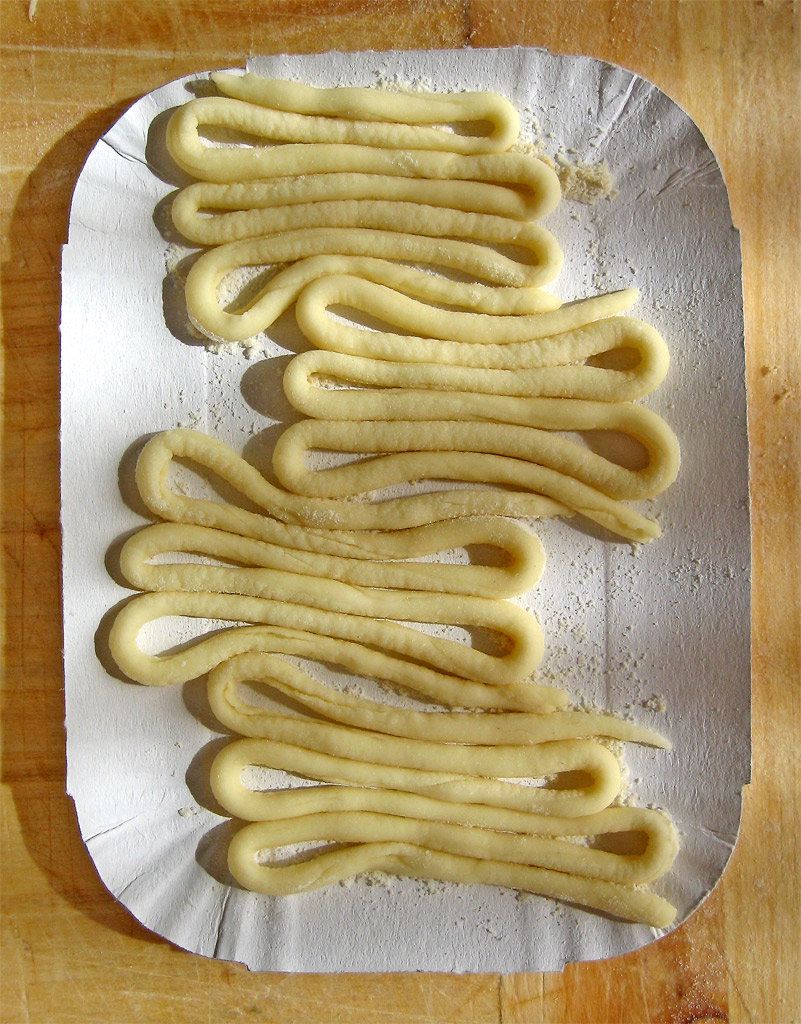
ピチ (パスタ)
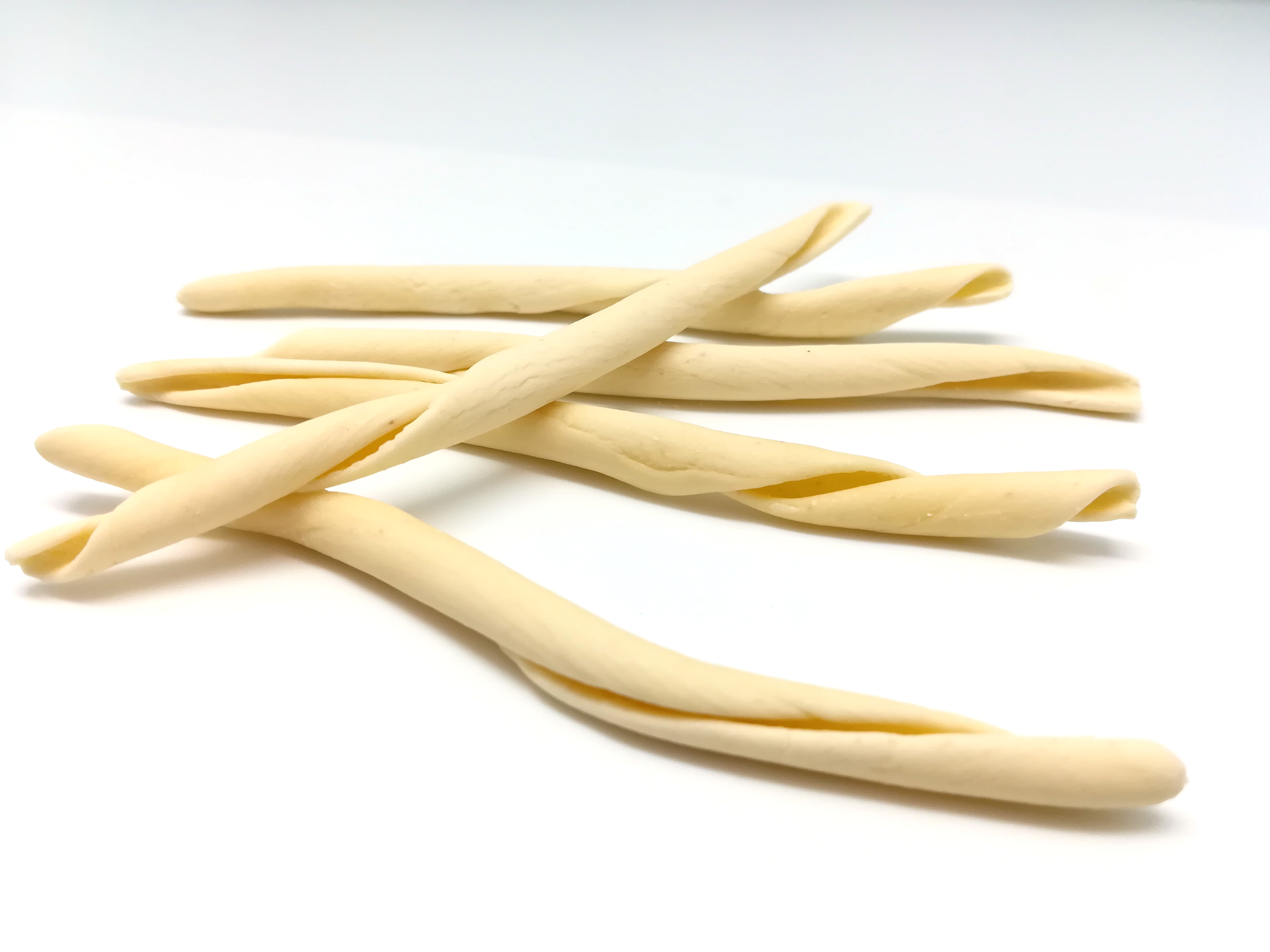
フィレヤ
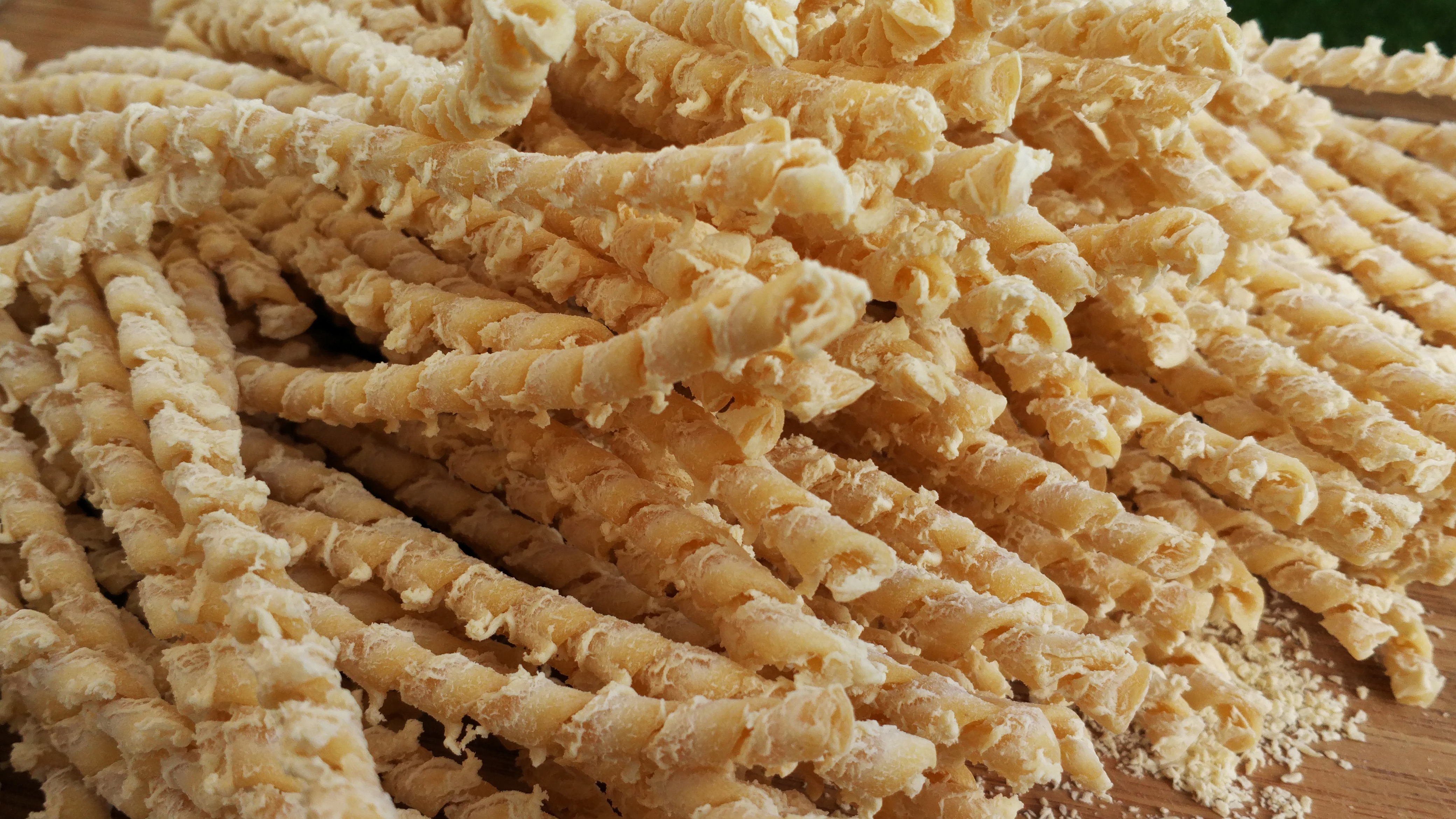
ブジアーテ

スパゲッティ (spaghetti)
デュラム小麦のセモリナを使った、円形の断面を持つロングパスタ。太さは様々だが、主に1.8 mm前後。名称は「ひも (spago) 」の指小形に由来する。
スパゲッティーニ (spaghettini)
名称はスパゲッティの指小形で、「より細いスパゲッティ」という意味。太さはさまざまだが、その名の通りスパゲッティより細く、1.6-1.7 mm。
フェデリーニ (fedelini)
細めのスパゲッティ。1.4-1.5 mm。
ヴェルミチェッリ (vermicelli)
名称はミミズやヒルのような長い虫という意味の「ヴェルメ」 (verme) の指小形で「小さいヴェルメ」の意。ナポリでは、スパゲッティやスパゲッティーニはヴェルミチェッリと呼ばれることの方が多い。スパゲッティよりやや太めの2.08-2.14 mm。英語読みの「ヴァーミセリ」としても知られている。
カペッリーニ (capellini)
円形の断面を持つロングパスタのうち最も細い種類のもので、名称は細さを「髪の毛」 (capelli) に喩えたところから来ている。カペッリ・ダンジェロ (capelli d'angelo、「天使の髪の毛」) の別名がある。スープや冷製に用いる。
リングイネ (linguine)
楕円形の断面を持つパスタ。短径1 mm、長径3 mmほど。
ブカティーニ (bucatini)
中央に穴の開いているロングパスタ。スパゲッティよりもやや太い。名称は「穴」 (buco) に由来する。
キタッラ (chitarra)
四角い断面を持つパスタで、アブルッツォ州の郷土料理に用いられる。スパゲッティ・アッラ・キタッラとも言う。chitarra は「ギター」の意で、このパスタをつくる弦を張った道具の名でもある。
タリアテッレ (tagliatelle)
フェットゥチーネ (fettuccine) と呼ぶ地域もある。卵を入れた練り粉をのばして、幅7-8 mmで平たく切り分けたパスタ。乾燥パスタもある。
パッパルデッレ (pappardelle)
薄い板状にのばした手打ちパスタを20-30 mmの幅に切り分けたリボン状のパスタ。
ピッツォッケリ (pizzoccheri)
蕎麦を主体とした練り粉を薄く伸ばし、きしめん状に切り分けた手打ちパスタ。
パッサテッリ (passatelli)
パン粉とチーズ、ナツメグを混ぜ合わせて生地にし、専用の押し出す道具で太い短めのスパゲッティ状に成形したもの。
ストロンカテッリ (stroncatelli)
スパゲッティ状のマルケ州アンコーナ地方の手打ち生パスタ。
タリオリーニ (tagliolini)
卵入りの練り粉を伸ばし、幅1-5 mmに細長く切り分けた蕎麦状から平ひも状のパスタ。タリエリーニともいう。ピエモンテ州で人気のパスタで、同州ではピエモンテ語のタヤリン (tajarin) として知られる。タヤリンは一般的なタリオリーニよりほんの少し細めの場合が多い。
トレネッテ (trenette)
幅3-4 mm、厚さ1-2 mmの断面が長方形のリグーリア州のパスタ。
ビゴリ (Bigoli)
ピチ(Pici)
フィレヤ(Fileja)
カラブリア州ヴィボ・ヴァレンツィアのパスタ。
ブジアーテ(Busiate)
カラブリア州及びシチリア州のパスタ。

- スパゲッティ
- ヴェルミチェッリ

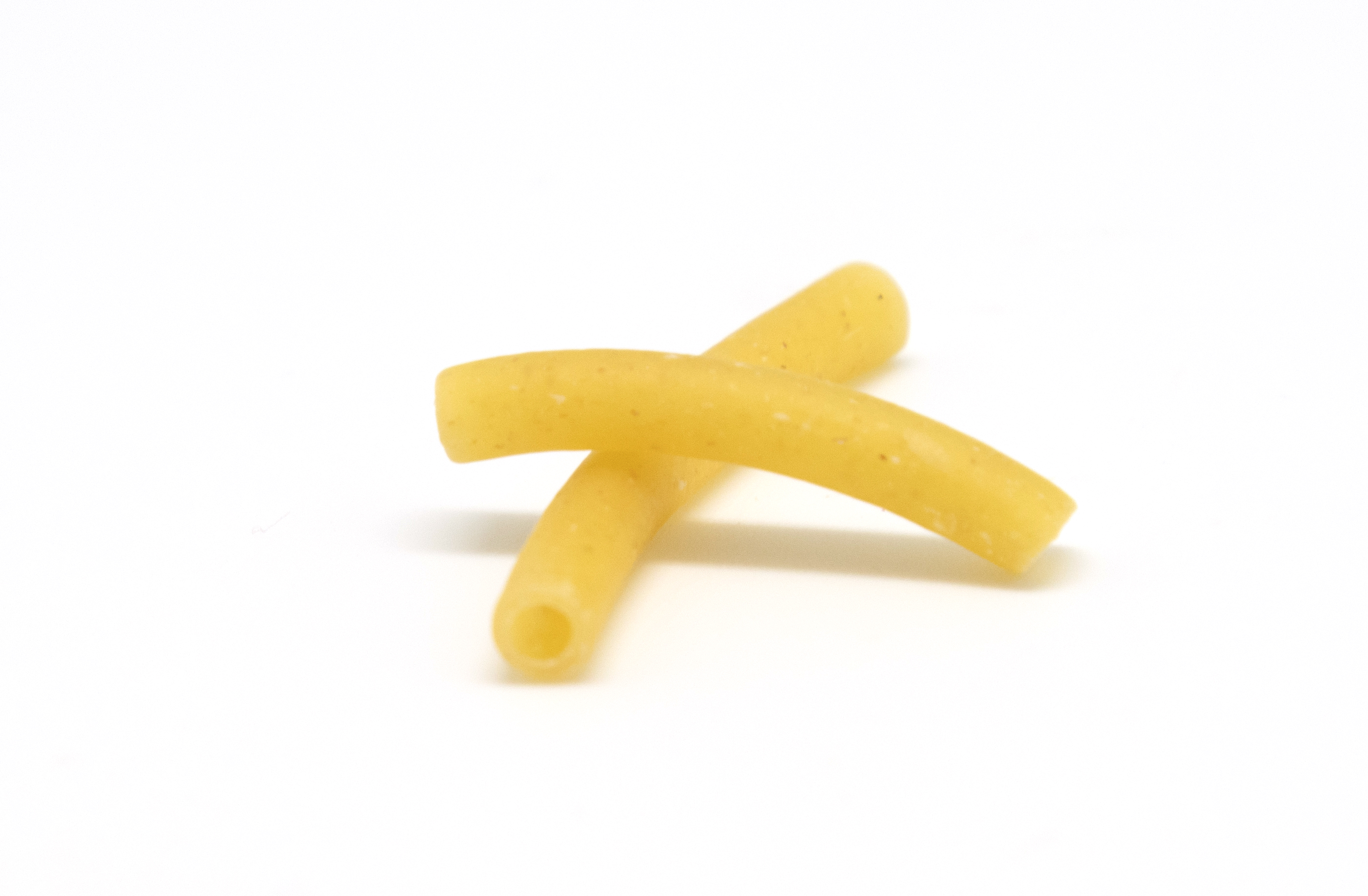
カペッリーニ
- リングイネ
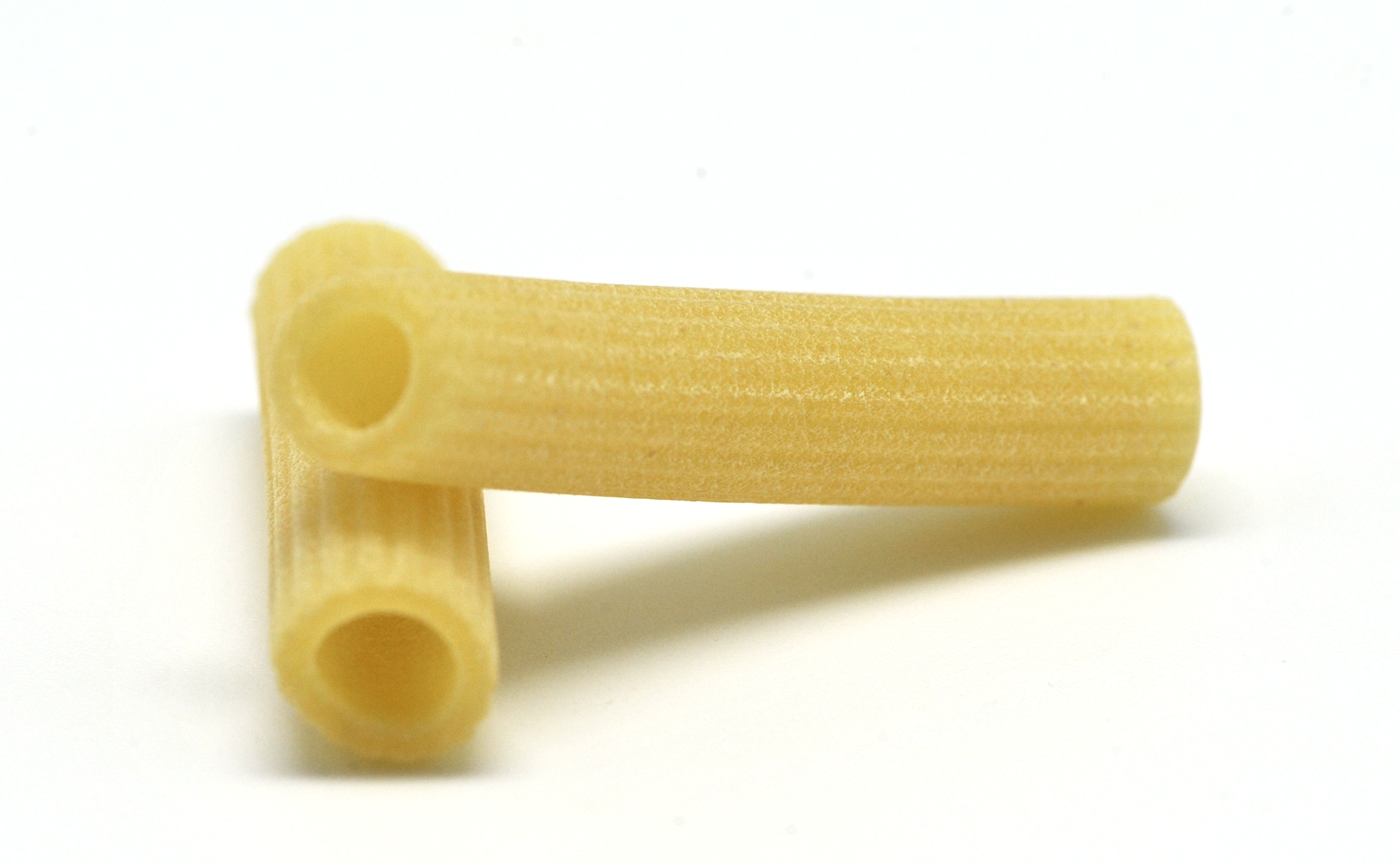
ブカティーニ
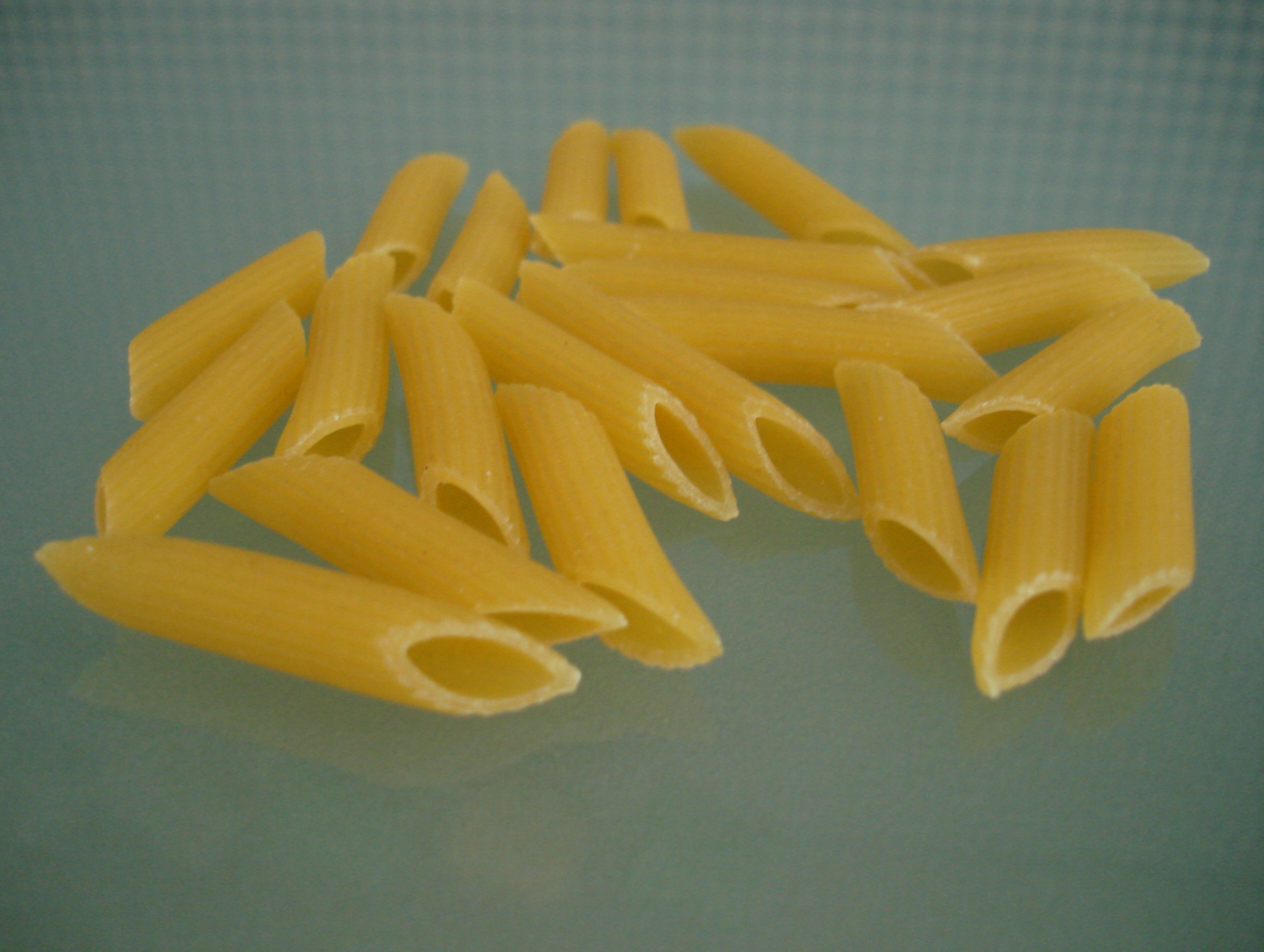
ペンネ

- キタッラ
- フェットゥチーネ
- パッパルデッレ
- ピッツォッケリ
- パッサテッリ
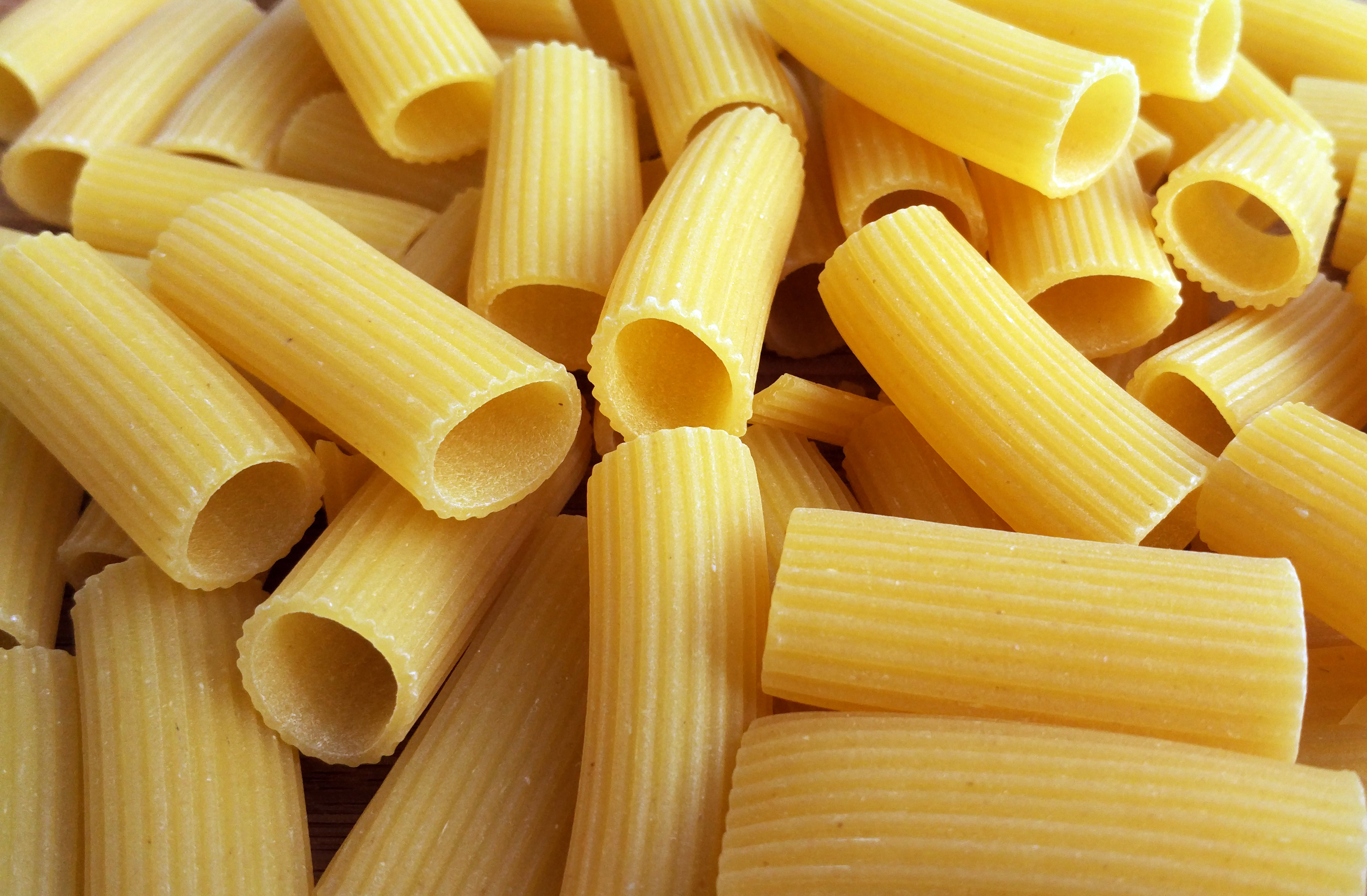
タリオリーニ
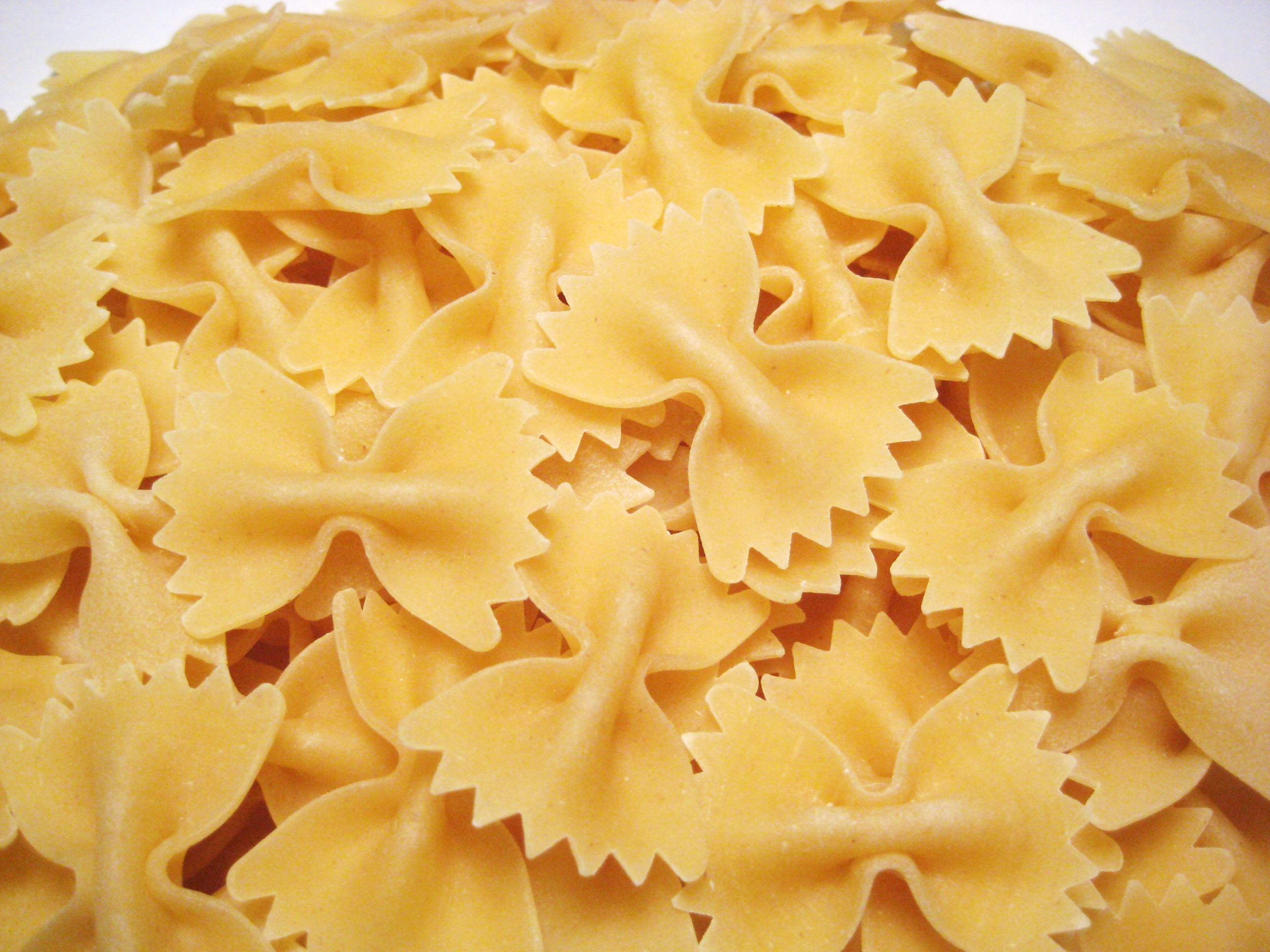
ファルファッレ
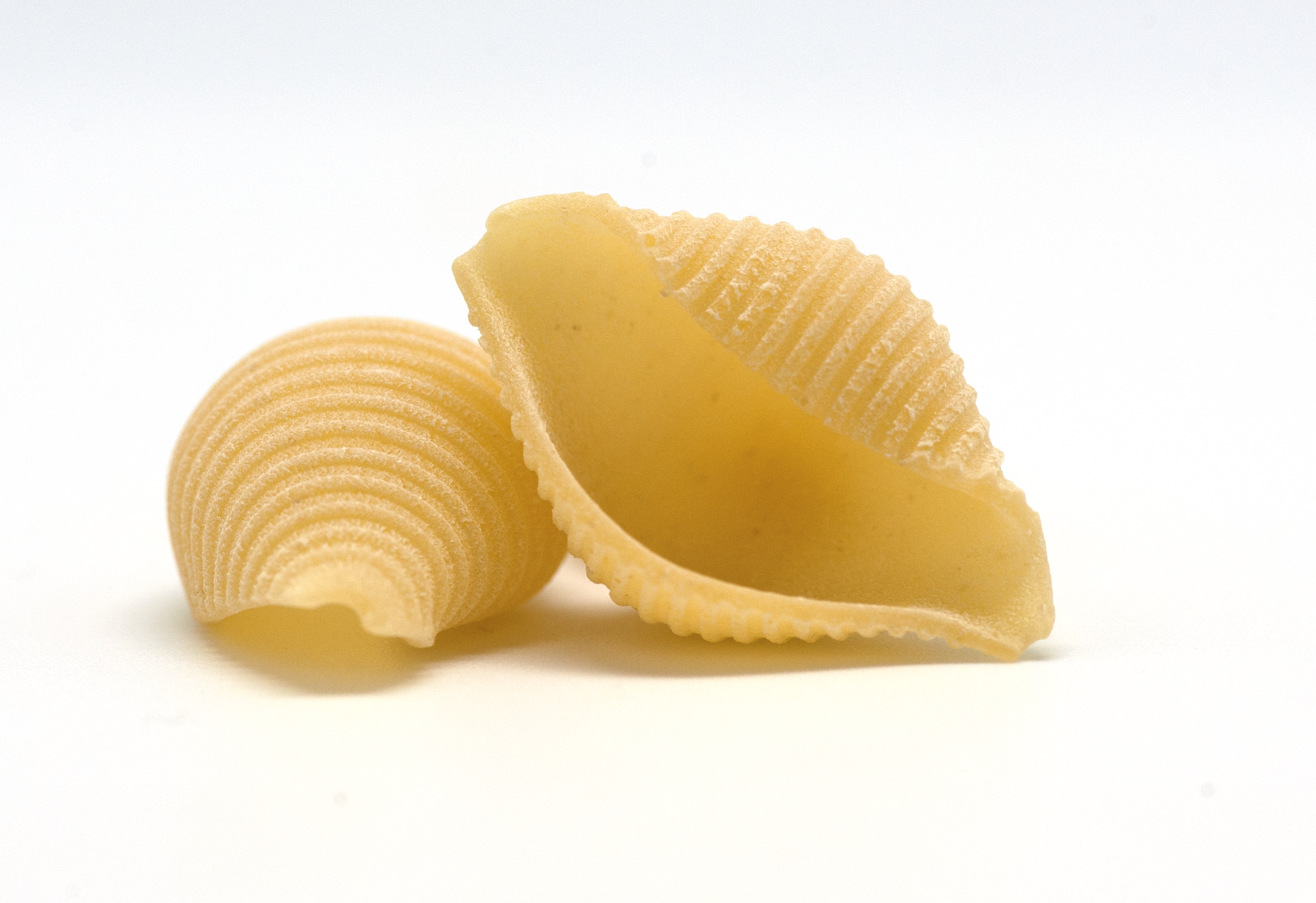
コンキリエ
フジッリ
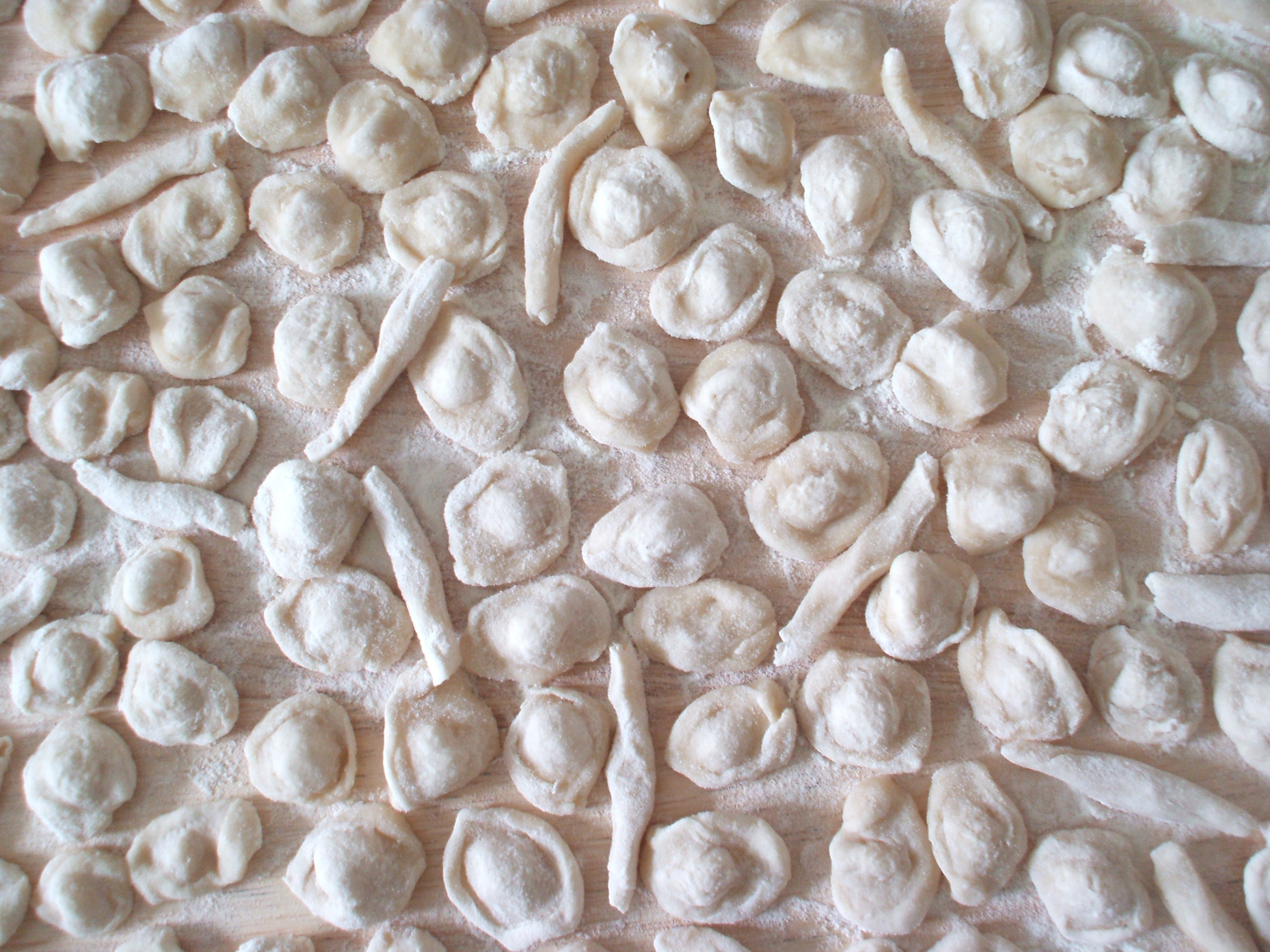
トレネッテ
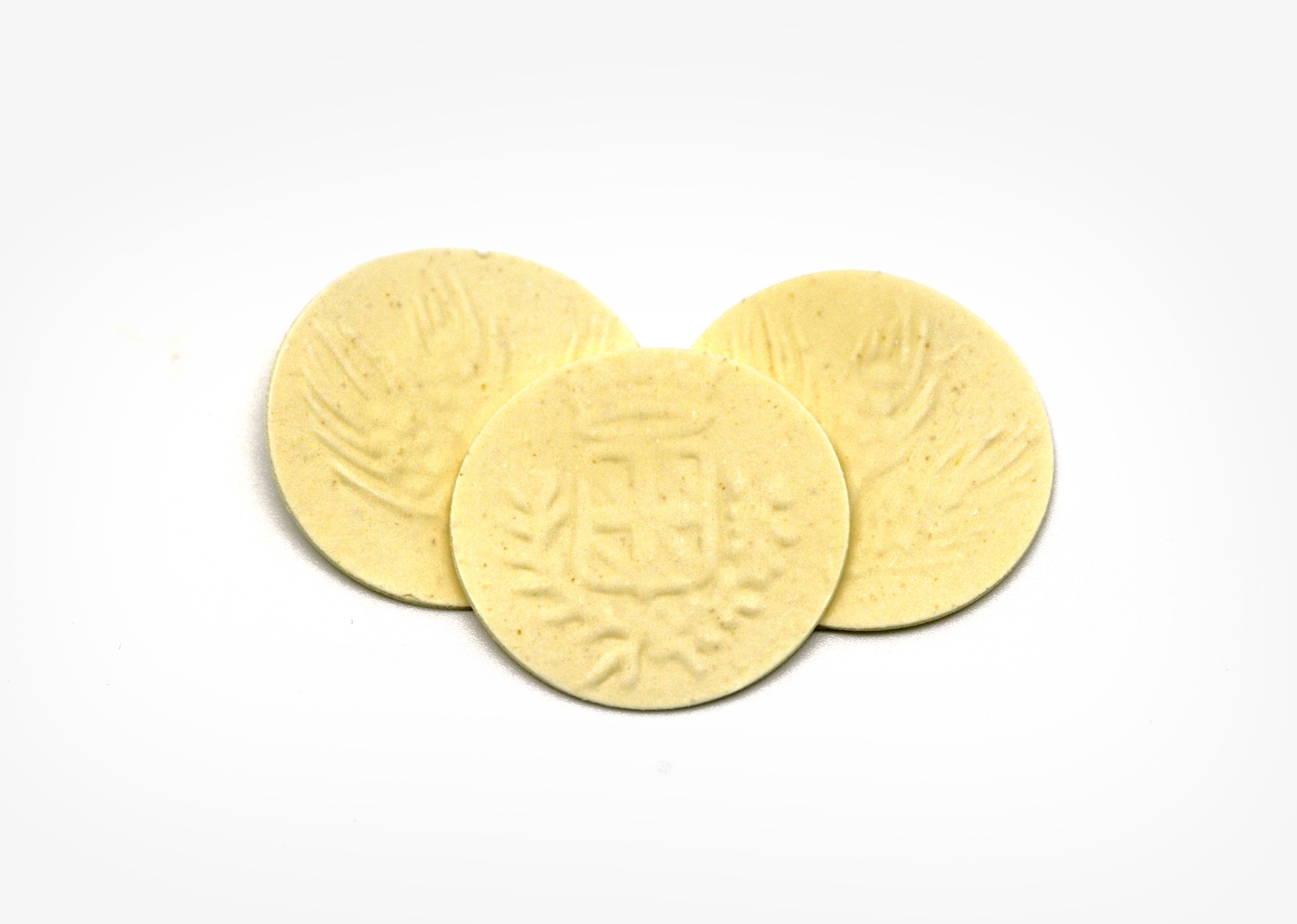
コルツェッティ
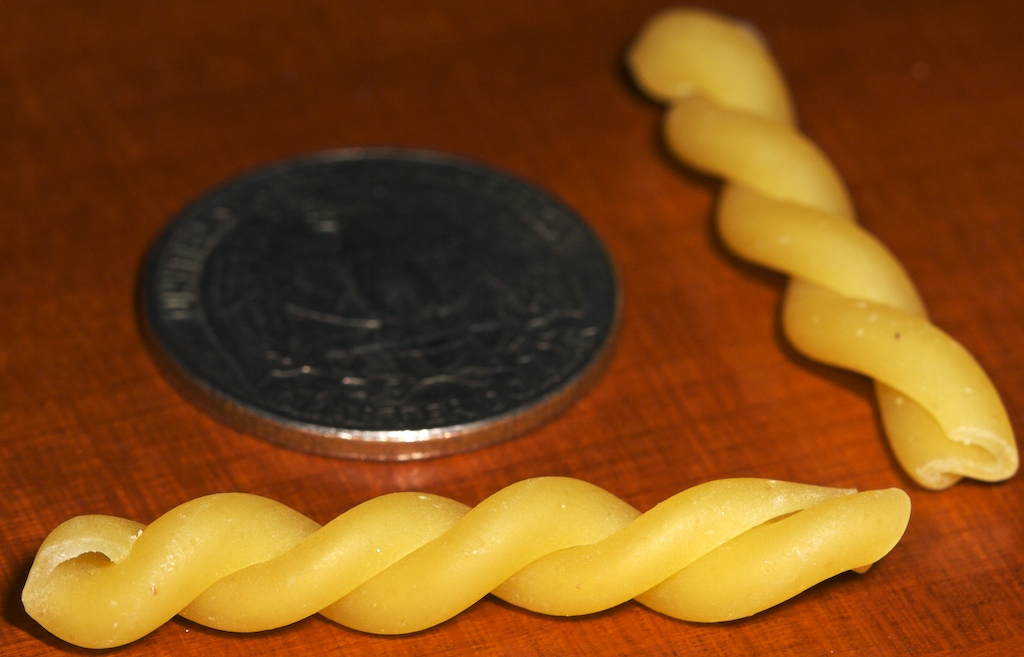
ジェメッリ
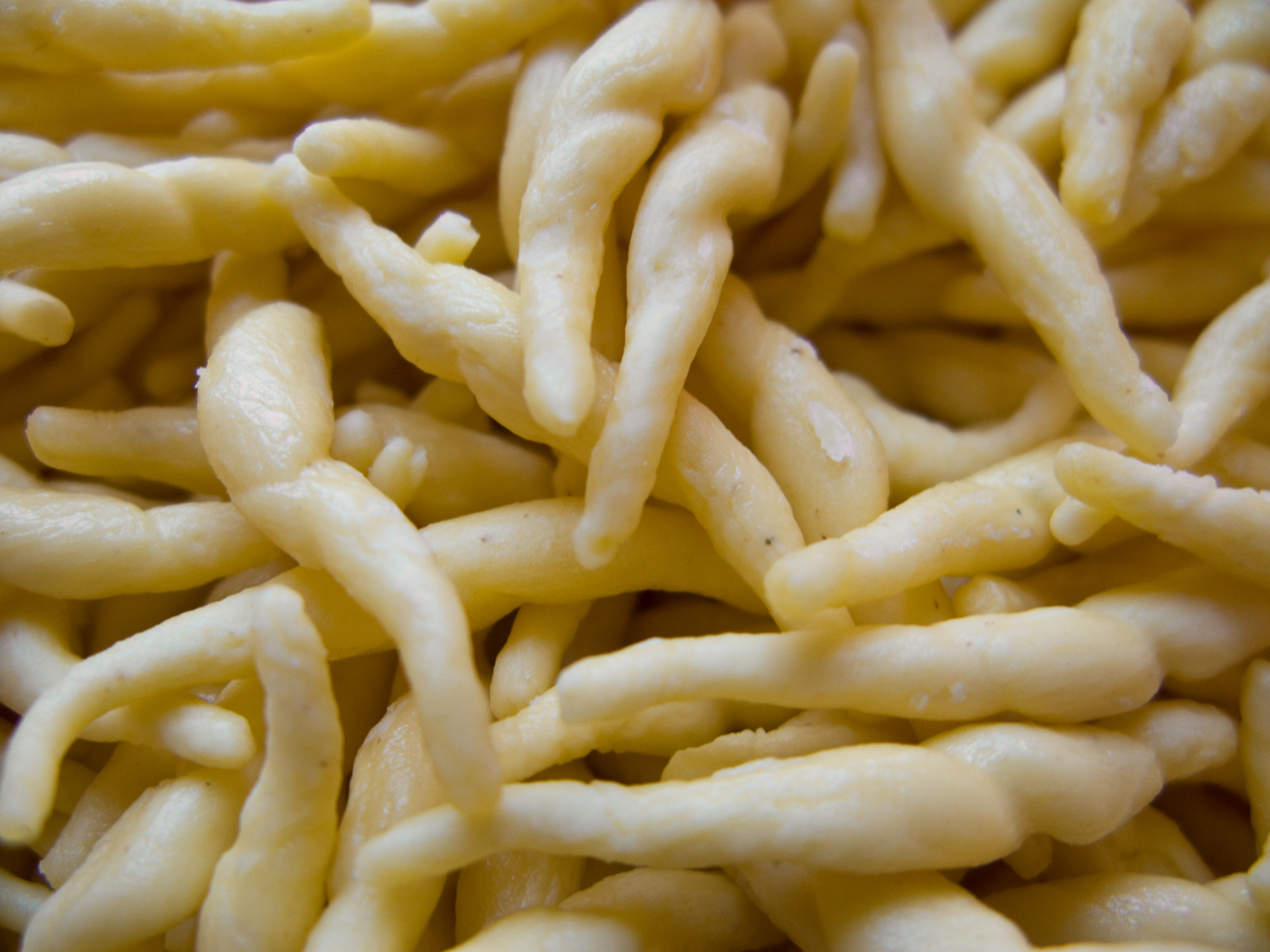
トロフィエ:it:Trofie
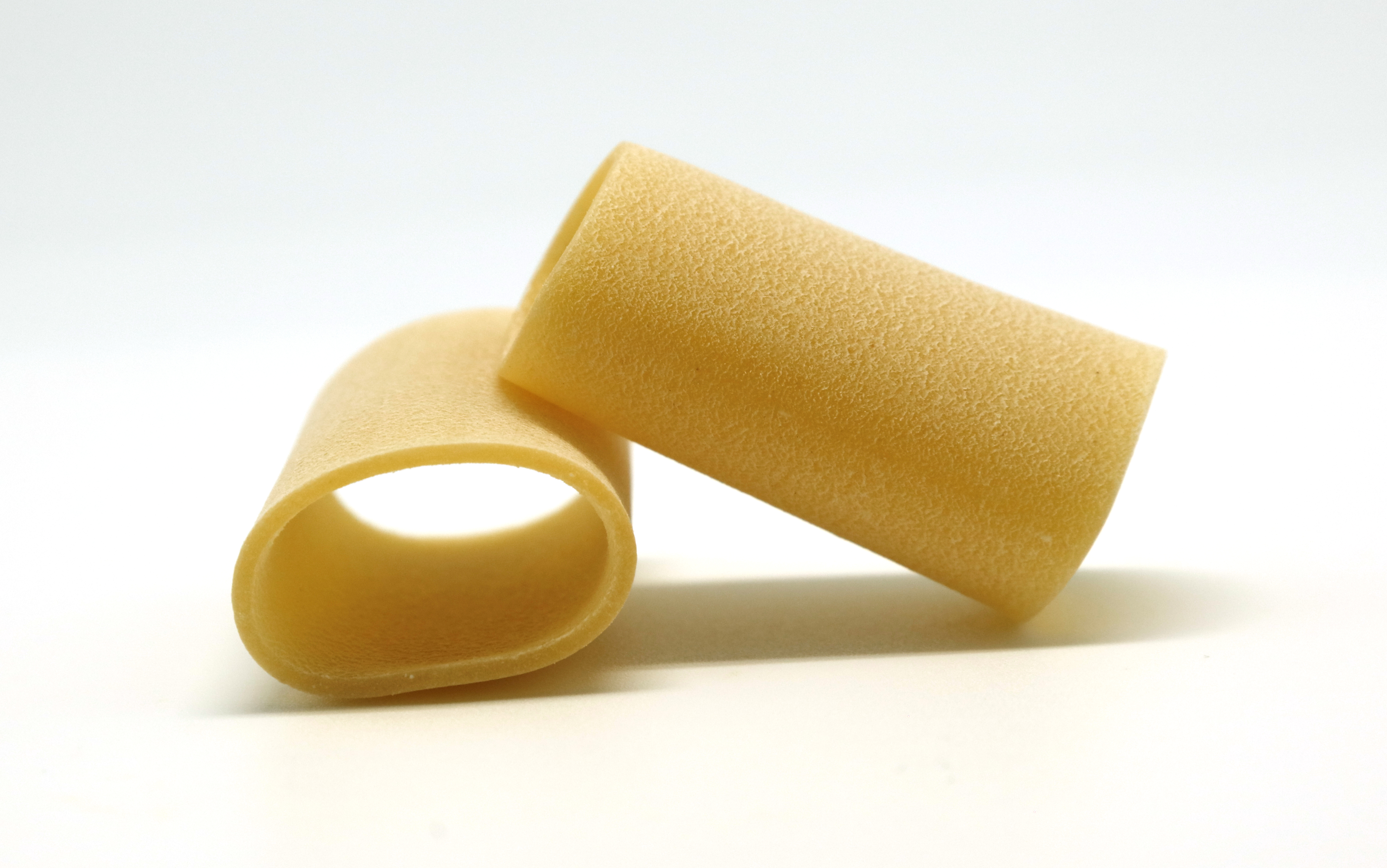
パッケリ
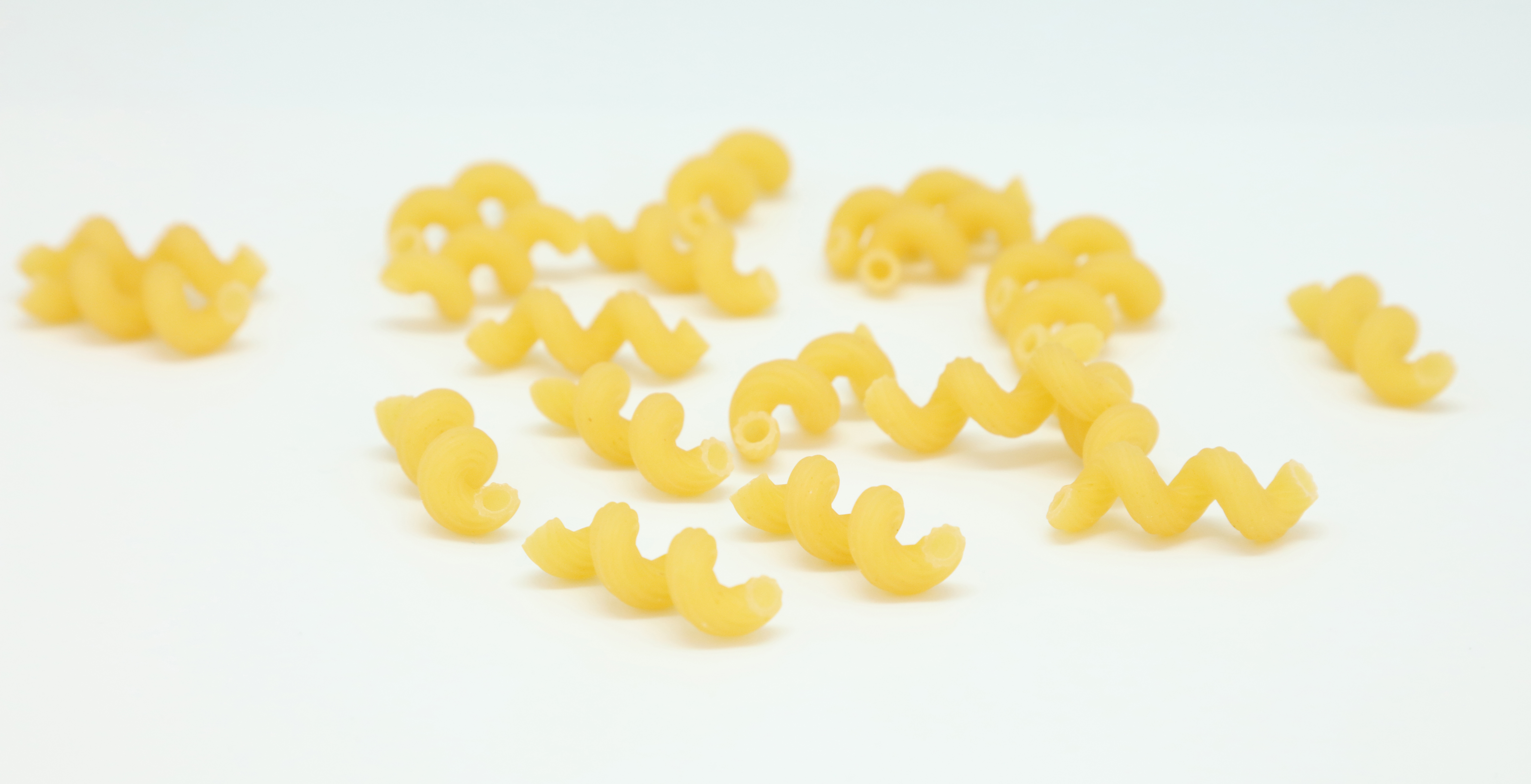
カヴァタッピ

- ビゴリ
- ピチ (パスタ)
- フィレヤ
- ブジアーテ

### ショートパスタ
マッケローネ (maccherone)
日本ではマカロニという表記が一般的。マッケローニはもともと、穴のあいた棒状のものを指す。
セーダニ (sedani)
マカロニよりもやや大型で、わずかに湾曲している。
ペンネ (penne)
ペン先のように斜めに切られた筒状のパスタ。表面に波状の筋が入ったものはペンネ・リガーテ (penne rigate)、小型のものはペンネッテ (pennette) と呼ばれる。
リガトーニ (rigatoni)
外側に波状の筋が入った、太めのショートパスタ。
ファルファッレ (farfalle)
イタリア語で「蝶」の意味。蝶の形をしたパスタ。
コンキリエ (conchiglie)
イタリア語で「貝」の意味。貝殻のように小さく巻いたパスタ。大型のものをコンキリオーニ (conchiglioni)、小型のものをコンキリエッテ (conchigliette) とも言う。
フジッリ (fusilli)
螺旋 (らせん) 状のショートパスタ。
ルオーテ (ruote)
車輪のような形をしたパスタ。中国では、この変型として、内側を「福」や「壽」などの漢字に変えた物が作られている。日本では、ハローキティなどのキャラクターマカロニとして市販されている。
オレッキエッテ (orecchiette)
「小さな耳」を意味する。プーリア州で作られる。
ガルガネッリ (garganelli)
ロマーニャ地方産の手打ちマカロニ。
ガッセ (gasse)
十文字に結んで結び目を作り、両端を密着させたリグーリア地方のパスタ。
ステッリーネ (stelline)
星形をしたパスタ。
ツィーテ (zite)
マカロニより太い管状のパスタ。
カサレッチェ (casarecce)
切り口がS字状で2本のパスタが絡み合っているようなパスタ。シチリア島生まれで主に南イタリアで食される。
コルツェッティ
直径5 cmから7 cmほどの平べったい円形のパスタでの総称。イタリア北西部リグーリア州が発祥。専用の木製スタンプで家紋などの模様が押されている。
ジェメッリ
イタリア語の双子から来ているパスタの一種。1本のパスタがS字型にひねってある。
トロフィエ (trofie)
イタリア北西部リグーリア州ジェノヴァで生まれた手打ちのショートパスタ。小麦粉に水、塩、オリーブオイルを加えて練った生地を手のひらで4 cmから5 cmの長さの細いひも状に伸ばし、左右の端がねじれた形につくる。 木くず、かんなくずを意味する“TRUCIOLO“が語源。
パッケリ
カヴァタッピ (カバタッピ) ≒トルテリョーニ

- マカロニ
- セーダニ
- ペンネ

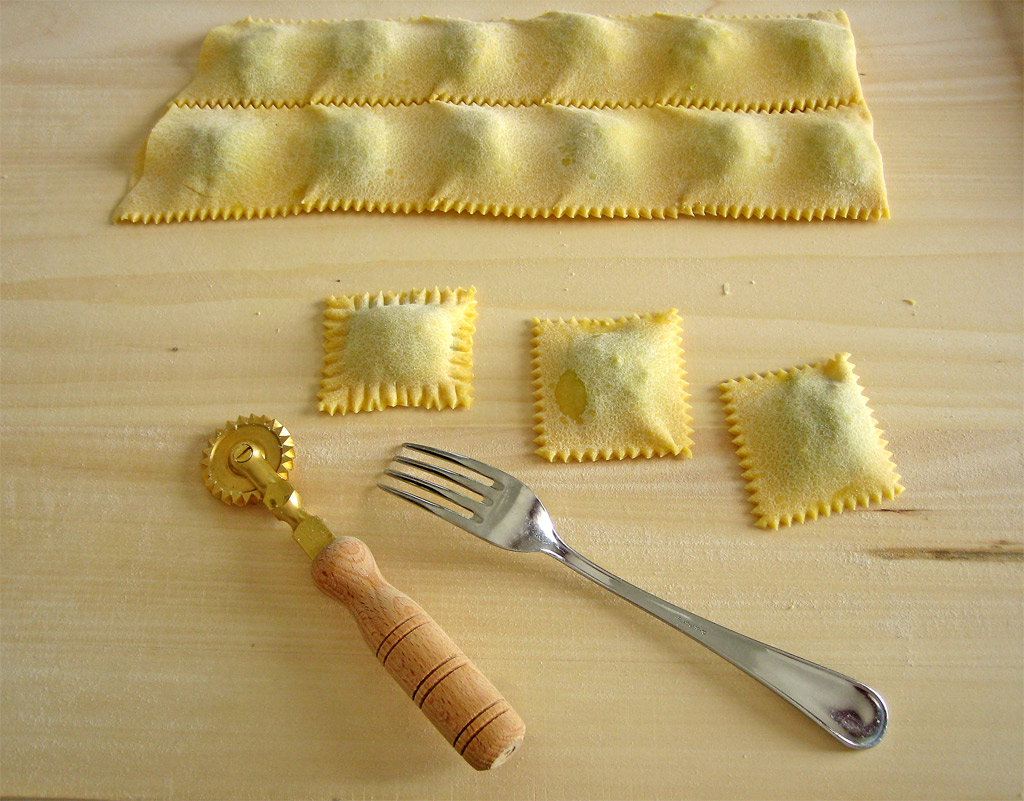
ラビオリ
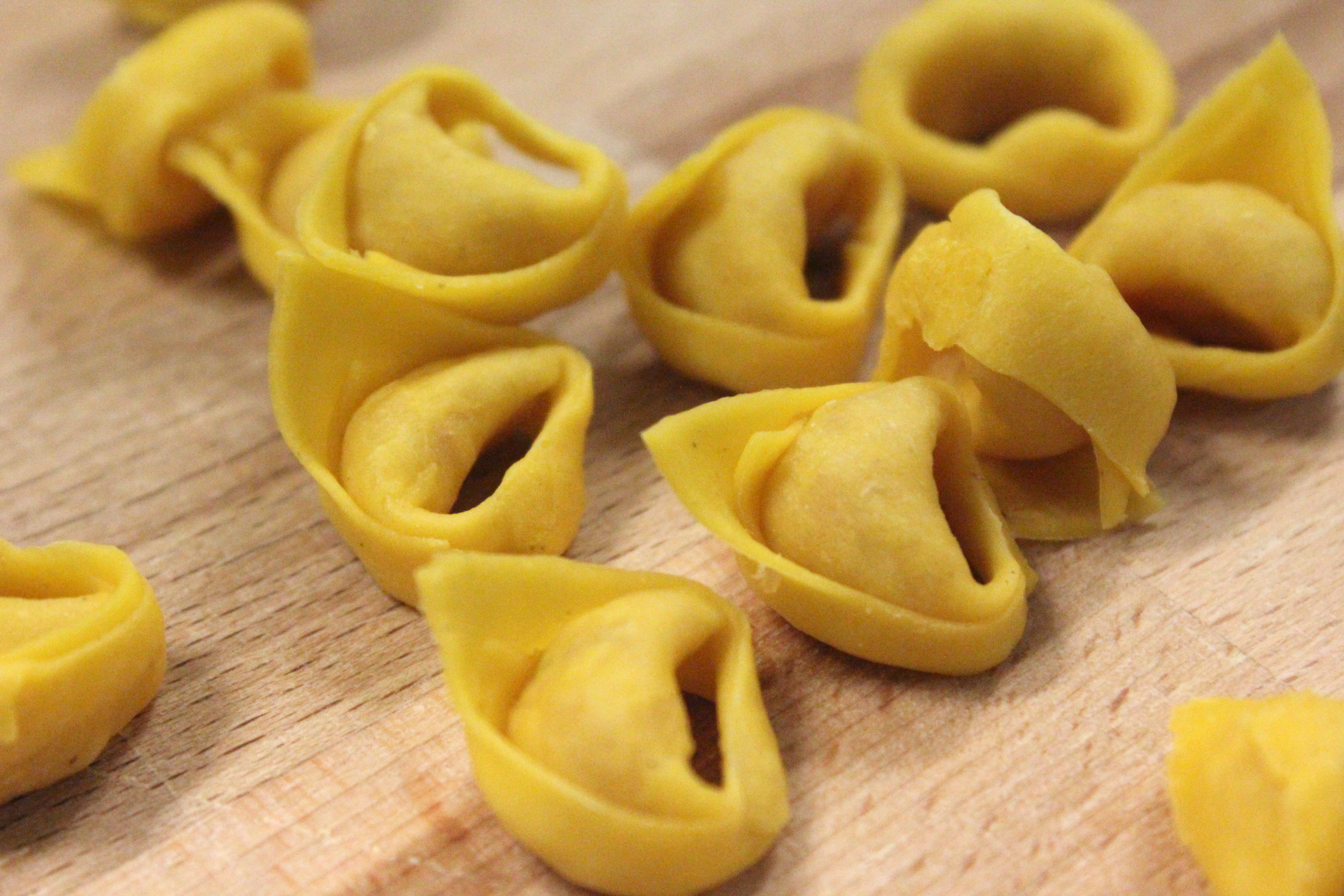
リガトーニ
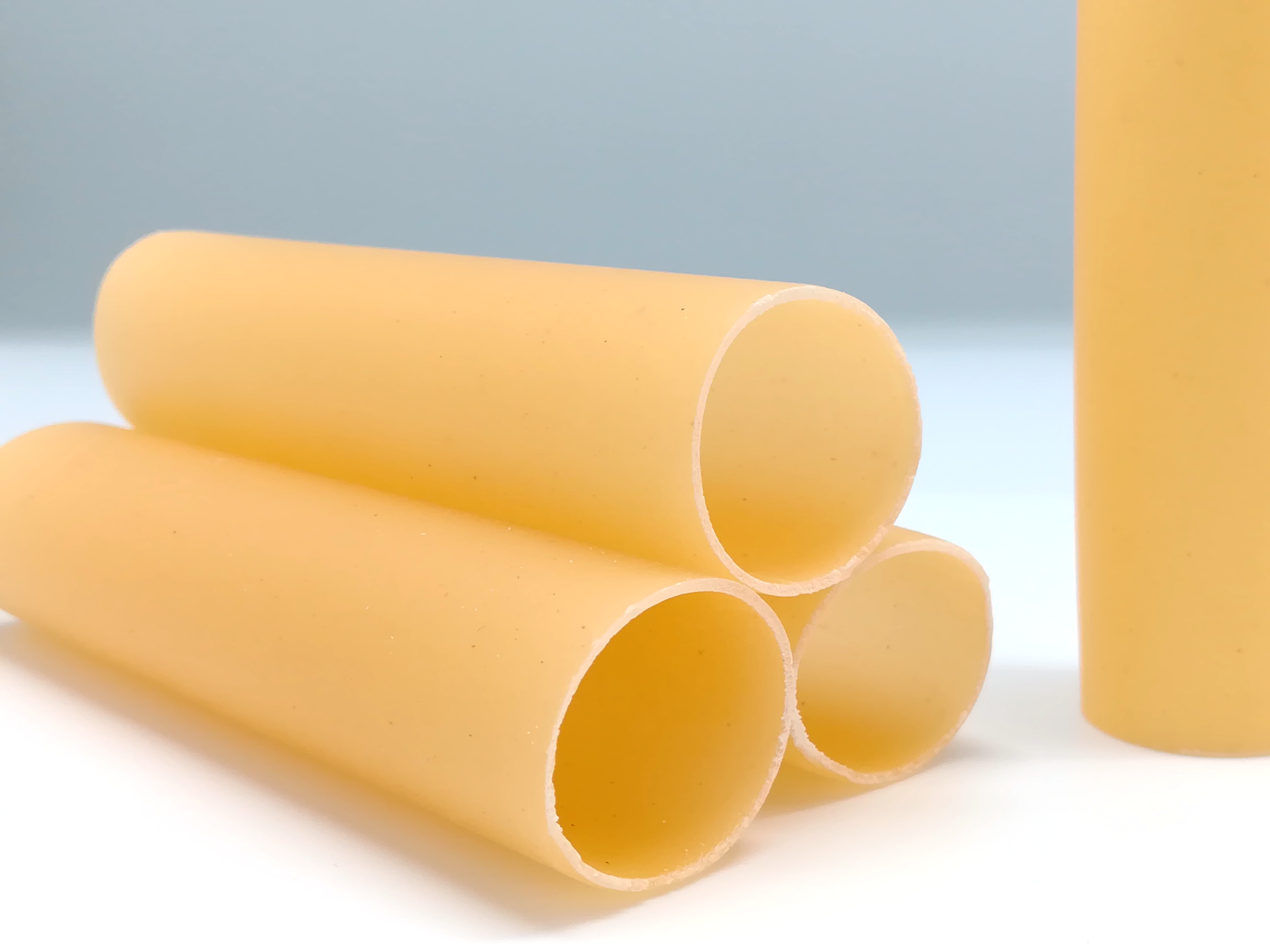
カネロニ

- ファルファッレ
- コンキリエ
- フジッリ
- オレッキエッテ
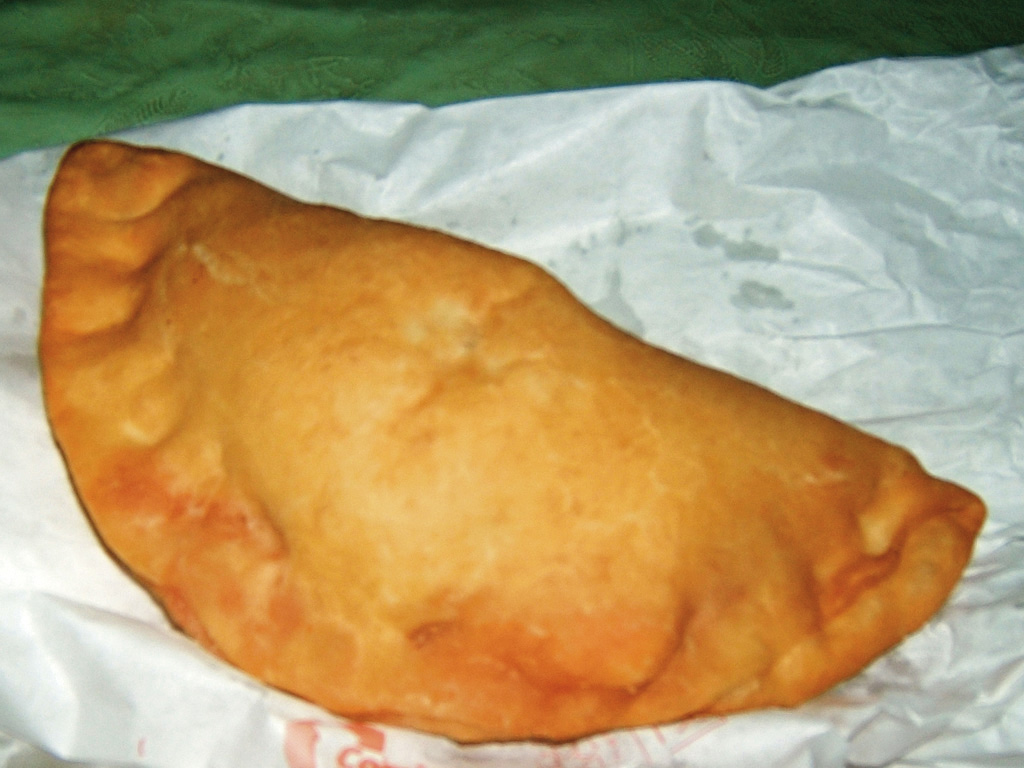
コルツェッティ
- ジェメッリ
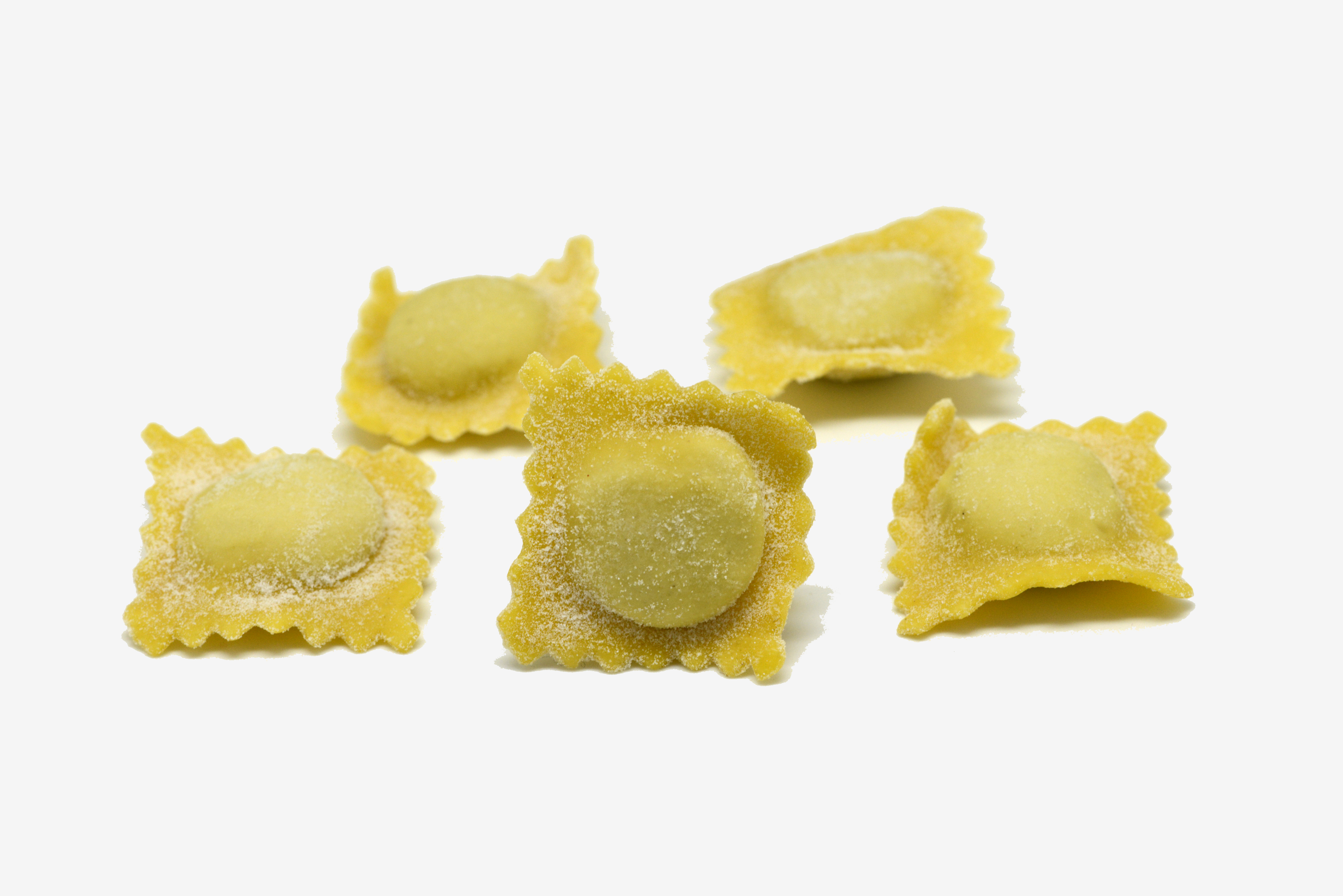
トロフィエit:Trofie
- パッケリ
- カヴァタッピ

### 詰め物入りのパスタ
ラビオリ (ravioli)
詰め物入りのパスタ。2枚で閉じている。ピエモンテ地方には、デル・プリン (Del Plin) と呼ばれる、独特の食感のラビオリもある。
トルテッリ (tortelli)
詰め物入りのパスタ。1枚で閉じている。
トルテッリーニ (tortellini)
小型のトルテッリ。正方形の生地で詰め物を包み、三角形になるように二つに折り、両端を合わせて指輪状にして留める。詰め物は挽肉やリコッタチーズであることが多い。
アノリーニ (anolini)
イタリア北部エミリア＝ロマーニャ州の詰め物入り小形パスタ。
カルツォニッキ (calzonicchi)
炒めた脳と卵のペーストを詰め、三角形にかたどったローマ地方のパスタ。
カネロニ
詰め物を筒型に巻いたパスタ。
カソンセイ (casonsei)
方形状の詰め物入りパスタ。
チャルツォンス (cialzons)
イタリア北部、山岳地方のホウレンソウ、干しブドウ、卵のペーストを詰めたパスタ。
クリンジョネス (culingiones)
サルデーニャ地方のラビオリ。
パンツェロッティ (panzerotti)
詰め物をした半月状のパスタ。揚げて食す。
アグノロッティ (agnolotti)
イタリアのピエモンテ地方の典型的なパスタの一種。ローストした肉や野菜の詰め物の上に折り畳まれた小さなパスタ生地で作られている。

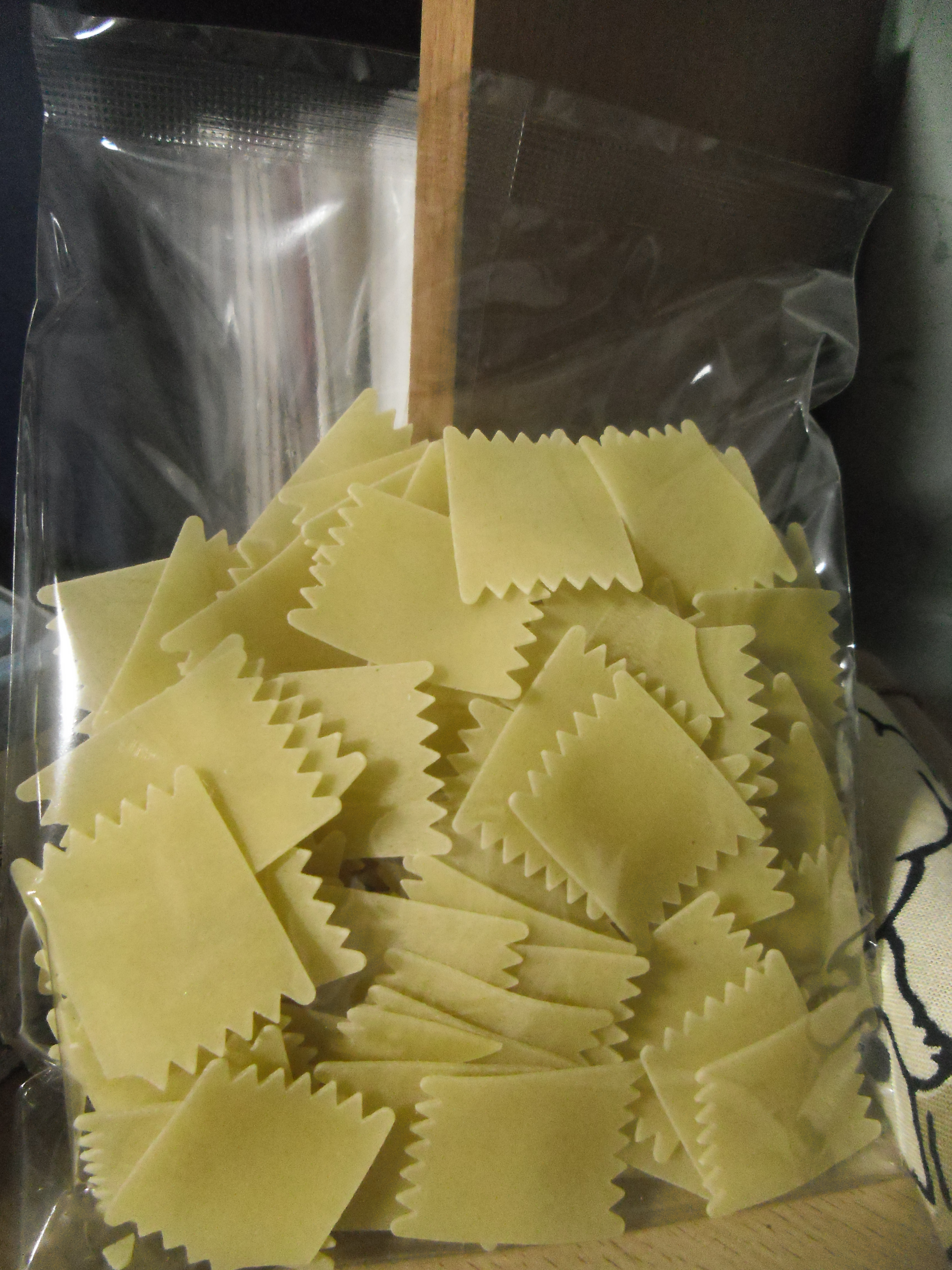
ラビオリ
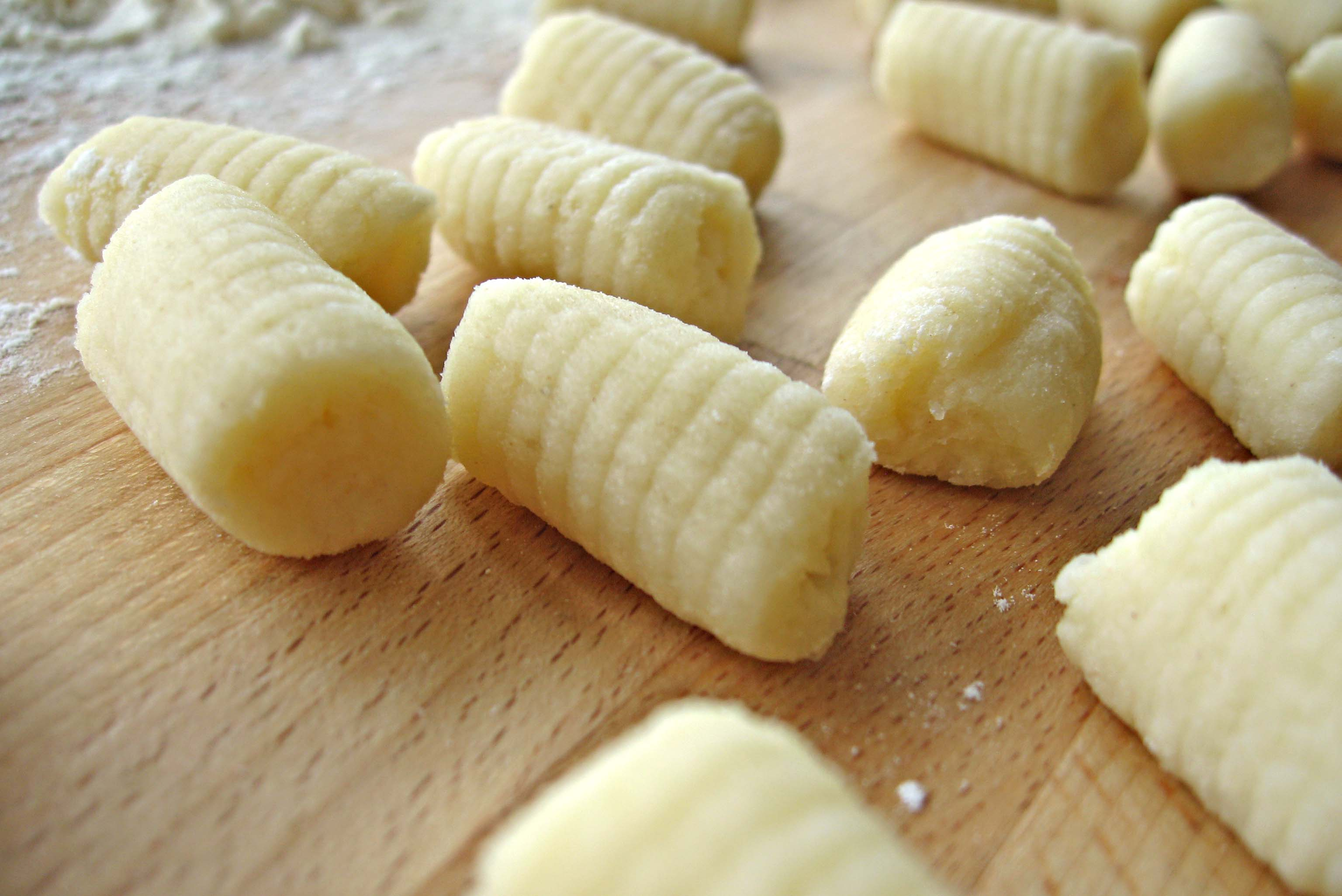
トルテリーニ
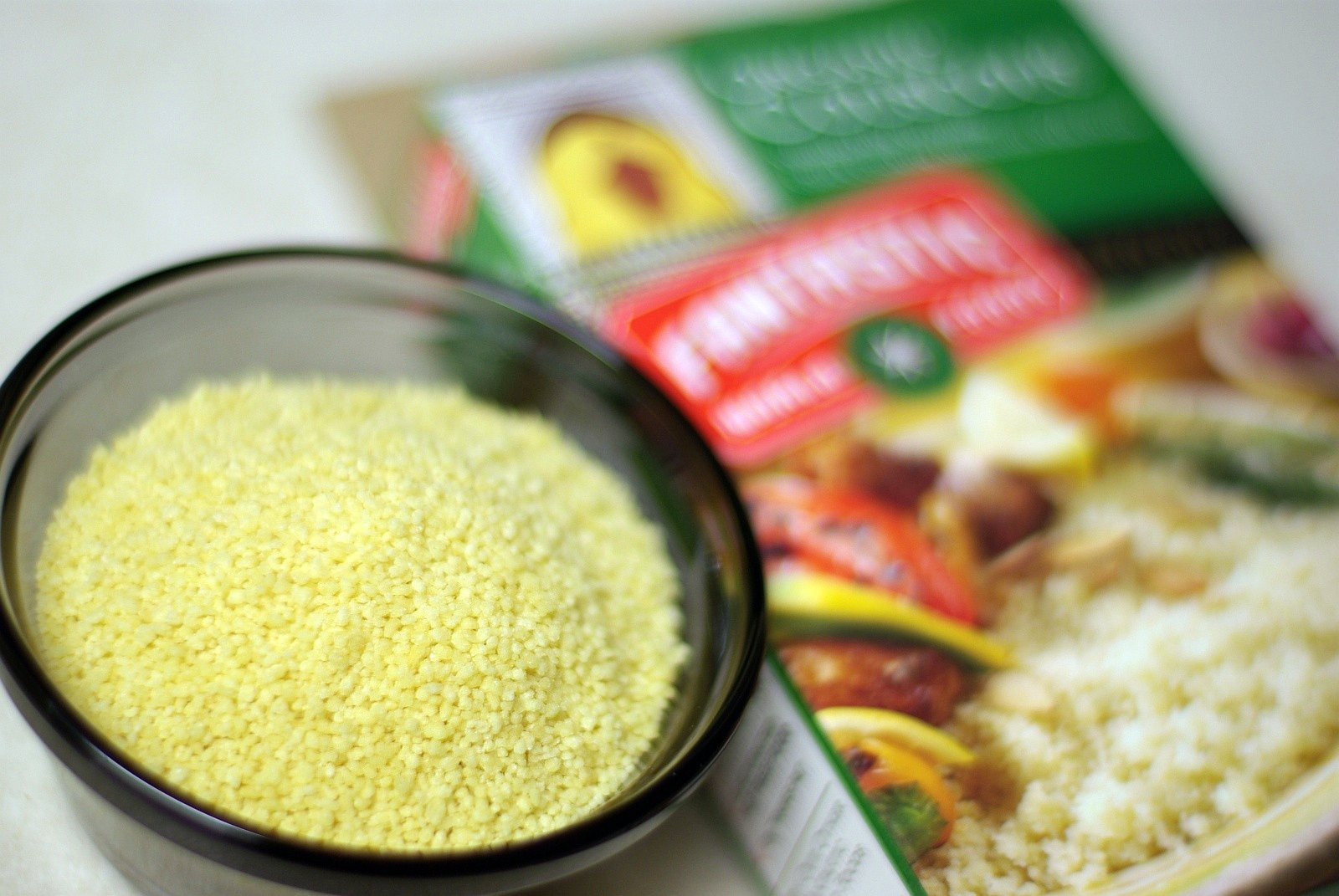
カネロニ
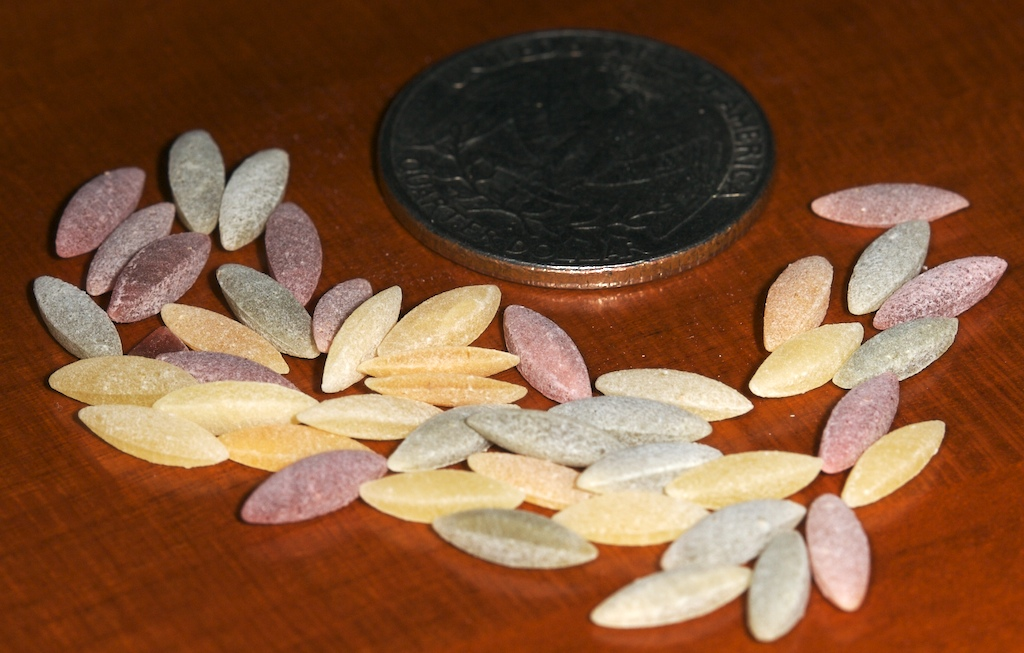
パンツェロッティ
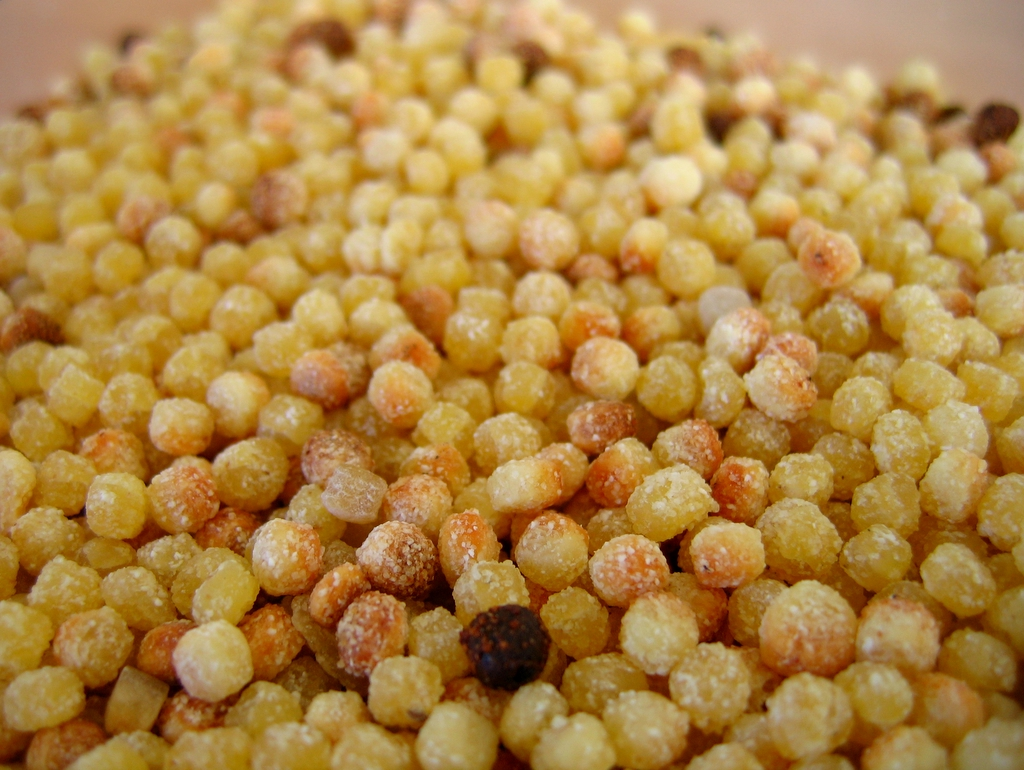
it:Agnolotti

### ギャラリー

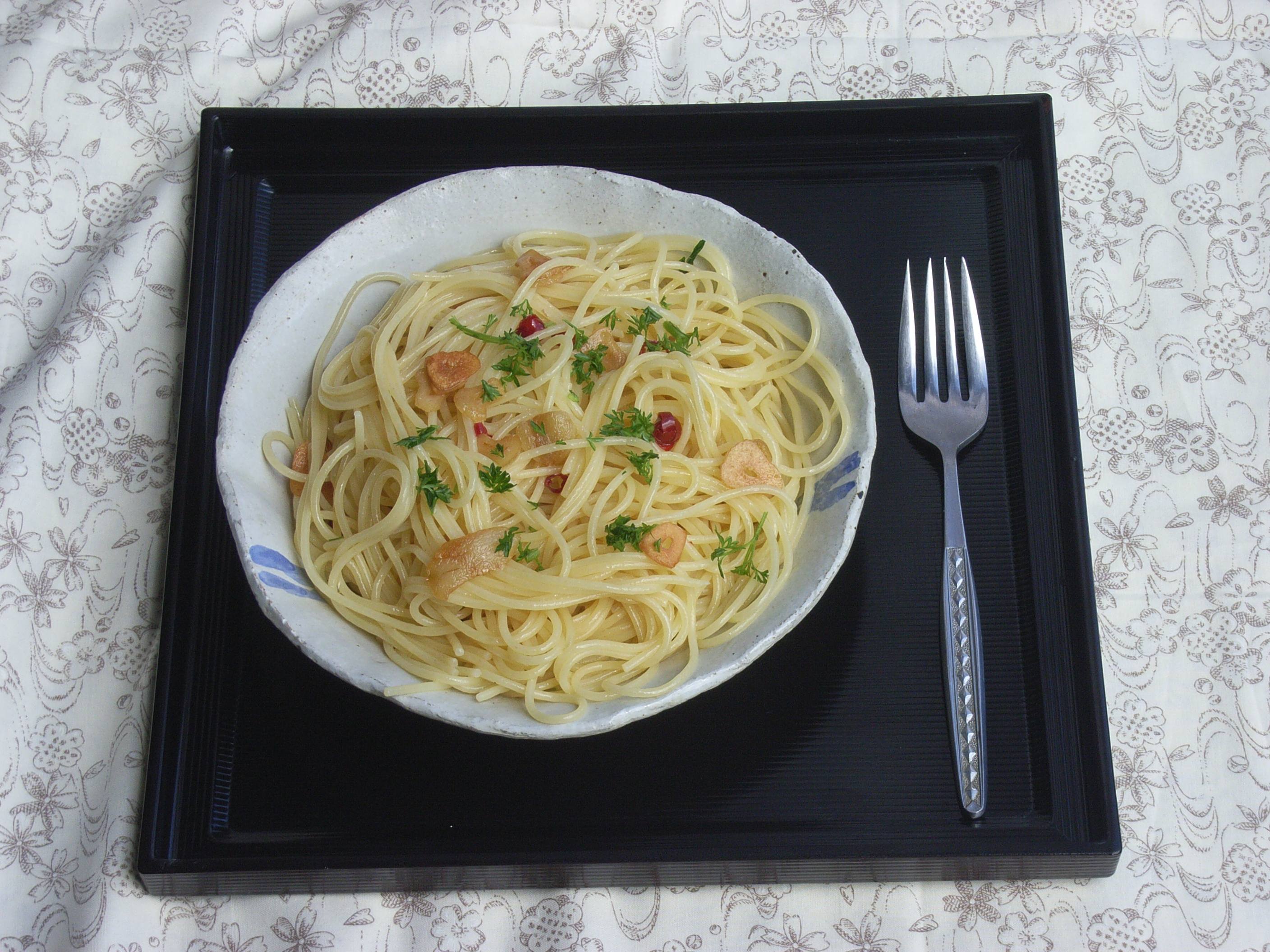
アーリオ・オーリオ・エ・ペペロンチーノ

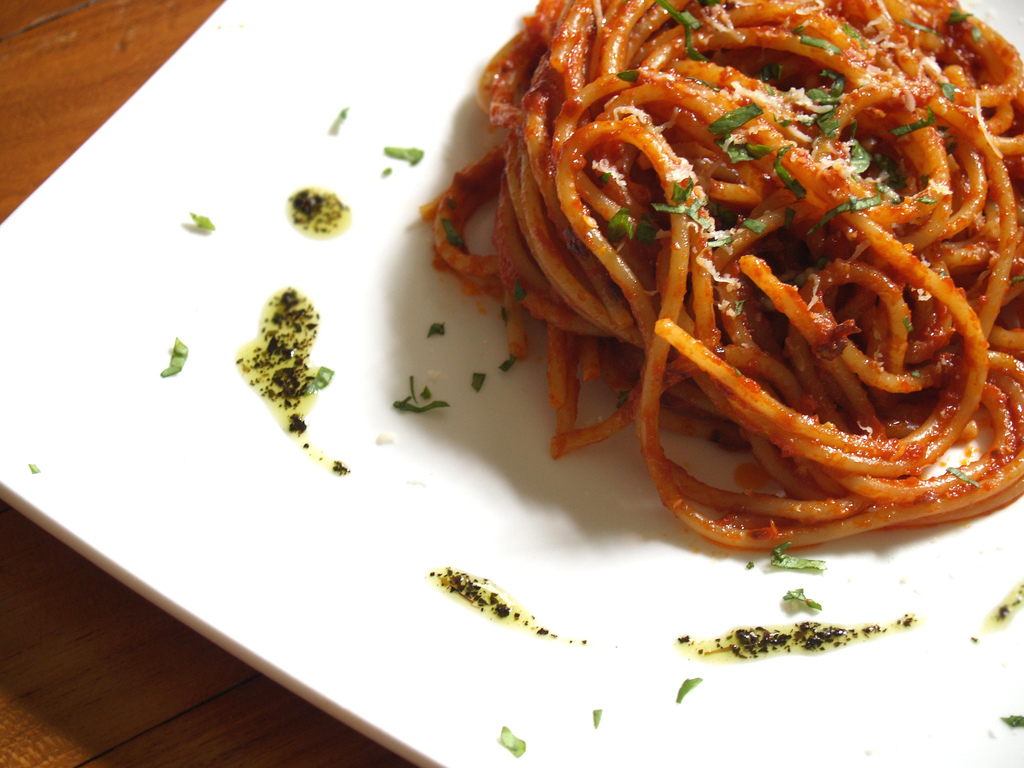
アラビアータ

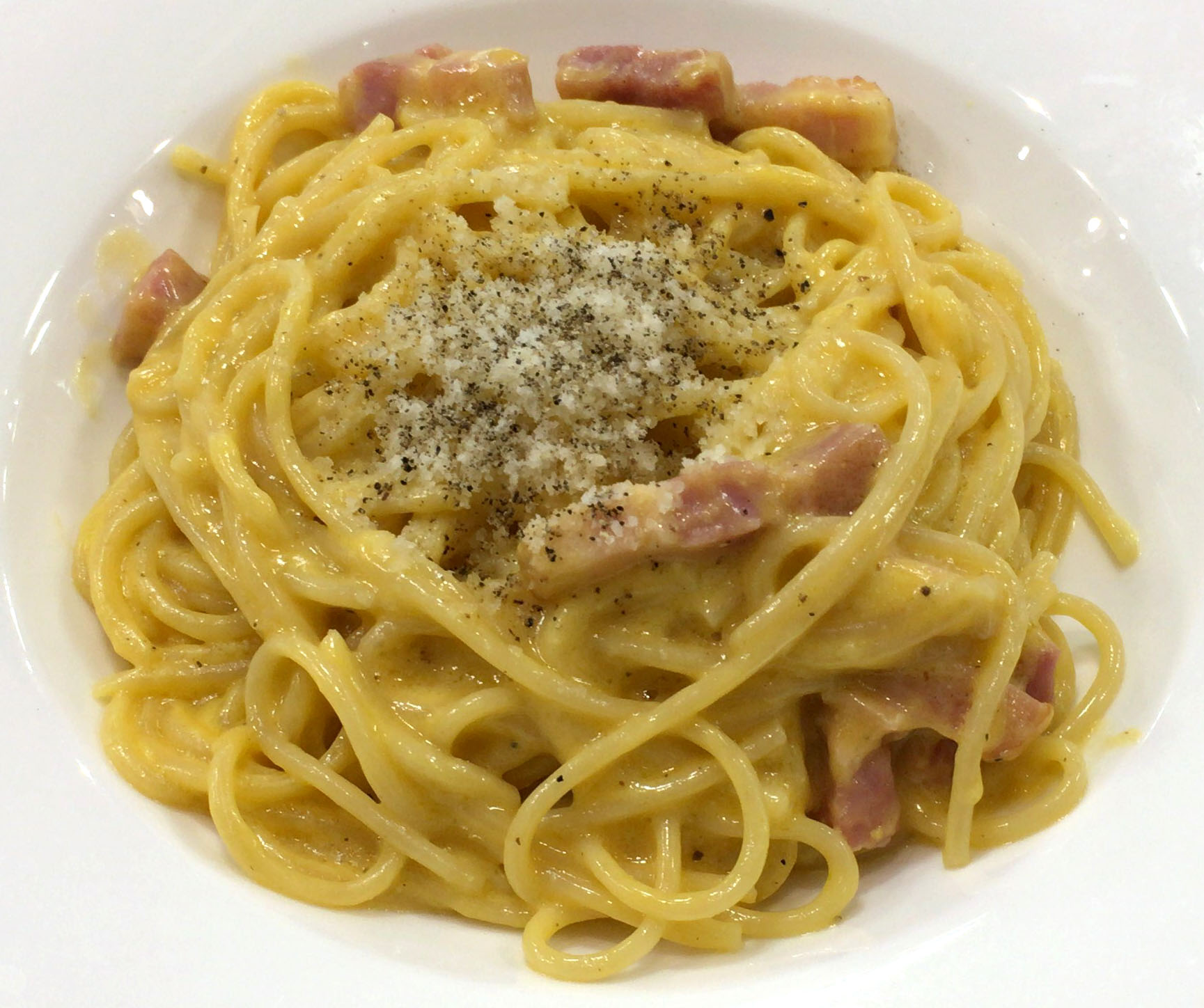
カルボナーラ

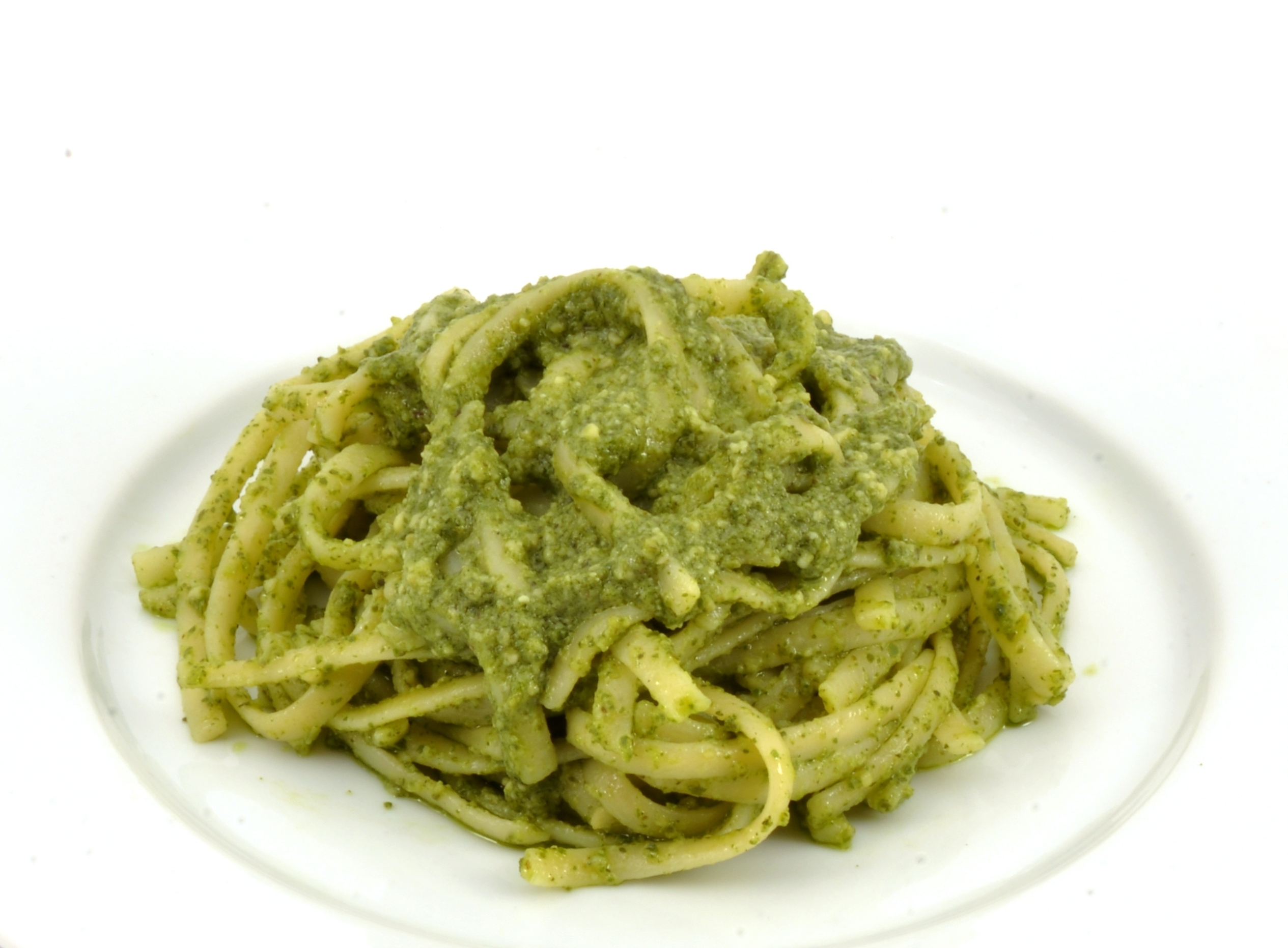
ジェノヴェーゼ

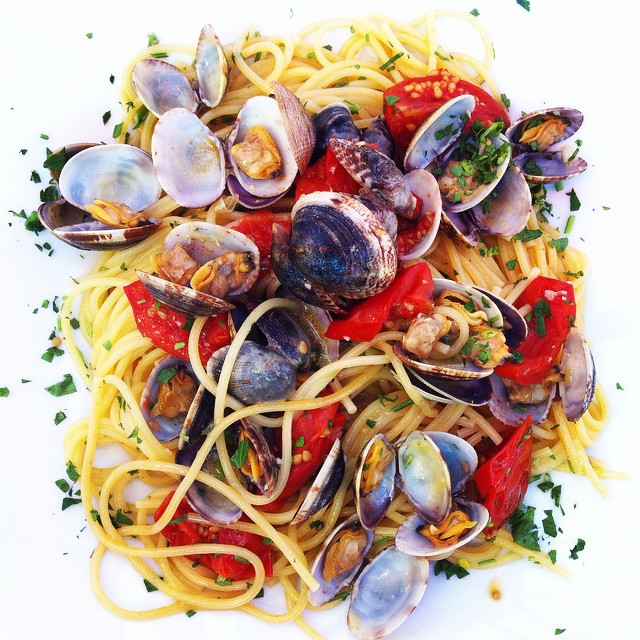
ヴォンゴレ

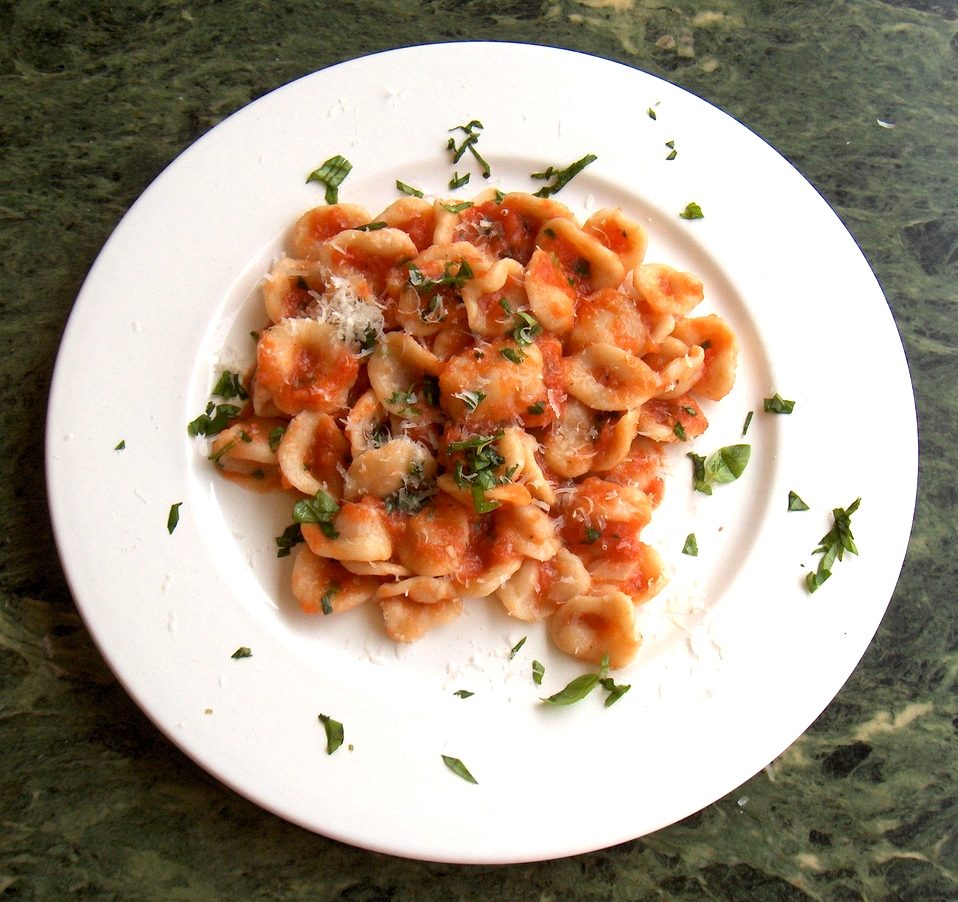
パスタ・アル・ポモドーロ

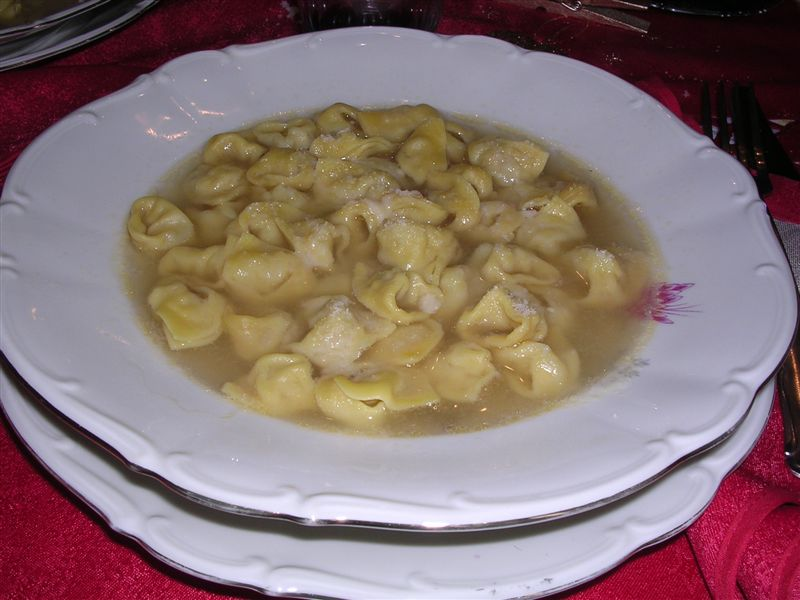
トルテッリーニのスープ

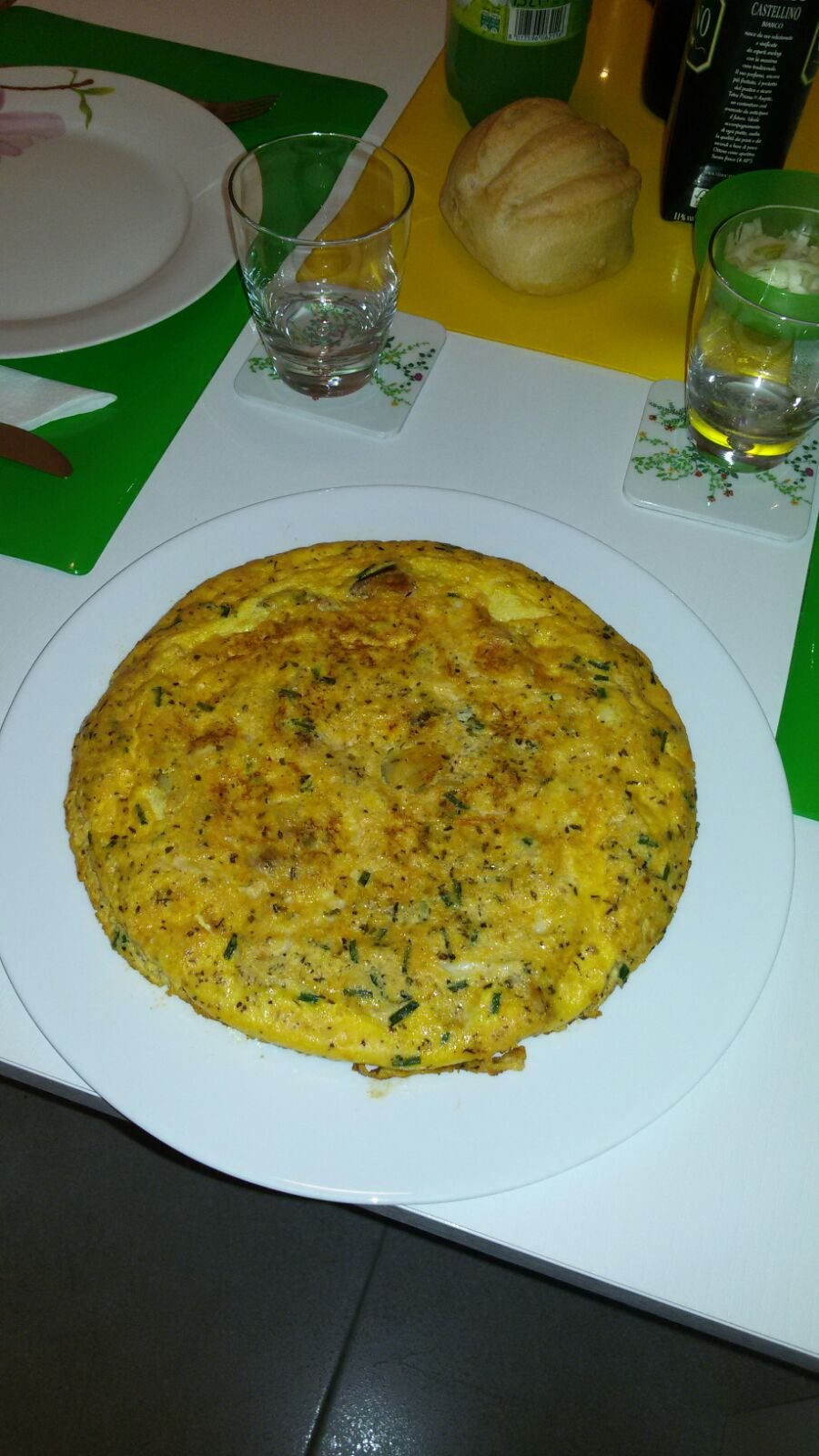
Frittata di pasta

### その他のパスタ
ラザーニェ (lasagne)
板状のパスタ。中には縁に波状のよれを入れた物や、縁をギザギザにカットされたものもある。日本国内では「ラザニア」という呼称が一般的。さらにこれを小さくしたようなラザニエッテというパスタも存在する。
ニョッキ (gnocchi)
潰したジャガイモ、ホウレンソウ、リコッタチーズ、カボチャなどを混ぜて作られるダンプリング (団子) 状のパスタ。
クスクス (couscous)
デュラム小麦のセモリナに水をふりかけ、粟粒大に丸めたもの。アメリカ以外ではパスタとして扱わない。起源は北アフリカで、ベルベル人の伝統料理とされ、モロッコ料理などで用いられる。イタリアではシチリア、サルデーニャ、リヴォルノで作られる。
リゾーニ (risoni)
米粒状のパスタ。元々オオムギを原料に作られていたことから、イタリアではオオムギを意味する「オルゾ (またはオルゾー) 」 (Orzo) と呼ばれることもある。しかし日本では、イタリアのバリラ社がニップンを通じて「risoni」 (イタリア語で大きな米の意味) という商品名で販売していることからこの名が定着している。現在ではセモリナ粉を原料としており、マカロニの一種として分類されることもある。
マルタリアーティ (maltagliati)
変則の梯形状に切った細長い手打ちパスタ。
パスタ・ミスタ (pasta mista)
「混ぜたパスタ」の意。「パスタ・ミスキアータ」 (pasta mischiata) とも。パスタ・ミスタとはパスタの種類ではなく、形や大きさの異なるパスタを取り混ぜたもので、主な用途はパスタを使ったミネストラ (minestra、スープの一種) である (「料理法・ソース」で後述)。第一次世界大戦後に包装されたパスタが広く市販されるまでは、パスタは食料品店で量り売りされていた。少量残ったパスタは、欠けたり折れたりしたパスタと混ぜて「ミヌッツァリア」 (minuzzaglia) または「ムンネッツァリア」 (munnezzaglia) と呼び、安い値段で売った。現在では「パスタ・ミスタ」という名称で、箱入りや袋入りの混合パスタが市販されている。
フレグラ

トルテッローニ
サルデーニャのパスタの一種。
- ラザニエッテ
- ニョッキ
- クスクス
- リゾーニ
- フレグラ

## 料理法・ソース

### 調理

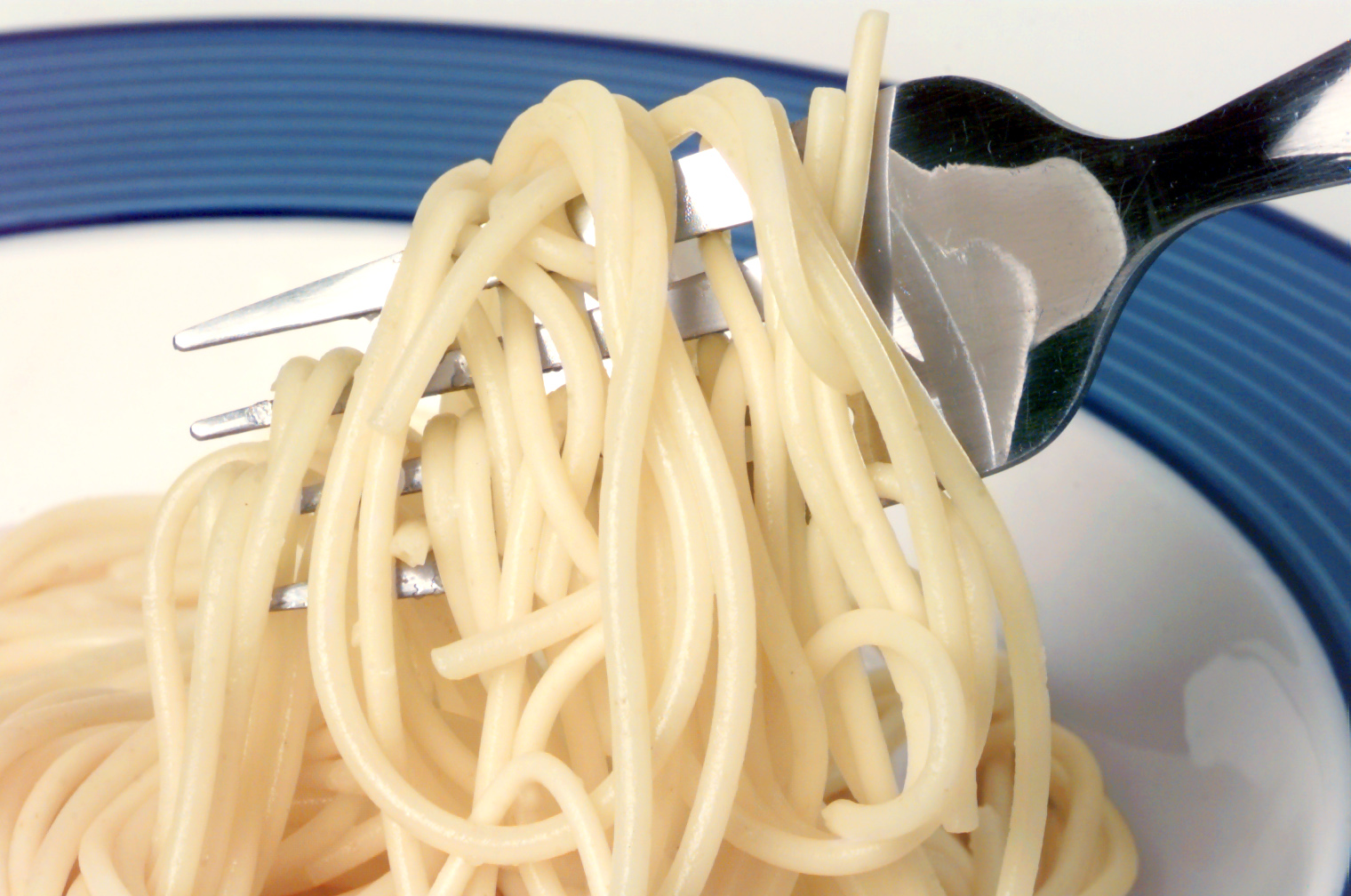
フォーク

1. 大きめの深鍋にたっぷりの湯を沸かし、1%程度の塩を入れる[13]。パスタ100グラムに対して水1リットル、塩10グラムが基本である。200グラム以下のパスタを茹でる場合であっても、最低でも水2リットル程度は必要である。塩には、パスタに下味をつける、パスタを引き締める、表面がうどんのようにぬるぬるするのを防ぐ (澱粉の糊化を阻害する) といった役割がある。ヨーロッパでは水の硬度が高いため、塩を入れなくても問題ない。
2. パスタを鍋に入れる。全体を湯に浸からせたらくっつかないよう、菜箸などでゆっくり掻き混ぜてほぐす。混ぜすぎるとパスタの表面が傷むのでほどほどに。火加減は強すぎず弱すぎず、ポコポコと沸き続けてパスタが静かに踊る程度である[13]。
3. パスタがほどよく (ロングパスタであれば一般にアルデンテの状態に[13]) 茹だったらザルなどに上げる。茹で汁は、ソースに入れることで濃度を調節したり、ソースや具に少量加えてパスタに絡めやすくしたり、パスタがくっついたりぱさぱさになってしまった場合に少量加えてほどくように活用できる。

- 本場、イタリアでは｢パスタを食べる際にスプーンを使うのは、子供だけ｣とされ、マナー違反であり、フォークのみで食べる[14][15]。
- フォークを反時計回りに回して巻くと、向かいに座っている人にソースが飛び跳ねる可能性があり、時計回りに回すのがマナーとされる。また「反時計回りに回して巻くと、不幸になる」という言い伝えがある[14][15]。

### 種類
パスタはソースと組合わせて食べる。以下にその主な種類。

#### オイルソース
- アーリオ・オーリオ・エ・ペペロンチーノ：ニンニク、オリーブ・オイル、唐辛子を使った最も基本的な料理法。イタリアではチーズを掛けたり余計な具材を追加したりしない。
- ヴォンゴレ ・ビアンコ：アサリの入ったもの。白ワインベース。ペスカトーレやフルッティ・ディ・マーレに近いが、貝以外の魚介類は入らない。
- フルッティ・ディ・マーレ／アロ・スコーリオ：どちらも白ワインベースの魚介類のパスタ。
- ネーロ：「黒」という意味。イカスミスパゲッティ。白ワインベース。
- it:Pasta con i peperoni cruschi

#### トマトソース
- アラビアータ：怒りん坊風。トマトソースに唐辛子を混ぜたもの。カッカと熱くなることから。
- アマトリチャーナ：アマトリーチェ風。トマトソースに玉葱、パンチェッタ。仕上げにペコリーノ・ロマーノ。
- プッタネスカ：娼婦風。トマトにオリーブとアンチョビとケッパーのパスタ。
- ヴォンゴレ・ロッソ：アサリの入ったもので、トマトソース仕立てのもの。
- ペスカトーレ：漁師風。魚介類のパスタ。トマト風味であることが多いが、白ワイン風味のものもある。
- マリナーラ：船乗り風。トマトソースにオレガノが加わったマリナーラソースを使用したもの。あっさり味。ただし、ナポリではプッタネスカのことをマリナーラと呼ぶこともある。
- パスタ・アッラ・ノルマ (it:Pasta alla Norma) ：揚げた茄子を加えたトマトソースパスタ。
- パスタ・アル・ポモドーロ
- スパゲッティ・アッラ・ナポレターナ

#### ミートソース
- ボロネーゼ：ボローニャ風。いわゆるミートソースのパスタ。
- スーゴ・アッラ・ジェノヴェーゼ：肉、玉葱、ニンジン、セロリで作ったソースをからめたパスタのこと。ナポリとその周辺の料理。

#### クリームソース
- ポルチーニクリーム
- サーモンクリーム

#### バジルソース
- ペスト・アッラ・ジェノヴェーゼ：ジェノヴァ風。普通は生のバジリコの葉と松の実、エキストラバージンオリーブオイル、ニンニクを主材料とするソース (ペスト・ジェノヴェーゼ) を使ったパスタ。パスタとともにジャガイモとさやいんげんを茹でて具とする。日本では一般に「ジェノベーゼ」と略されるが、イタリアではジェノヴェーゼというとナポリ発祥のスーゴ・アッラ・ジェノヴェーゼを指す[16]。
- ペスト・トラパネーゼ：トラーパニ風。松の実の代わりにアーモンドが入り、トマトが入っている。

#### チーズ系ソース
- カルボナーラ：炭焼き風。ペコリーノ・ロマーノ、卵黄、コショウを用いたソースと、油を出すように炒めたグアンチャーレまたはパンチェッタを使う。イタリアでは生クリームは使わないが、日本を含むイタリア以外では生クリームを使うことが多くイタリア人から批判を浴びることが多い。
- アルフレード (フェットゥチーネ・アルフレード)：バター、パルミジャーノ・レッジャーノから成るソース。アルブッロとも。イタリアでは生クリームは使わないが日本を含むイタリア以外では生クリームを使うことが多くイタリア人から批判を浴びることが多い。
- パスタ・イン・ビアンコ
- カチョエペペ：ペコリーノ・ロマーノを茹で汁で伸ばし、胡椒を加えたソース。
- スパゲッティ・アッラ・ネラーノ

#### その他
- ケーゼ・シュペッツェレ：小麦粉・卵・塩バター・ナツメグを入れたパスタ生地をすりおろし器で細分化し、茹で冷水に浸し、コンソメスープ・チーズを焼きかき混ぜて完成となるドイツ料理。
- ボスカイオラ：きこり風。キノコなど山の幸のパスタ。
- 和風ソース
- フリッタータ・ディ・パスタ (it:Frittata di pasta)
- ペンネ・アラ・ウォッカ：ペンネとウォッカを使用して作られるパスタ料理。通常はペンネとウォッカのほかにヘビークリーム、刻んだトマトとタマネギが使用される。
- ティンバッロ
- ペスト・アッラ・トラパネーゼ

#### 備考
パスタとソースには相性があり、例えばナポリではスパゲッティ (ヴェルミチェッリ) はトマトソースやミートソースと、リングィーニは魚介類と合わせることが多い。
日本ではたらこスパゲッティや、納豆、梅、きのこなどを使った和風のソースも数多くあり、軽食として供されてきたナポリタンもまた日本独特のものである。

### パスタを使ったミネストラ (スープ)
日本ではソースがスープ状で粘度が低いパスタ料理がありスープパスタと呼ばれるが、イタリアのパスタソースは通常ソースがパスタに絡みついたものとなる。イタリアで類似のものとしてはスープにパスタを入れた料理となるが、あくまでもスープとして位置づけられる。
カンパーニア地方では、豆 (いんげん豆、レンズ豆、ひよこ豆、グリーンピース)、じゃがいも、かぼちゃなどをパスタと煮たスープがよく作られる。スープに入れたパスタは柔らかくなるまで煮込むのが普通で、アルデンテの状態で食べることはまずない。スープに入れるパスタの形状は管状のパスタ、幅広のパスタ、パスタ・ミスタ、折ったヴァーミチェリまたはカペッリーニなど様々である。具によって好まれるパスタの種類が異なり、例えば豆の入ったスープでは、豆が中に入るような管状のパスタが特に好まれるが、スープに入れるパスタの種類は地域によっても異なる。
パスタを使ったミネストラはイタリアの他の地域にも存在する。いんげん豆とパスタのミネストラ (パスタ・エ・ファジョーリ) はその最も一般的なものである。またトスカーナ州ルッカ県では、折ったラザーニェ、じゃがいも、トマトを煮込んだミネストラが作られている。

## パスタ製造会社

### イタリア
- ディ・チェコ (DE CECCO)
- バリラ (Barilla)
- アルチェネロ (Alcenero)
- ディヴェッラ (Divella)
- ラ・モリサーナ (La Molisana)
- アネージ (Agnesi)
- ジュゼッペコッコ（イタリア語版） (Cav. Giuseppe Cocco)
- デルヴェルデ (Delverde)
- ガロファロ (Garofalo)
- ブイトーニ (Buitoni)
- グラノーロ（イタリア語版） (Granoro)
- ルンモ (RUMMO)
- ヴォイエロ (Voiello)

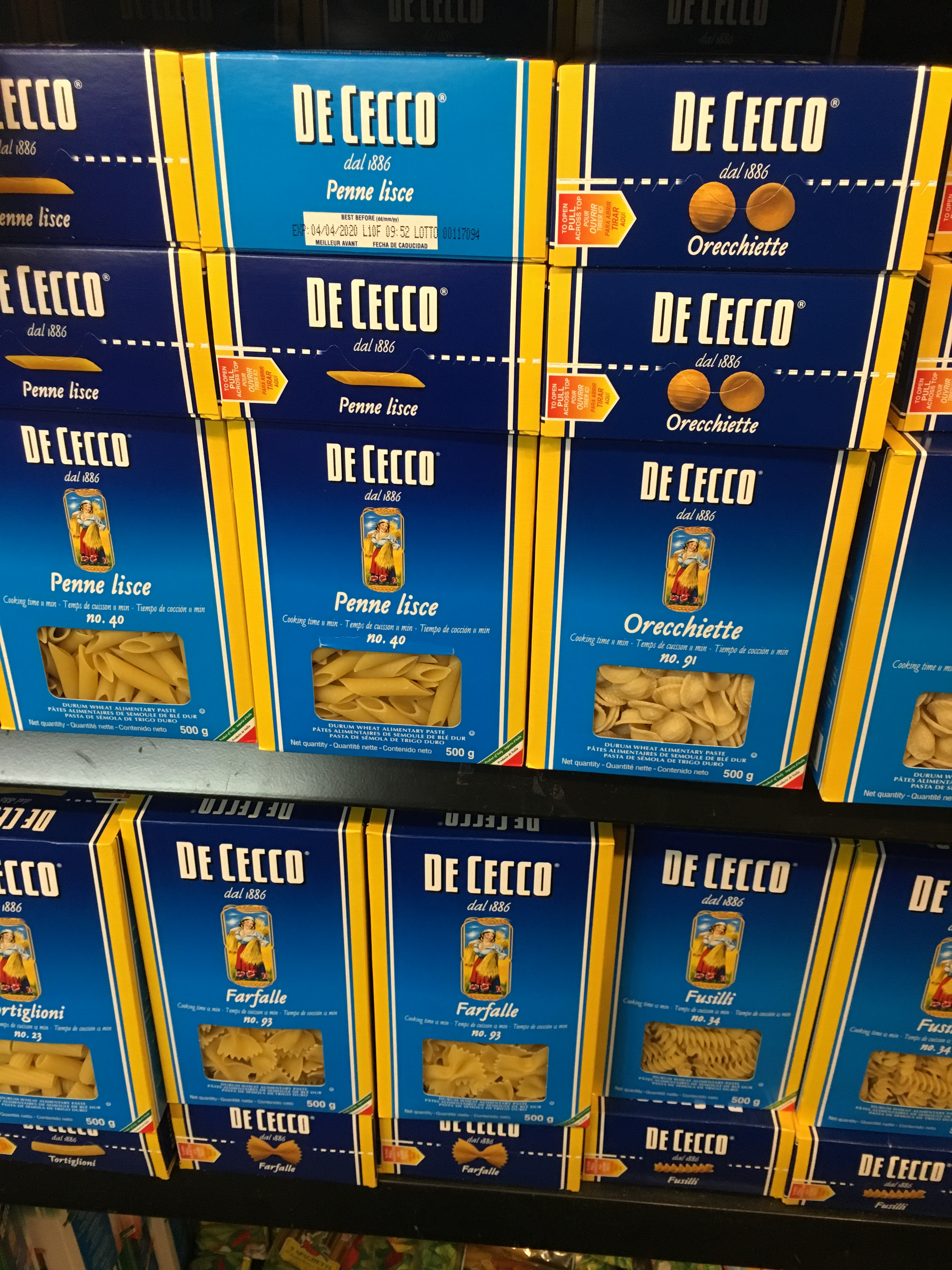
ディ・チェコ
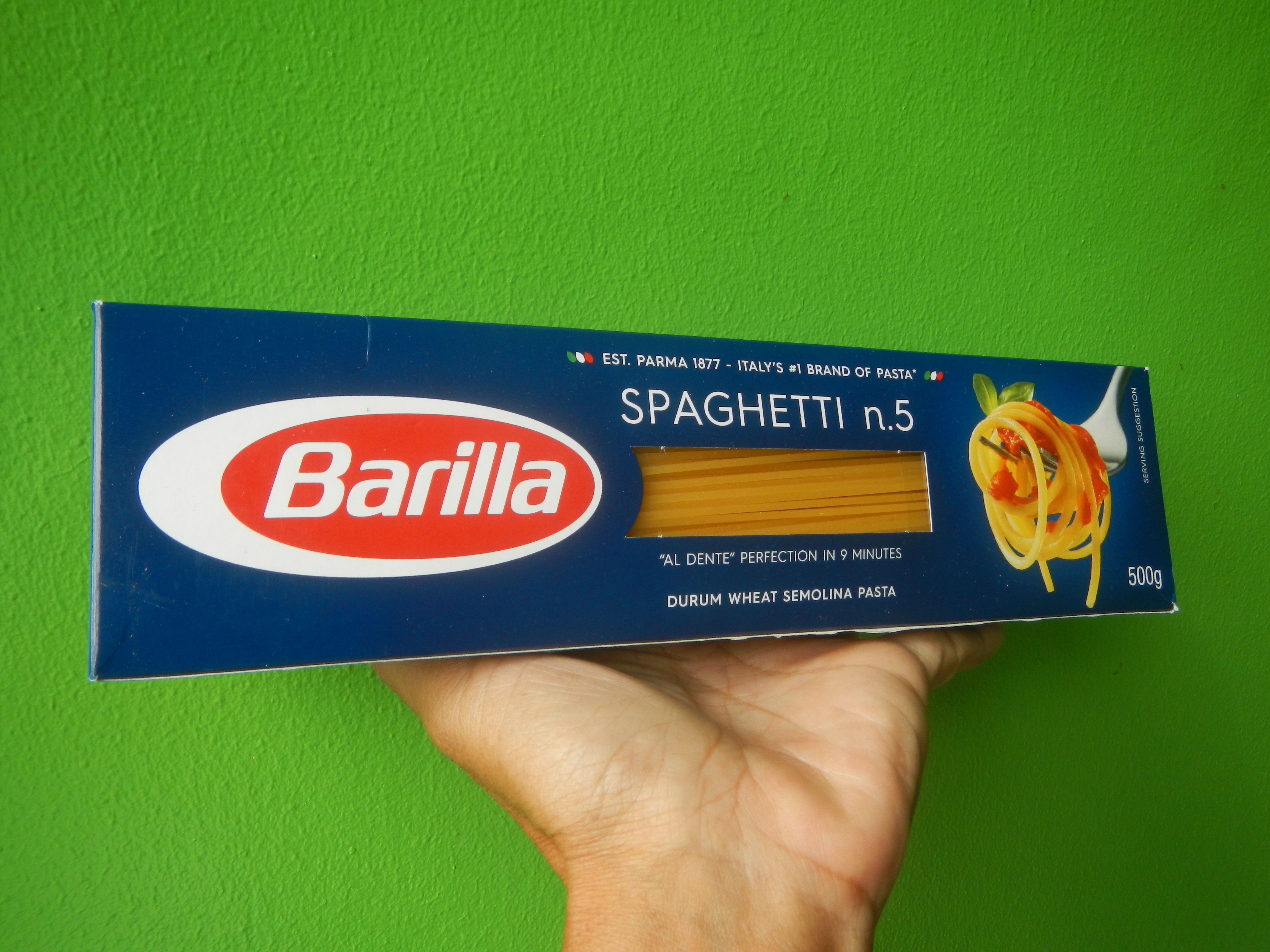
バリラ
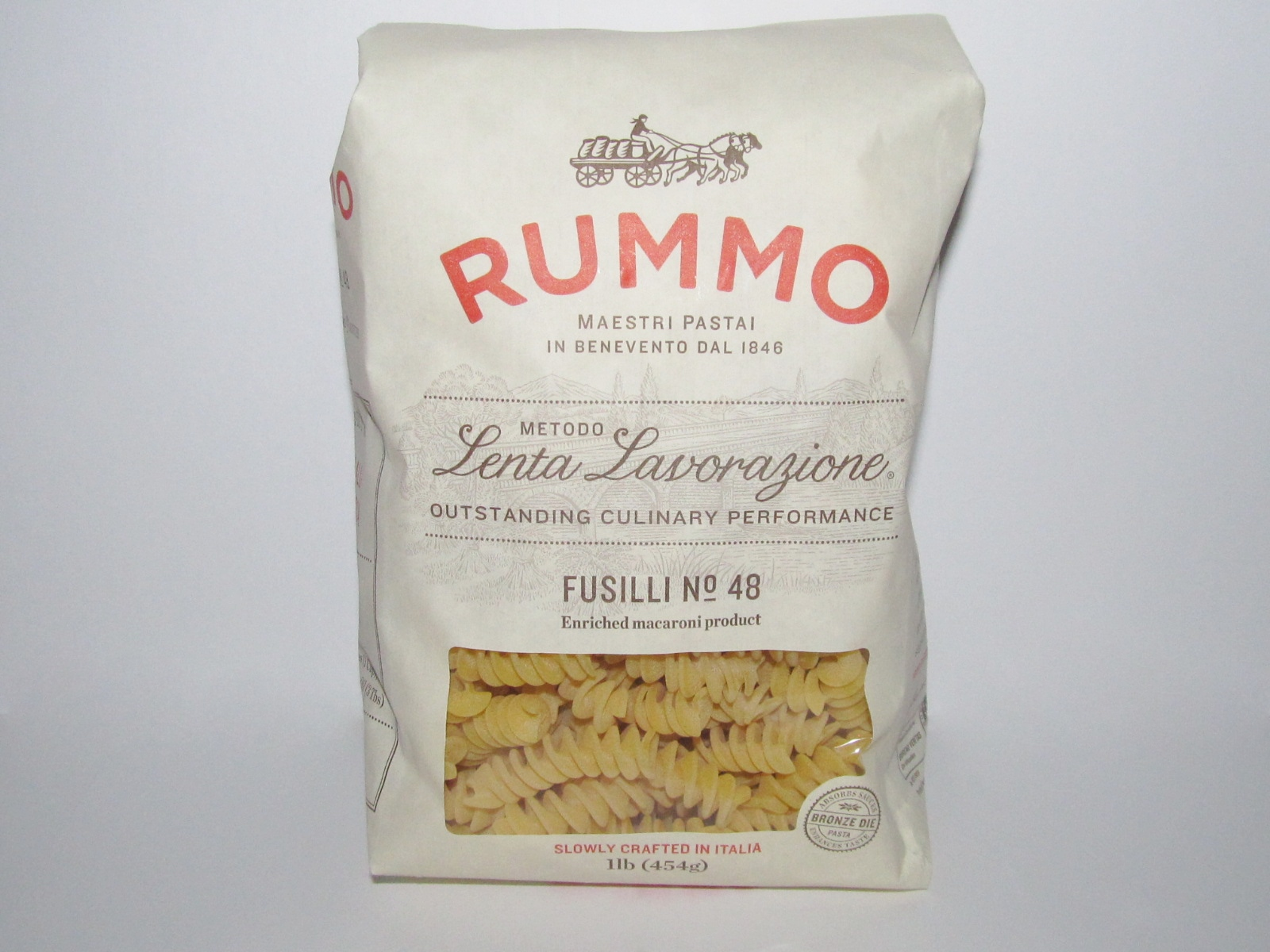
ルンモ (RUMMO)

### 日本
- 日本製麻 - 1928年、日本で初めての国産スパゲッティを「ボルカノ」ブランドで製造販売。
- 日清製粉ウェルナ - 「マ・マー」で知られる。
- ニップン - 「オーマイ」で知られる。
- はごろもフーズ - 「ポポロ」で知られる。サラダ専用スパゲッティの「サラスパ」が主力。
- 赤城食品
- 奥本製粉
- コルノマカロニ
- 昭和産業
- ジャパスタリア - 2017年、日本発祥の純国産パスタブランドとして誕生。(群馬県産小麦「きぬの波」を使用した生パスタ専門の製麺所)

### トルコ
- セルバ (Selva)[19]

### ラトビア
- ドベリ (Dobele)[20]

### ギリシャ
- ユリマック (EURIMAC)[21][22]

## パスタを題材とした作品
- バンビ〜ノ! - せきやてつじによる漫画。パスタだけでなく、イタリア料理全般を扱っている (2004年 - 2012年)。
- パスタの流儀 - 原作：花形怜、作画：才谷ウメタロウによる漫画。2021年に芳文社の週刊漫画TIMESで連載が開始され、2022年12月現在で単行本4巻まで刊行されている。